# هنر ایرانی

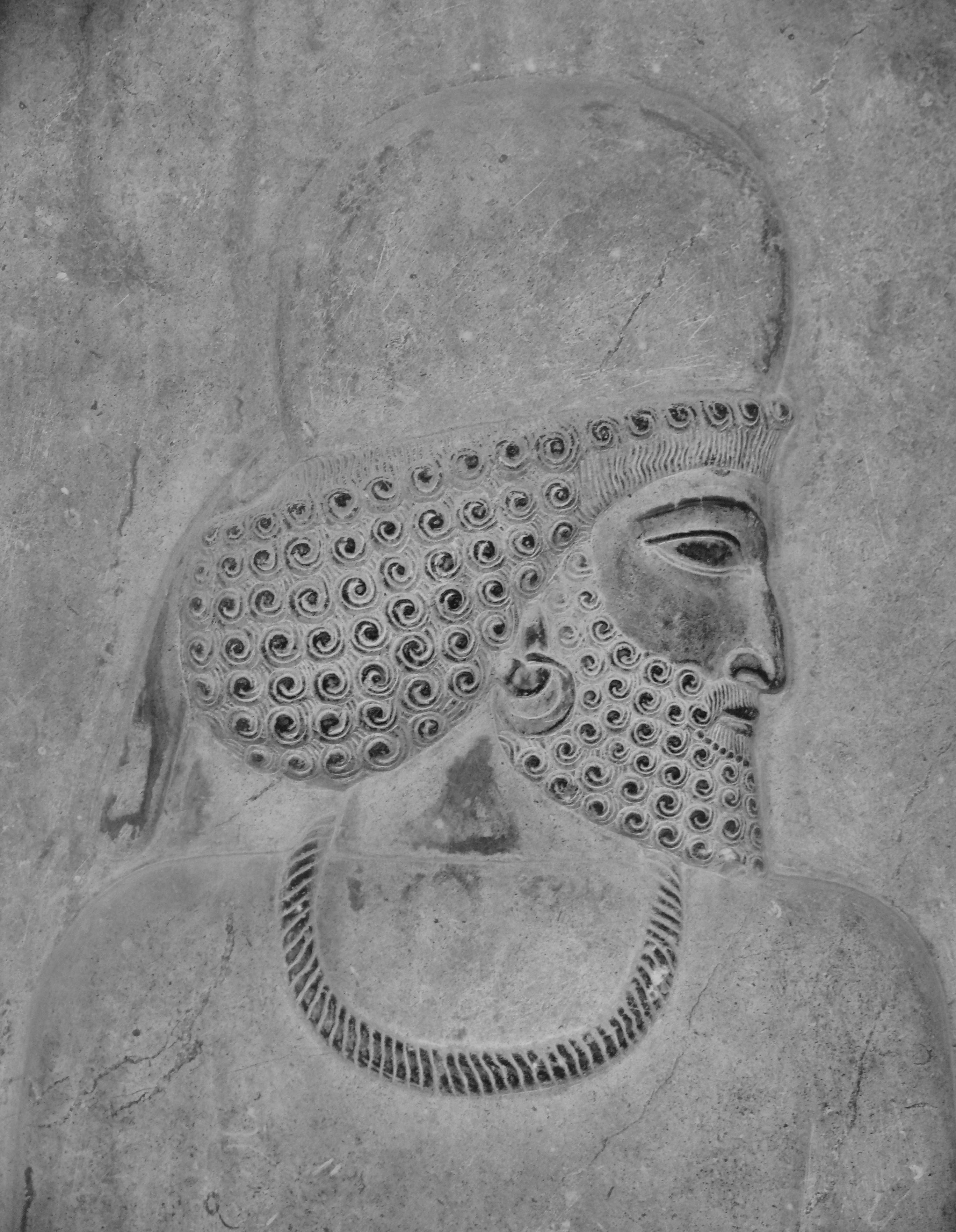
مردی از ماد در کاخ آپادانای تخت جمشید، نمونه‌ای از هنر حجاری ایرانیان از میان هنر صنعتگران ایران باستان.

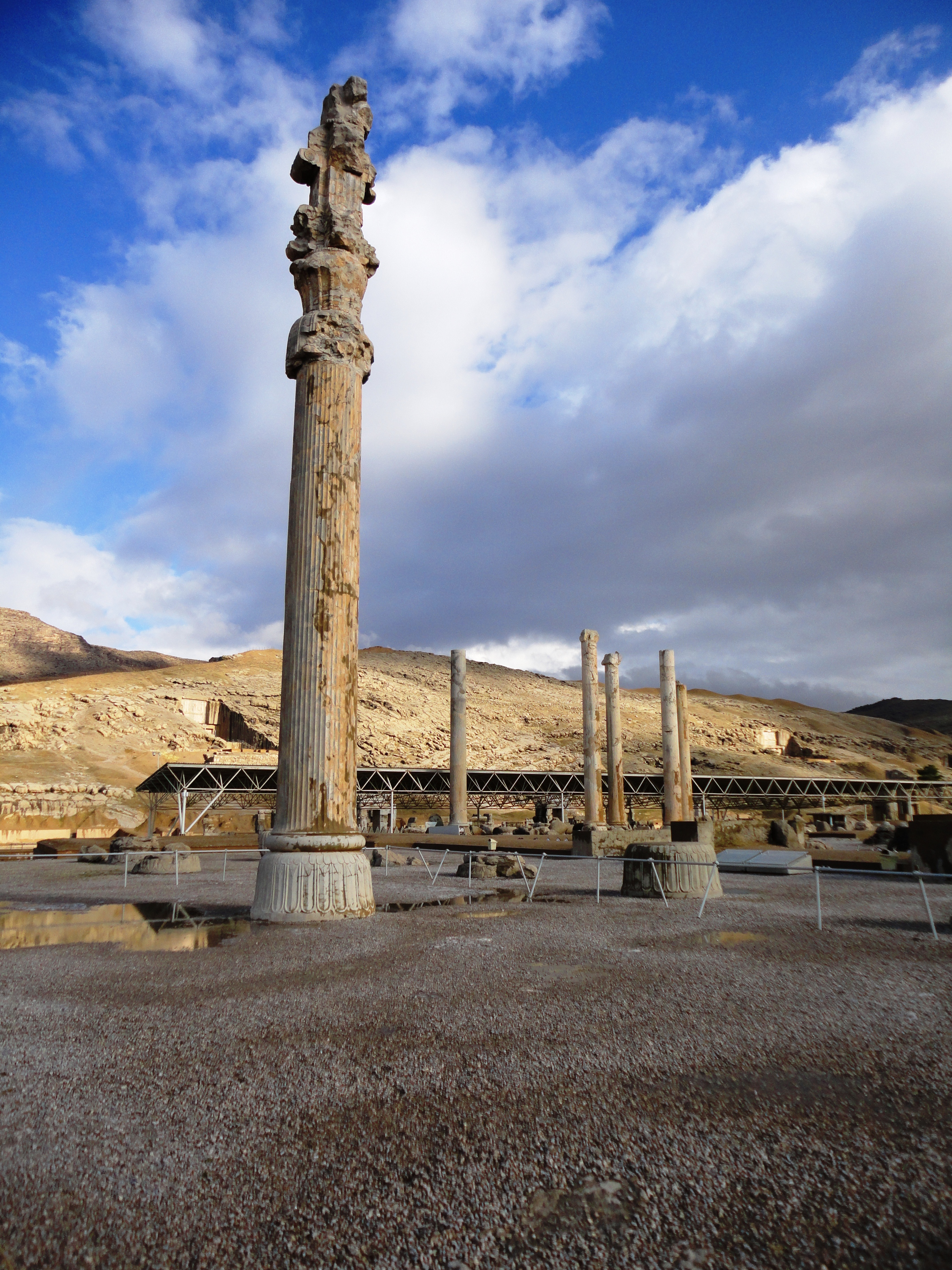
معماری هخامنشی در تخت جمشید نمونه‌ای بارز از هنر ایرانی

هنر ایران یکی از غنی‌ترین میراث‌های هنری در تاریخ جهان است و دربرگیرندهٔ بسیاری از رشته‌ها از جمله معماری، نقاشی، بافندگی، سفالگری، موسیقی، رقص، خوشنویسی، فلزکاری و نزدیک ۳۰۰۰ گونهٔ هنر مختلف در ۴۰۰ گروه هنری است.
از هزارهٔ چهارم تا هزارهٔ دوم پیش از میلاد، هنر در ایران، بیشتر شامل عناصری از باورهای دینی می‌شده‌است. ظرف‌های منقش و کنده‌کاری‌هایی همانند آنچه که در کورانگون و نقش رستم صورت گرفته، از بازماندگان آثار هنری آن دوران هستند. در اواخر هزارهٔ سوم و در هزارهٔ دوم، صنعت برنز در ایران، با مهارت بالا و استادی دنبال شد. در این دوران، سفال‌سازی ظریف گردید و نقوش جاندارانی بر آنان گذارده شد. مجسمه‌هایی نیز در تورنگ‌تپه یافت شده‌اند که احتمال دارد، ساخت مردم همین دوران باشند. در کاخ‌های هخامنشی، با همکاری تمام کشور، تلاش شده‌است که تصویری از آن دوران نمایش یابد و هنرهای بسیاری در ساخت آنان به کار رفته‌است؛ سنگ‌نگاره‌ها و کنده‌کاری‌ها، جزئیات رنگی، روکش‌های طلا و برنز و نقوش روی اشیاء درونی ساختمان‌ها، بخشی از هنر هخامنشی هستند که تاکنون حفظ شده‌اند. پس از هنر پارت‌ها که تحت تأثیر هنر یونانی بود، هنر ساسانیان، تمدن ایرانی را بار دیگر زنده کرد. هنر ساسانی، از فرهنگ‌های دیگر هم اثر گرفت اما اساساً ایرانی بود؛ از رویدادهای مهم در این دوران، این بود که معماری طاق‌دار در ساختمان‌ها رواج یافت. معماری ایرانی در طول تاریخ همواره به‌عنوان عالی‌ترین بخش هنر ایران، شناخته شده‌است. این معماری در دوره‌های هخامنشیان، پارت‌ها و ساسانیان برتر بوده‌است و در دوران اسلامی نیز برتری خود را حفظ کرد.
در کل، فرهنگ دوره اسلامی در ایران، مکاتب بومی قدرتمندی از هنرهای تجسمی را توسعه نداد. اما موارد استثنایی نیز وجود دارد؛ یکی از این موارد مهم، گسترش نگارگری ایرانی در مکاتبی چون مکتب تبریز اول  و دوم، مکتب شیراز و اصفهان است. با این حال، نگارگری ایرانی، در اواخر دوران صفوی، رو به انقراض رفت. اما هنرهایی چون خوش‌نویسی ایرانی، تذهیب، بافندگی، سفال ایرانی و فلزکاری ادامه یافتند. نقاشی و مجسمه‌سازی کلاسیک غربی در اواخر سده ۱۹ میلادی وارد ایران و با مضامین ایرانی تطبیق داده‌شدند. گرایش به اسلامی‌سازی پس از انقلاب ۱۳۵۷، هنرهای تجسمی را محدود کرد اما این هنرها همچنان از راه نمایشگاه‌ها و سپس با دسترسی به اینترنت، در حال پیشرفت هستند.
نوگرایی، در هنر ایران، قدرت گرفته‌است و مهم‌ترین تحول در نوگرایی هنری در این کشور، حاصل تغییرات اجتماعی انجام شده توسط رضاشاه پهلوی است. حدوداً در میان سال‌های ۱۳۲۸ تا ۱۳۵۸، هنر نوین در ایران رشد قابل توجهی کرد و بسیاری از هنرمندان نامی معاصر این کشور، در آن دوران رشد و شکوفایی داشتند. روزنامه گاردین اعلام داشته‌است که آثار موزه هنرهای معاصر تهران، بزرگ‌ترین گنجینهٔ هنر مدرن در بیرون از آمریکا و اروپای غربی است. در دوران شاهنشاهی پهلوی، گالری‌های خصوصی راه‌اندازی شدند و وزارت فرهنگ و هنر نیز جشنواره‌های سالیانه‌ای را برگزار کرد. جشن هنر شیراز از همان دوران آغازینش با توجه به ابتکار گماشتگی و گوناگونی برنامه‌هایش در میان جشنواره‌های موسیقی بین‌المللی موجود، برجسته بود.

## تاریخچه
- هنر هخامنشیان
- هنر اشکانیان
- هنر ساسانیان
- هنر مانوی

- هنر سلجوقیان
- هنر ایلخانی
- هنر تیموریان
- هنر صفوی
- هنر قاجار

- هنر معاصر ایران
- هنر انقلاب اسلامی

### هنر ایلامی

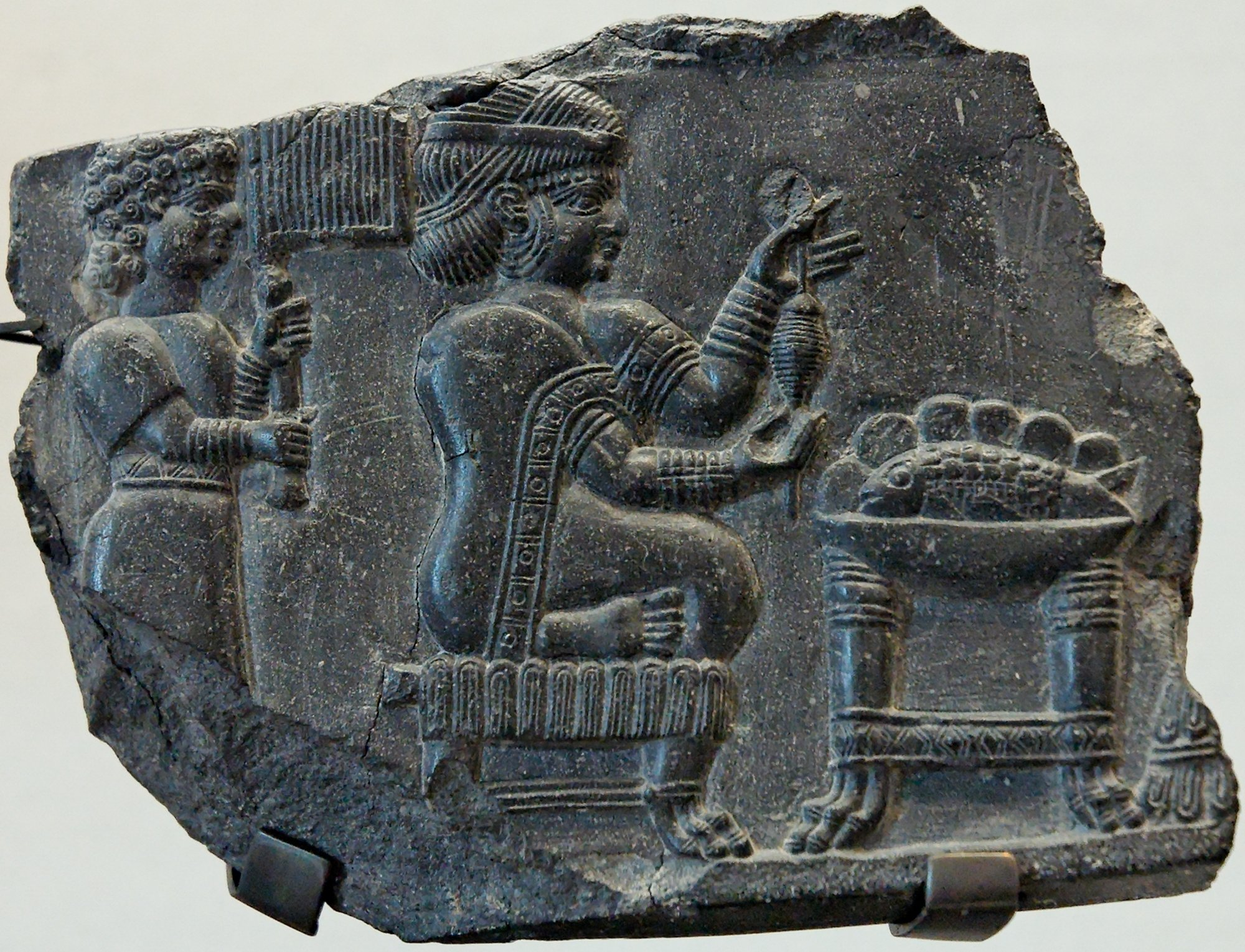
تصویر یک زن ایلامی

از تمدن ایلام اشیاء و آثار متعددی به جا مانده‌است که در زیر به تعدادی از آن‌ها اشاره شده‌است:
- گلدان با موجود دو شاخ
- تندیس نقره‌ای گاو نشسته
- کلاه‌خود پرنده و سه پیکر
- تابلو مراسم نیایش راهبه‌های آفتاب
- تندیس ناپیرآسو
- تندیس فاخته لاجوردی
- سنگ‌نگاره بز با دم ماهی
- نقش‌برجسته ایلامی در نقش رستم
- سنگ‌نگاره زن ایلامی و ندیمه
- سنگ‌نگاره یادبود اونتاش ناپیریشا
- جام نقره‌ای زن ایلامی

زیگورات چغازنبیل نمونه بارزی از معماری ایلامی است که دارای ابعاد و خصوصیات خیره‌کننده است و با اهرام مصر برابری می‌کند. این بنای عظیم به‌صورت هرم مطبق یا پله پله ساخته شده‌است.
این بنا که در ۱۹۷۹ در فهرست بازماند (میراث) جهانی یونسکو جای گرفت در استان خوزستان ایران، جنوب شرقی شهر باستانی شوش جای گرفته‌است.
ساخت آن در حدود ۱۲۵۰ پیش از میلاد و توسط اونتاش گال برای ستایش ایزد اینشوشیناک نگهبان شوش انجام شده‌است. این بنا به همراه تمدن ایلامی در حمله آشور بانیپال  نابود شد و پس از آن زیر خاک از دیده‌ها ناپدید گردیده بود تا دوران کنونی که توسط رومن گریشمن ایلام‌شناس فرانسوی خاکبرداری گردید.

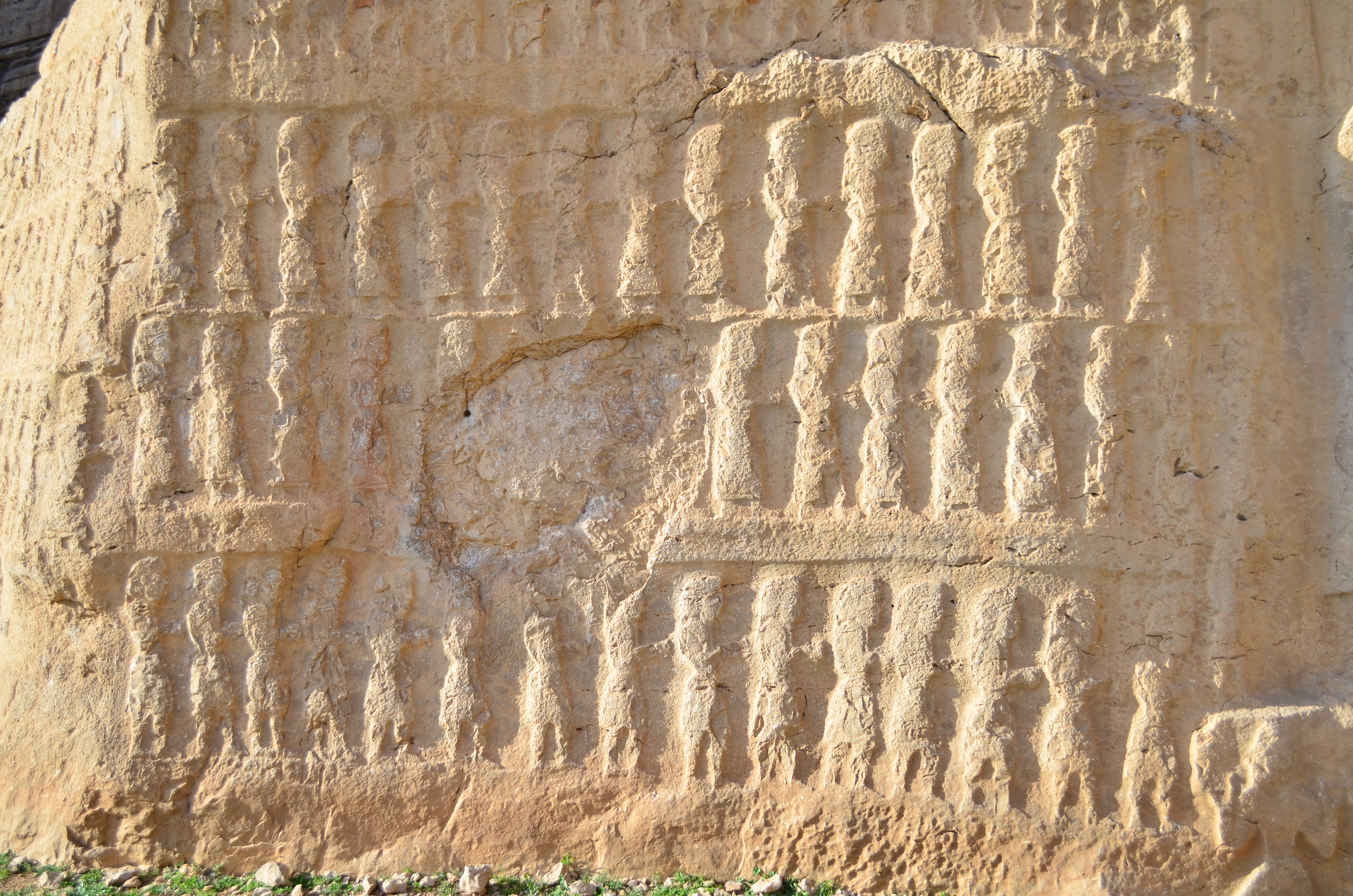
نگاره‌های کول فرح، به‌جا آوردن مراسم مذهبی

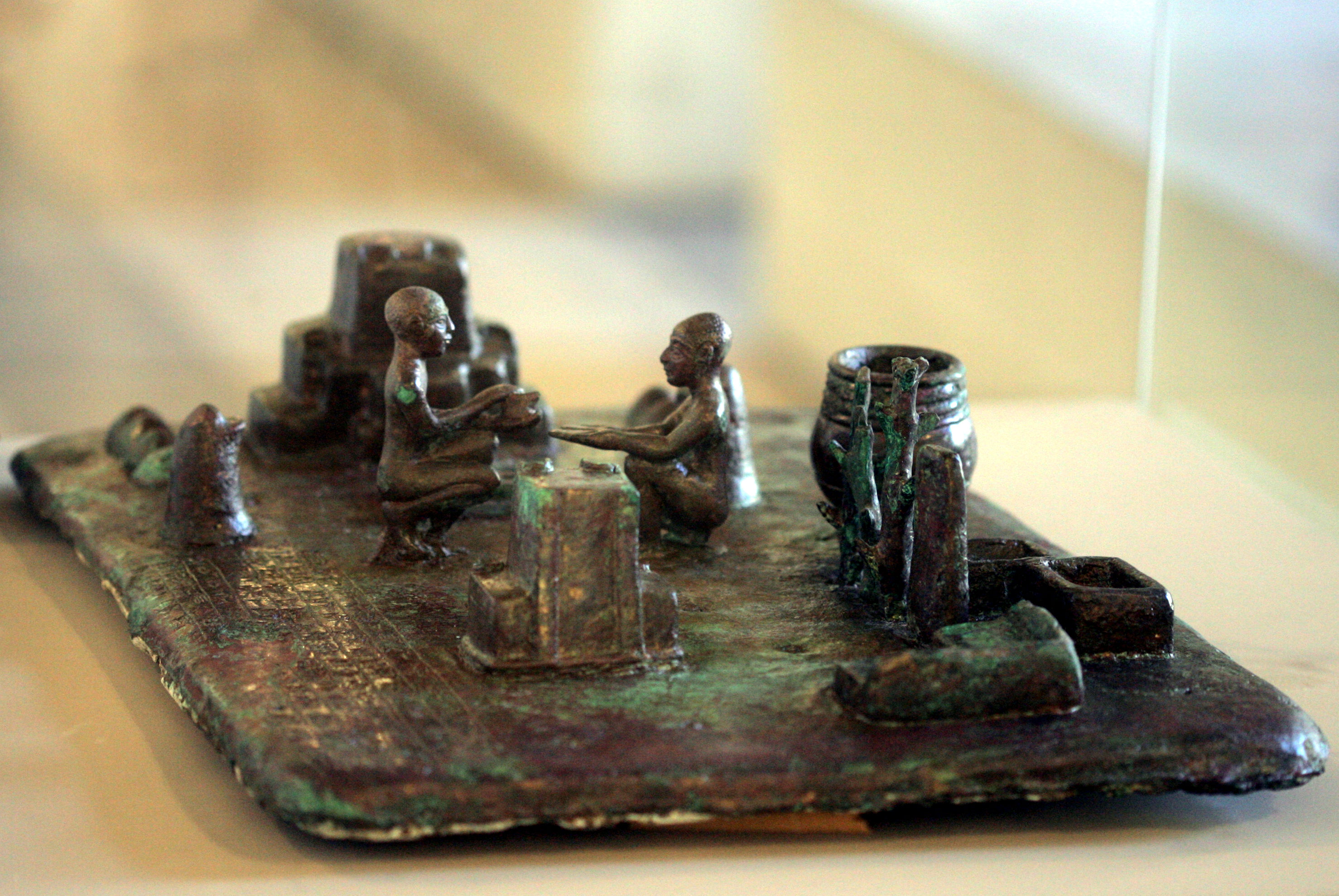
فلزنگاره نیایش آفتاب

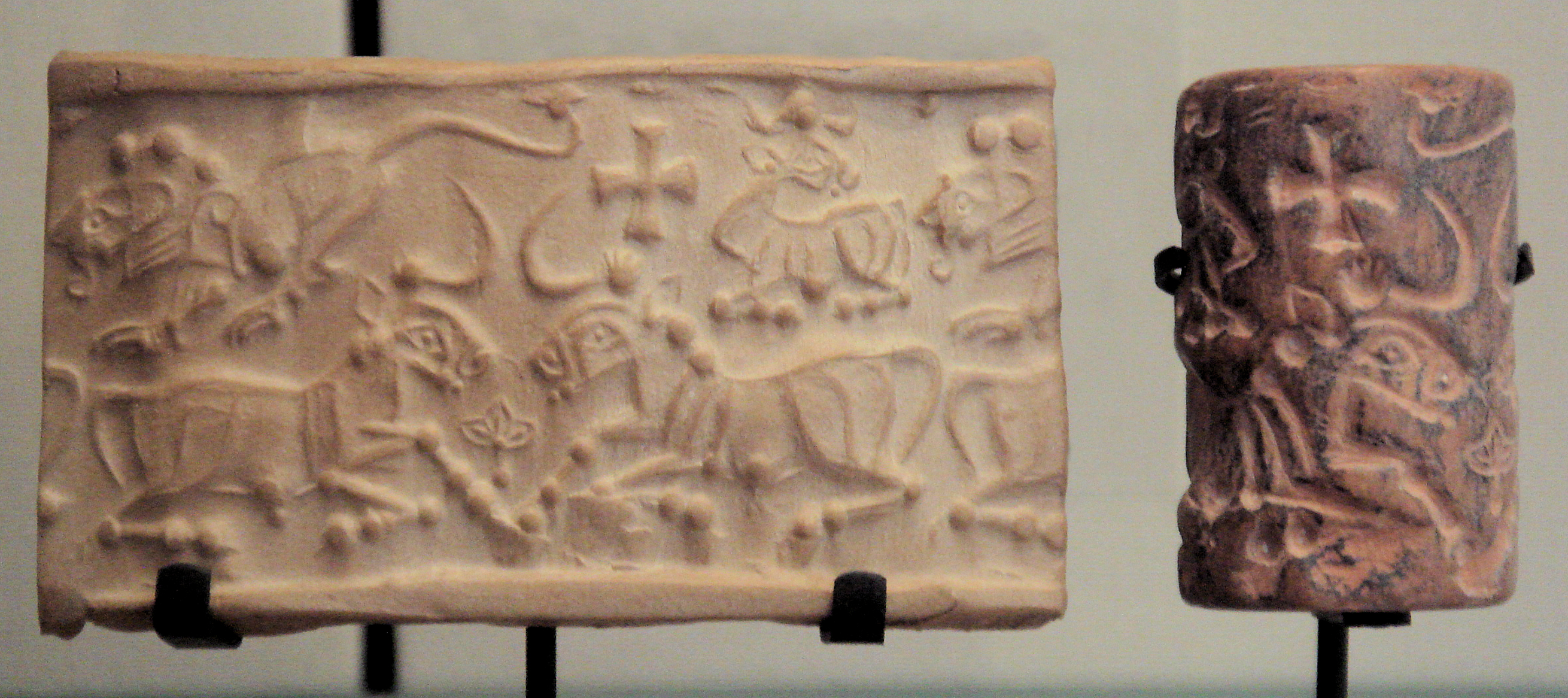
مهر استوانه‌ای نیاایلامی مربوط به ۳۱۵۰ سال پیش از میلاد، موزه لوور

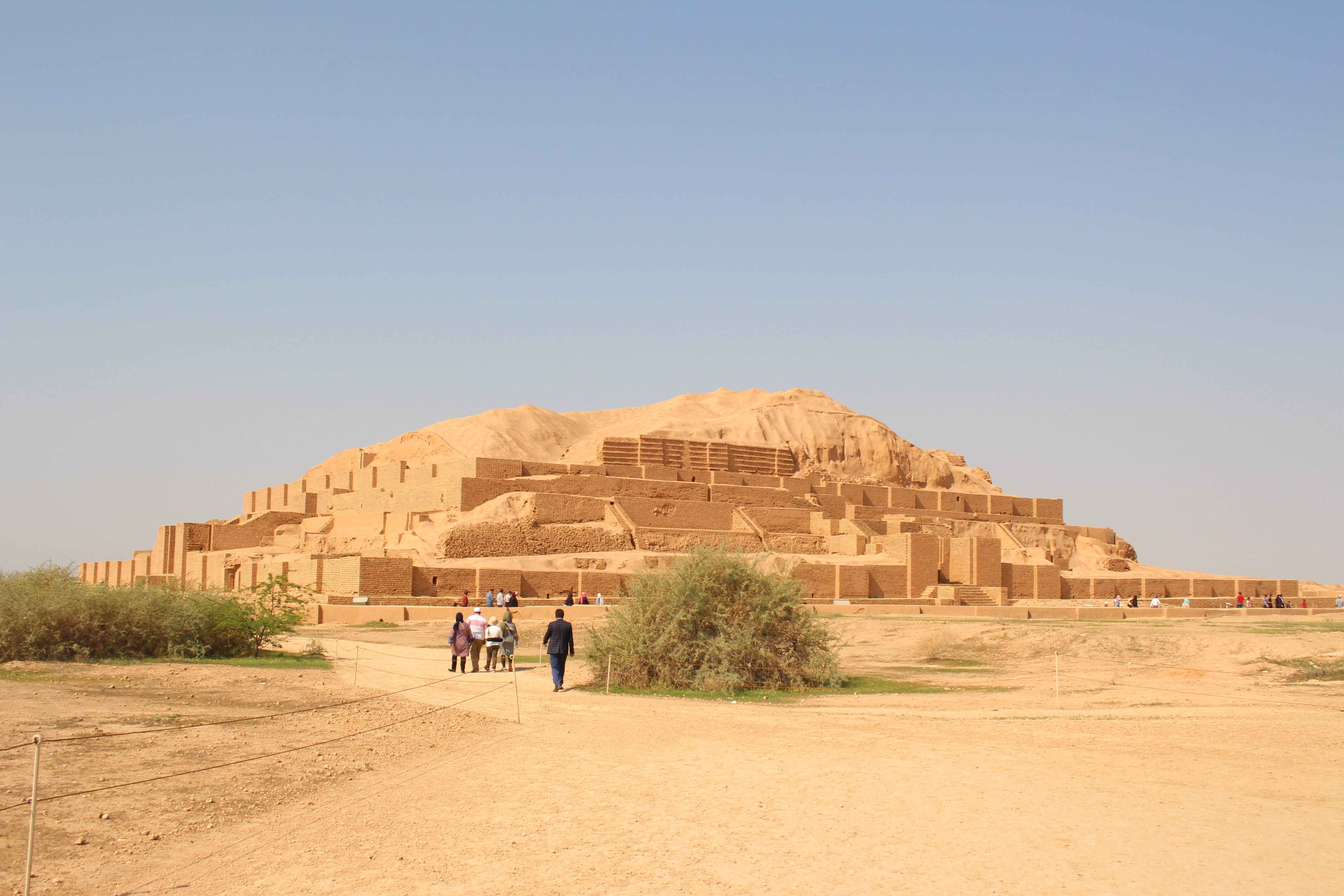
چغازنبیل

### هنر مادی
برای بررسی آثار مادها باید به سه سرزمین توجه کنیم: نزدیک جادهٔ قدیم خراسان که در عصر آهن از آن برای تجارت بین شرق و غرب به‌خوبی استفاده می‌شد، بین کرمانشاه و همدان امروزی، پایتخت ماد ماگنای باستان؛ احتمالاً بخش اعظمی از شمال فلات مرکزی ایران نیز از آغاز به مادها تعلق داشت یا در طول حکومت آن‌ها به سرزمین‌های مادی تبدیل شد. این امر می‌تواند آثاری که از کاوش‌های گودین‌تپه در درهٔ کنگاور، نوشیجان در نزدیکی ملایر و شاید سیلک در نزدیکی کاشان و باباجان در شمال لرستان به‌دست آمده‌اند را شامل شود.
با این حال، هنر مادی موضوعی است که در حد حدس و گمان باقی مانده و حتی برخی از پژوهشگران وجود آن را رد می‌کنند. ظاهراً این وضعیت تا زمانی که کاخ‌های شاهانه در هگمتانه مورد کاوش و مطالعه قرار نگیرند، تغییری نخواهد کرد. اسکار وایت موسکارلا توجه کرده که «هیچ نمونه‌ای از هنر و آثار مکشوفهٔ مادی در کاوش‌های باستان‌شناسی شناخته نشده‌است». با این وجود، دیگر پژوهشگران عقیده دارند محوطه‌هایی مانند تپه نوشیجان و گودین‌تپه که در محدودهٔ تاریخی مادها قرار دارند و از نظر زمانی نیز به سدهٔ هشتم و هفتم پیش از میلاد برمی‌گردند، مادی هستند. انتساب باباجان ۳ به مادها نامشخص است.

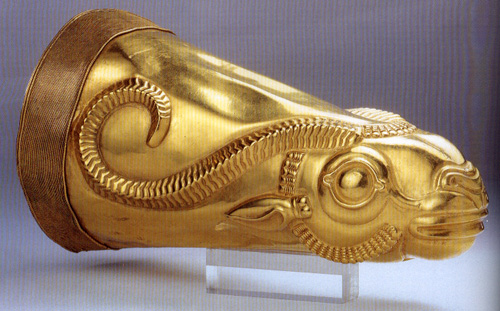
تکوک طلایی بز کوهی هگمتانه از دوران مادها که در هگمتانه کاوش شده و اکنون در موزهٔ ملی ایران نگهداری می‌شود.

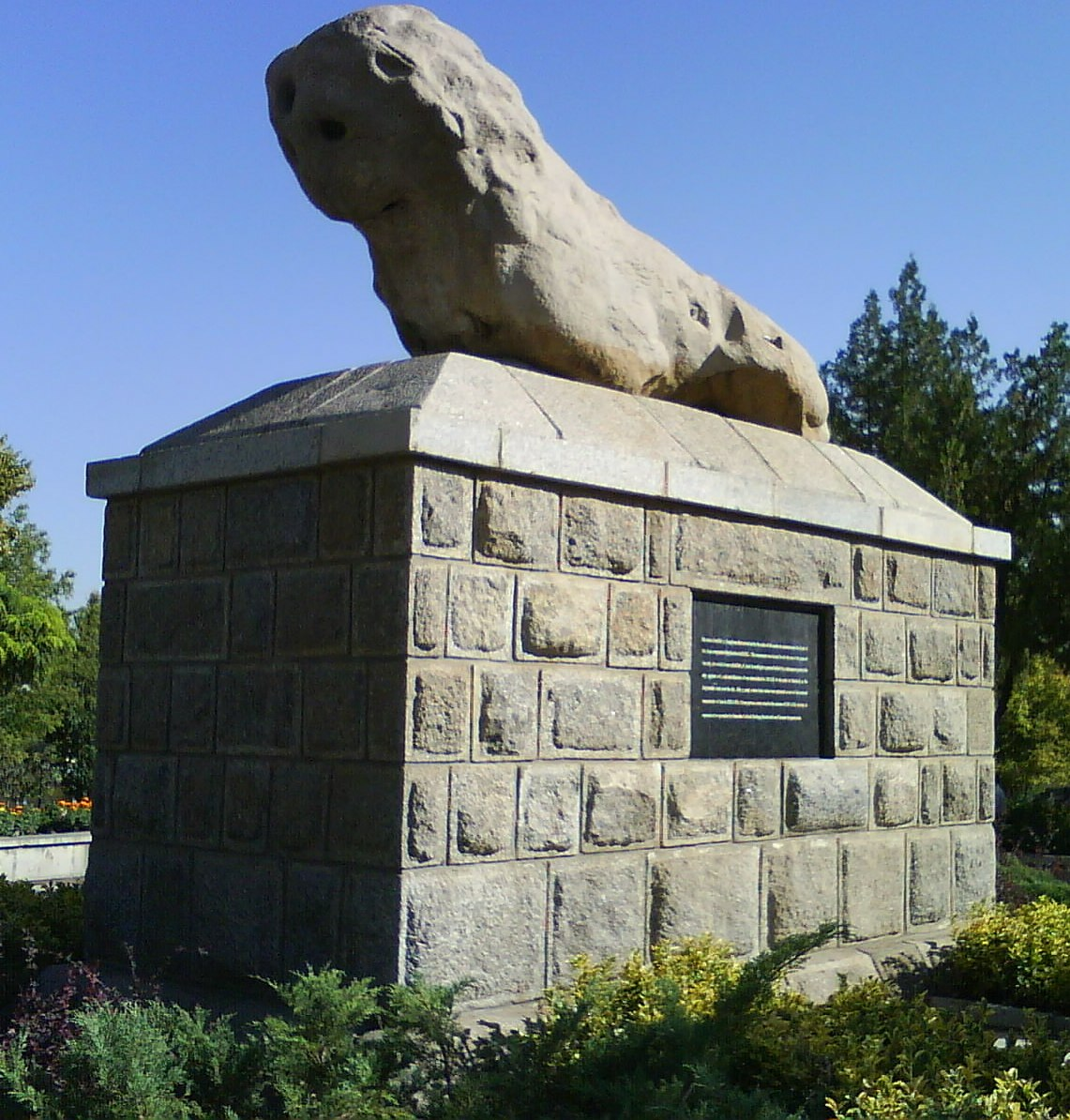
مجسمه شیر سنگی

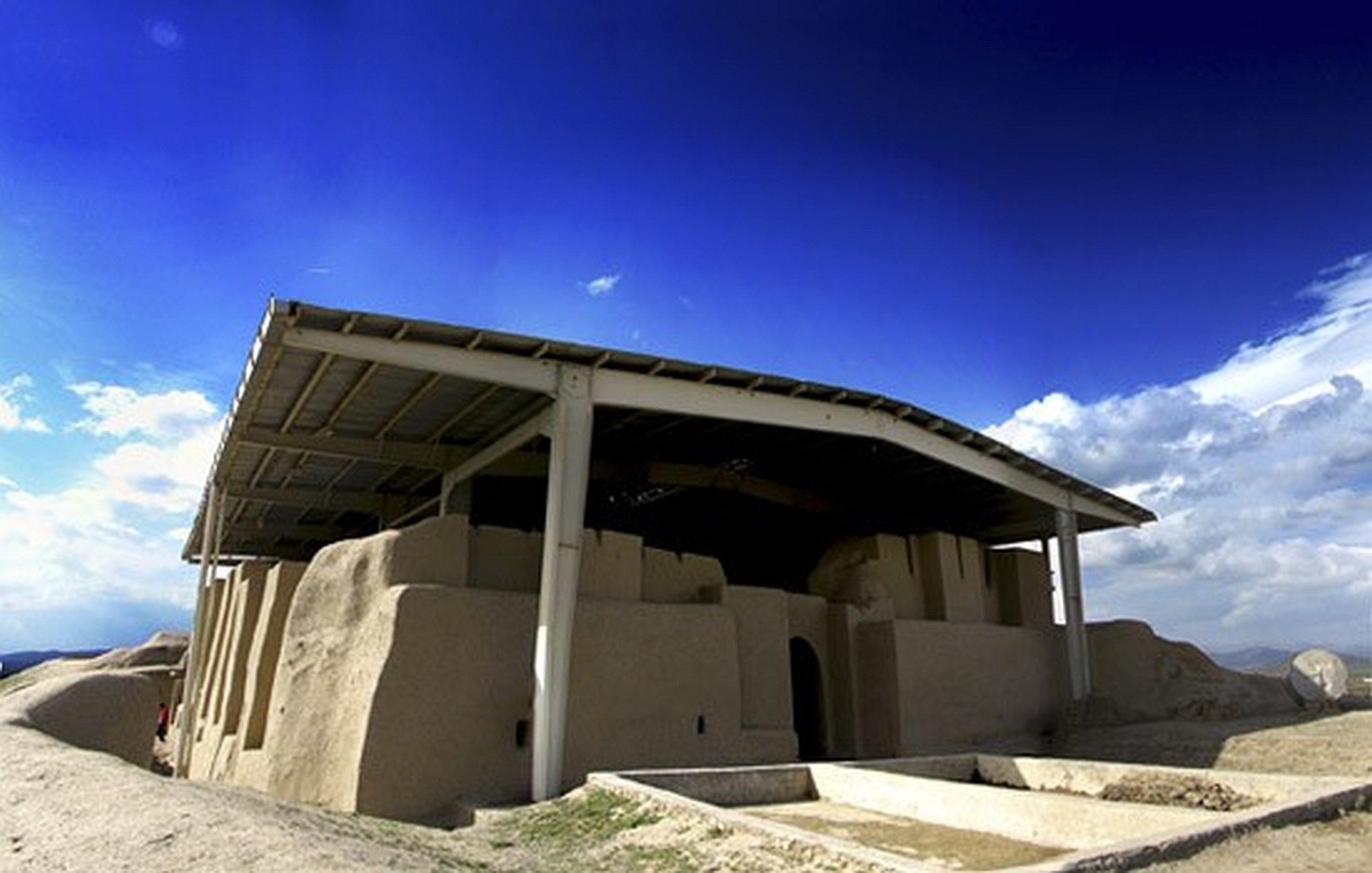
آتشکده نوشیجان در ملایر اثری از دوران مادها

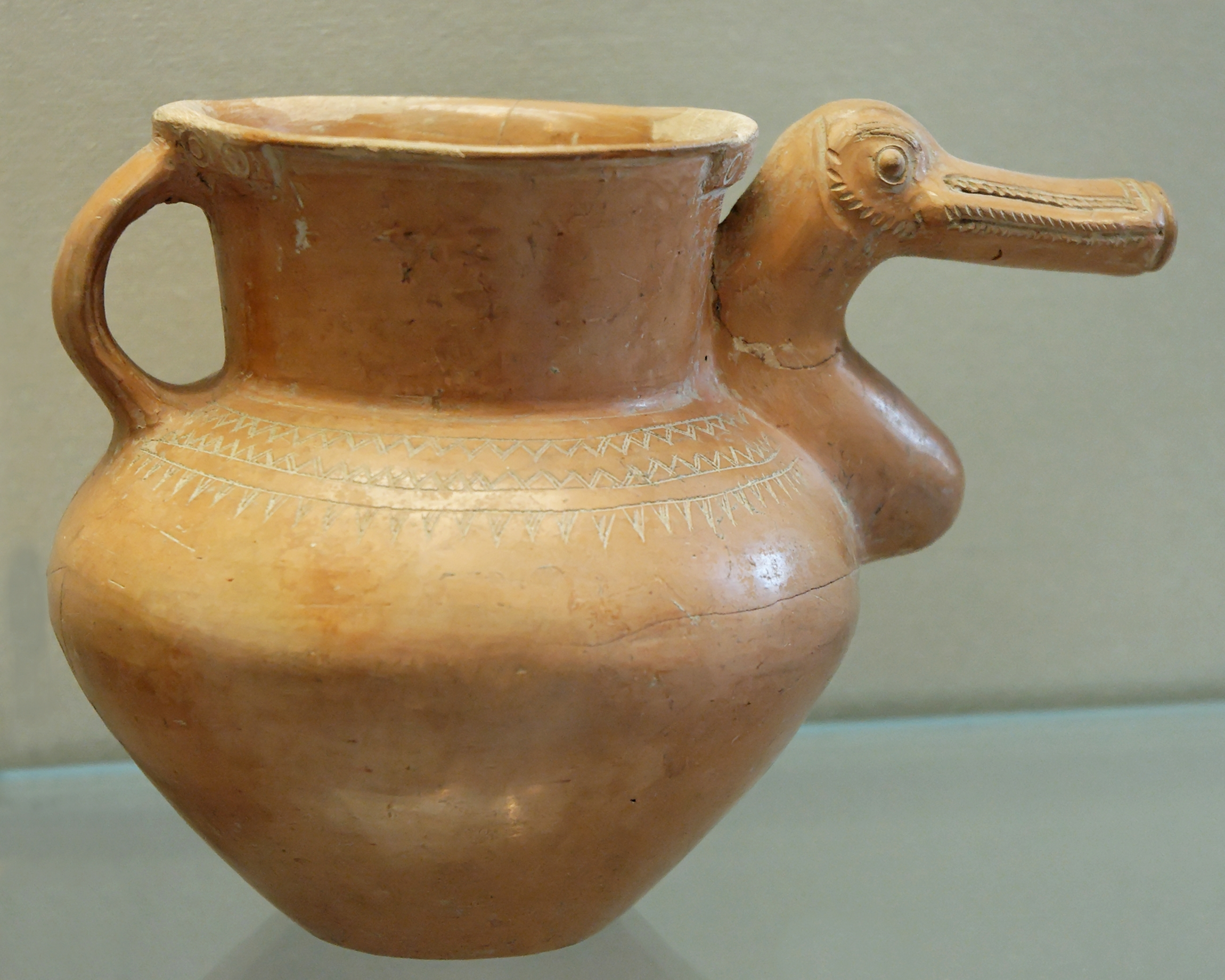
نمونه از سفالگری دوران مادها، موزه لوور

### هنر هخامنشی

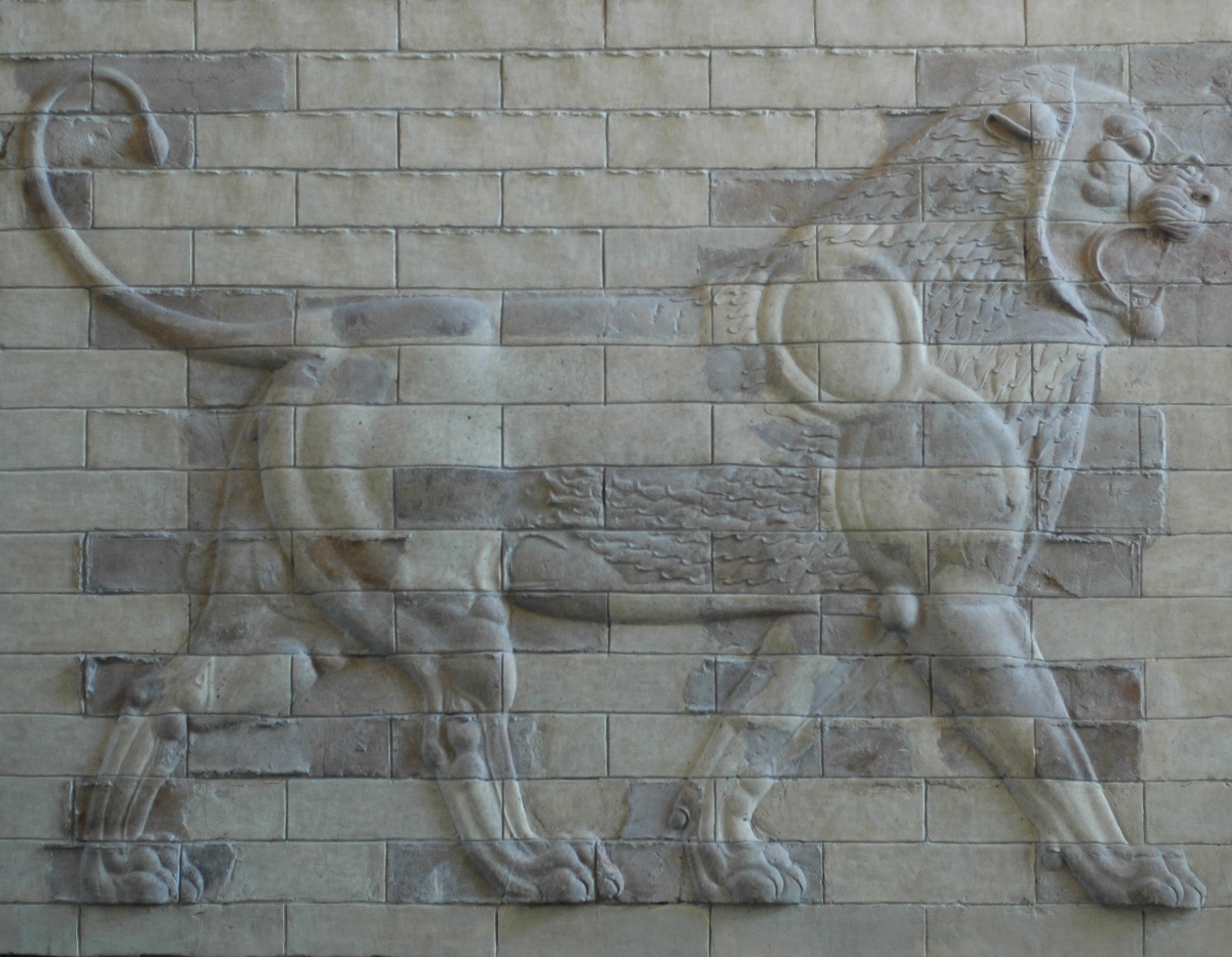
نقش شیر کاخ آپادانای شوش، ۵۱۰ پ. م، موزه لوور

هنر هخامنشی ناب‌ترین فرم هنر خاورمیانهٔ باستان و اوج آن بوده‌است. همچنین دوران هخامنشی نمایندهٔ بالاترین درجهٔ قدرت سیاسی است که ایرانیان در طول تاریخ به آن رسیده‌اند. پس از آن، ایرانیان هرگز همان درجهٔ چیرگی را بر مردم آسیای غربی و مناطقی از شمال آفریقا اعمال نکردند. دورانی که هنر هخامنشی نیز به واسطهٔ این قدرت سیاسی، گسترش یافت.
نخستین کانون هنری شاهنشاهی هخامنشی در پاسارگاد است. آنچه که بعدها از شوش به مجموعه معماری هخامنشی راه پیدا کرد در قالب یک کاخ بزرگ بود با دیوارهای منقوش به حیوانات اساطیری و نگهبانان، که با خود هنر بین‌الملل آن دوره را هم به ارمغان آورد. در دوره هخامنشی شاهد ترکیب عناصر فراوانی از هنر ایرانی، آشوری، مصری، یونانی و سکایی هستیم.
دستاورد اصلی و بزرگ هخامنشیان در زمینهٔ پیکر تراشی، نگاره‌های مسطح بوده‌است. در اینجا نیز پای میراثی ایلامی در کار است. اما این بار نیز پارسیان از روی الگوی بیگانه هنری کاملاً مستقل پدیدآوردند که با دیگر هنرها اشتباه نمی‌شود.
ظرف‌های سیمین و زرین ایران باستان در دوره هخامنشیان بی‌نظیرند. در میان ظرف‌های فلزی هخامنشیان به وفور به دسته‌های زینتی پر نقش و نگاری برمی‌خوریم به شکل قوچ کوهی. این نماد خورنه هستند. در تصویرهای تخت جمشید به عطردان‌های رخامی، عود سوزهای زرین، سطل زرین کندر، و حوله‌های ظریف کتان در دست جامه دار و خواجگان شاهنشاه برمی‌خوریم. در زمان هخامنشیان حتی قالی بافی هم ارج و قرب بسیار داشت.

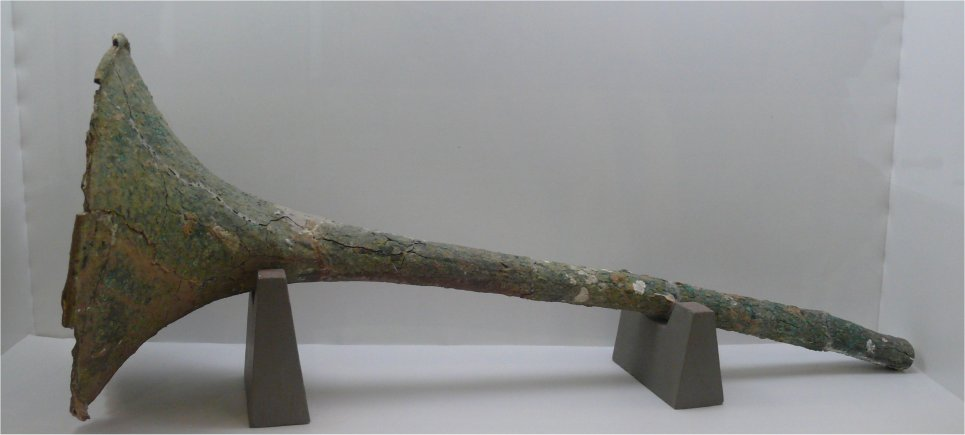
کرنا هخامنشی

به‌طوری‌که از منابع متأخر بر می‌آید، موسیقی در ایران باستان هنری ظریف و به کمال بود، و قواعد آن از نظر دقت قابل قیاس است با «کُنترپوان» غربی. ظاهراً رایج‌ترین ساز در دربار چنگ بوده‌است. شواهد دیگری نیز مبنی بر استفاده از رباب، بربط، تنبور، قانون، نی و نیز دف و دهل موجود است.
در دوره هخامنشیان به استادان موسیقی در دربار احترام بسیار گذاشته می‌شد. به‌طوری‌که اینان در میان ملازمان دربار از بلند پایگان بودند. خوانندگان و نوازندگان به سه طبقه تقسیم می‌شدند. هیچ خواننده‌ای نمی‌توانست با نوازنده‌ای بخواند که در طبقهٔ او نبود. اگر شاهنشاه ضیافتی می‌داد، در سکوتی که نفس‌های مهمانان در سینه‌ها حبس بود، پرده‌ای که پادشاه را از چشم درباریان او پنهان نگه می‌داشت کنار می‌رفت. سپس رئیس تشریفات که عنوان پر معنی «شادباش» را داشت، استاد آواز را به خواندن ترانه‌ای معین ندا می‌داد یا از یکی از نوازندگان دربار می‌خواست تا قطعه‌ای را که با دقت گزیده شده‌است بنوازد.
هنر هخامنشی نماد تمام هنرهای جهان باستان بود، و طرح و هدف‌ها و هویت آن خرجی بود، و اجزاء آن از هنرهای مردم باتجربه جهان کهن یعنی آشوریان، مصریان، اوراتوئیان، بابلیان، لودیان، ایونیان، هندوان، سکائیان و غیره گرفته شده بود.

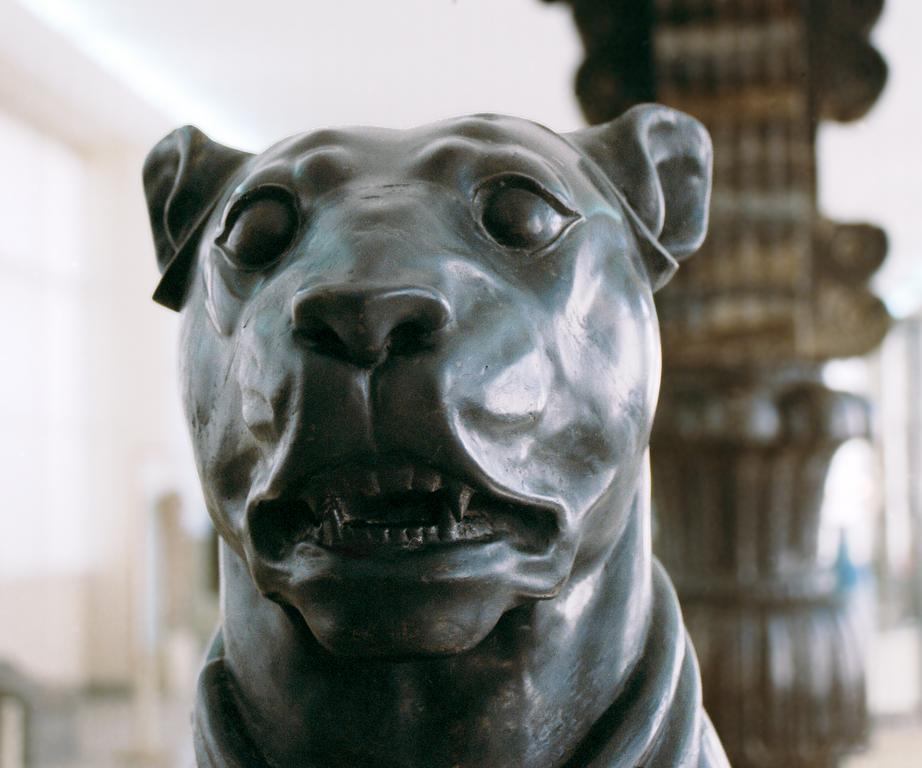
مجسمه سگ، کشف شده از ضلع جنوب شرقی آپادانا، موزه ملی تهران

دروازه ملل در تخت جمشید

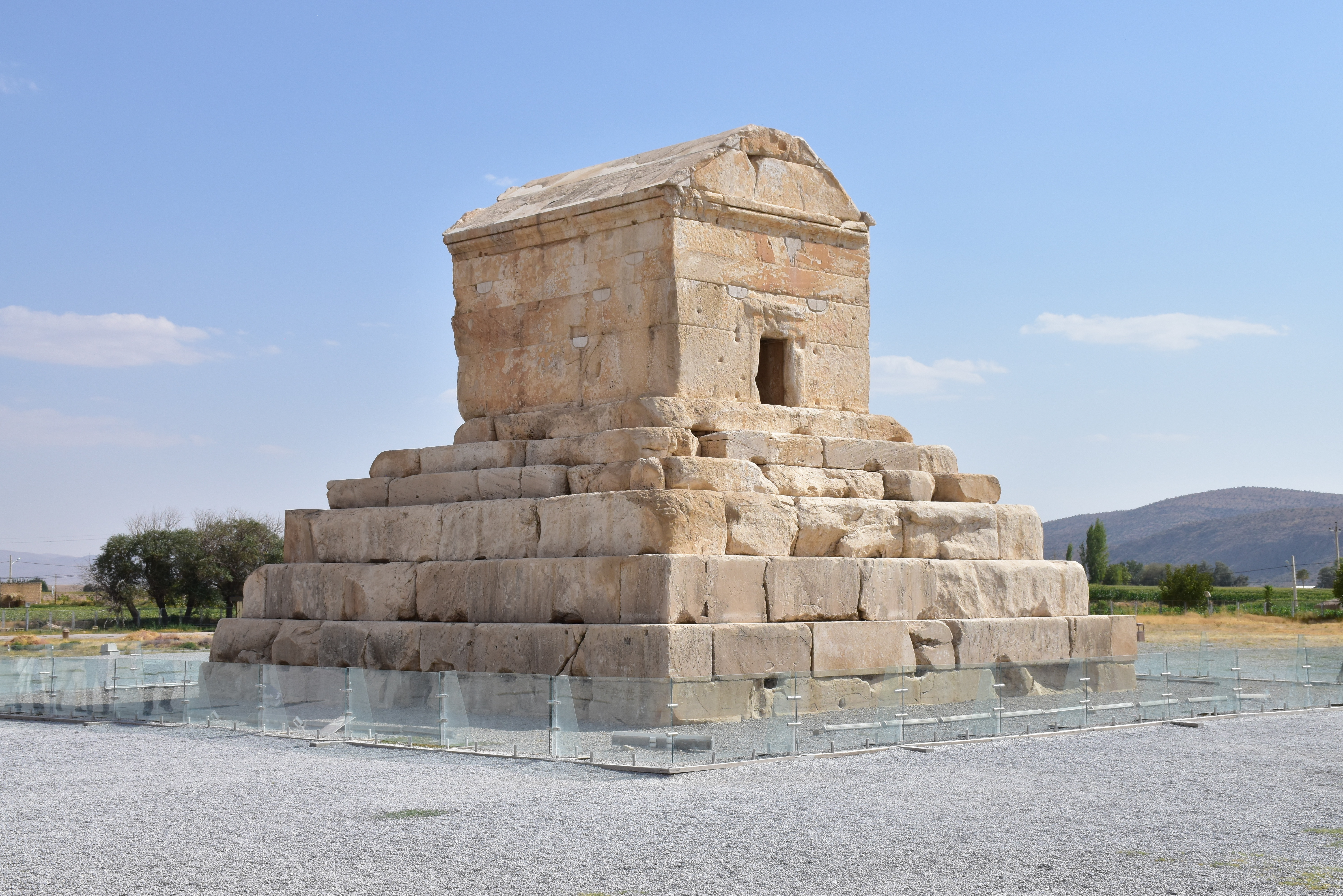
آرامگاه کوروش بزرگ در پاسارگاد

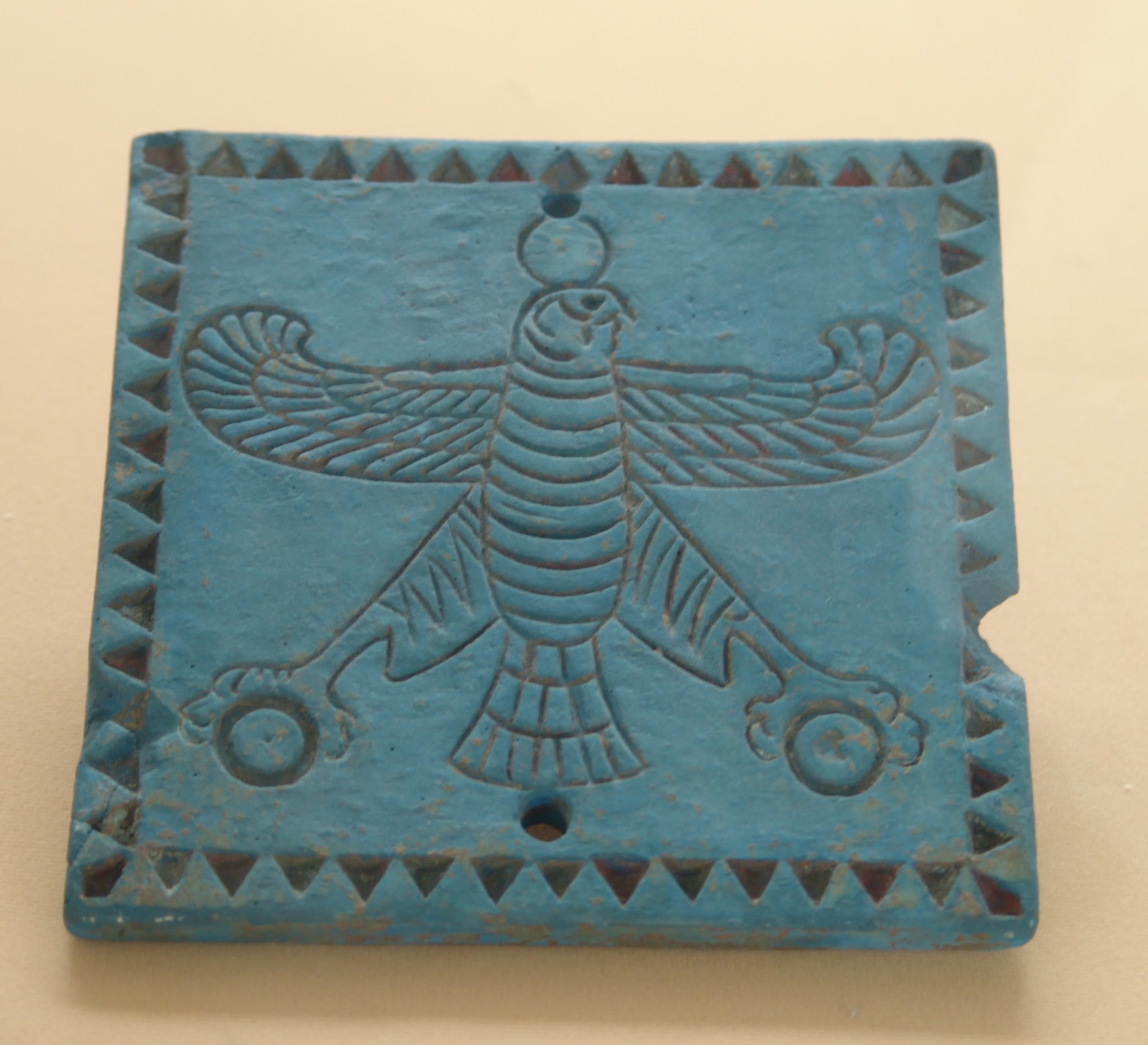
پلاک یافت‌شده در تخت جمشید که درفش شهباز نام دارد و نماد شاهنشاهی هخامنشیان بوده‌است.

### هنر اشکانی
اگرچه فرهنگ و هنر یونانی در دوره هلنی نزد مردم خاور نزدیک مقبولیت قابل توجهی پیدا کرده بود، اما در دوره اشکانی شاهد احیای فرهنگ ایرانی در فرهنگ و هنر و … هستیم.
هنر دوره اشکانی را می‌توان به سه بخش جغرافیایی-تاریخی: هنر اشکانی، هنر فلات ایران و هنر میان‌رودان تقسیم نمود. اولین بخش هنر اشکانی پیدا شده در مهردادکرت، ترکیبی از هنر یونانی و ایرانی در راستای سنت‌های هخامنشی و سلوکی است. بخش دوم آن، گویای تأثیر آثار هنری دوره هخامنشی می‌باشد و بخش سوم به‌تدریج با گذشتن مرزهای اشکانی از میان‌رودان شکل گرفته‌است.
نقوش متداول به جا مانده از دوران اشکانی معمولاً شامل تصاویری از شکارهای سلطنتی و اهدای نشان توسط پادشاهان است. استفاده گسترده از این نقوش منجر به استفاده حتی توسط حاکمان محلی شده بود. این نقوش معمولاً شامل انواع نقش برجسته، فرسکو و دیوارنگاری می‌شد. همچنین از الگوهای هندسی و طرح گیاهان به صورت گچ بری بر دیوار نیز استفاده می‌شده‌است.

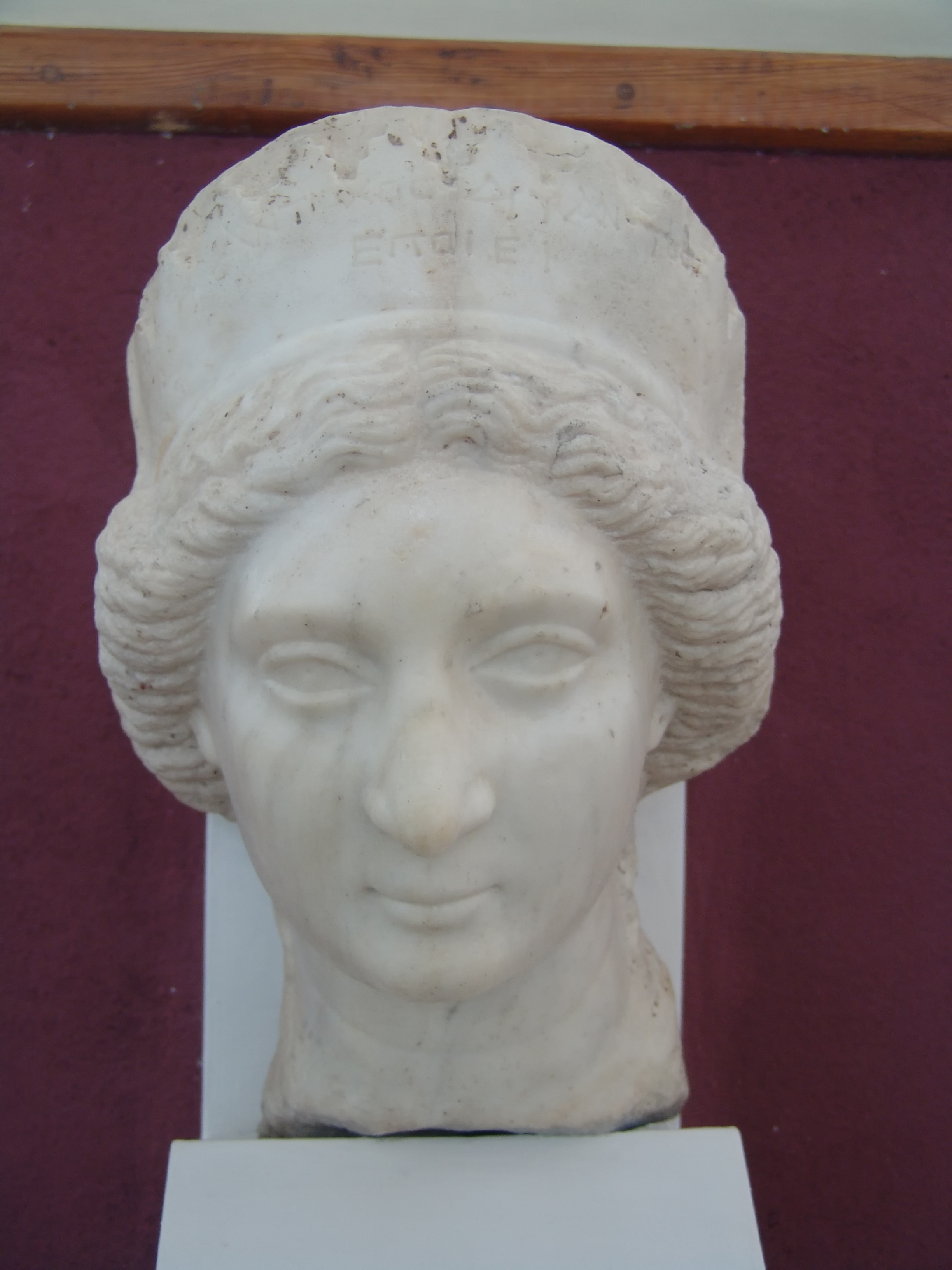
موزا، ملکه اشکانی

پارتیان در شمال خاوری ایران معماری نوینی را تکوین بخشیدند. معماری پارتیان، با ترکیب عناصر ایرانی و یونانی شیوه جدید و بی‌نظیری را در معماری به‌وجود آورد.
یکی از هنرهای برجسته پارت‌ها، ظروف کنده کاری شده از عاج است که در نسا پیدا شده و نقوشی از حیوانات، الهه‌ها و موجودات تخیلی بر آن‌ها نقش بسته‌است. این ظروف مربوط به قرن دوم قبل از میلاد است. کنده کاری بر روی استخوان نیز از هنرهای دوره پارتیان است که در شهر الویا در ساحل دریای سیاه یافت شده‌است. مهرها و مسکوکاتی که تصویر پادشاهان بر آن‌ها نقش بسته‌است همچنین از جمله آثار هنری دوره اشکانی محسوب می‌گردد. یکی از خصوصیات هنر نقاشی و مجسمه‌سازی پارتیان موضوع نماسازی است که به عنوان میراث به ساسانیان انتقال پیدا کرده و سپس به هنر بیزانس نیز راه یافت.

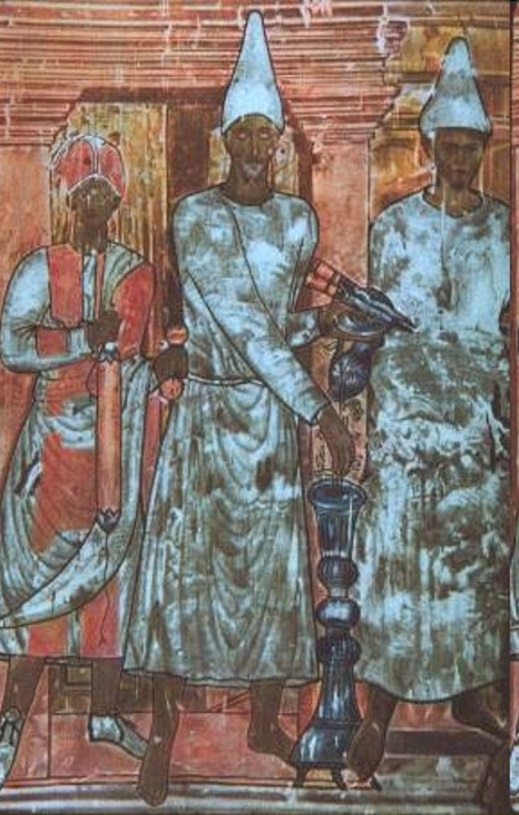
نقاشی آبرنگ «آتشدان قربانی» از دورا اروپوس، سدهٔ یکم میلادی، سبک ایرانی-اشکانی

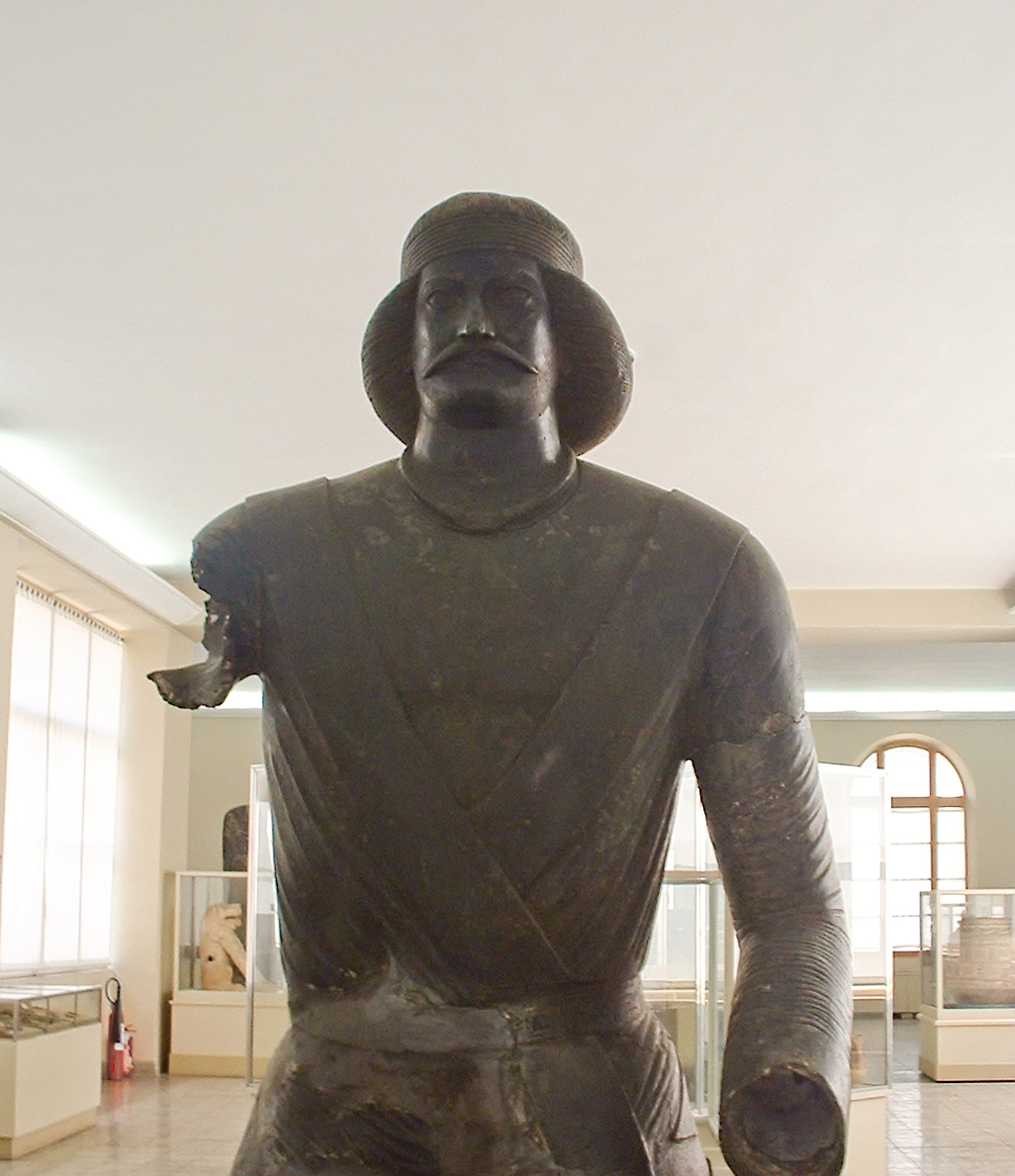
تندیس مرد پارتی که گفته می‌شود سورنا است. موزه ایران باستان

### هنر ساسانی

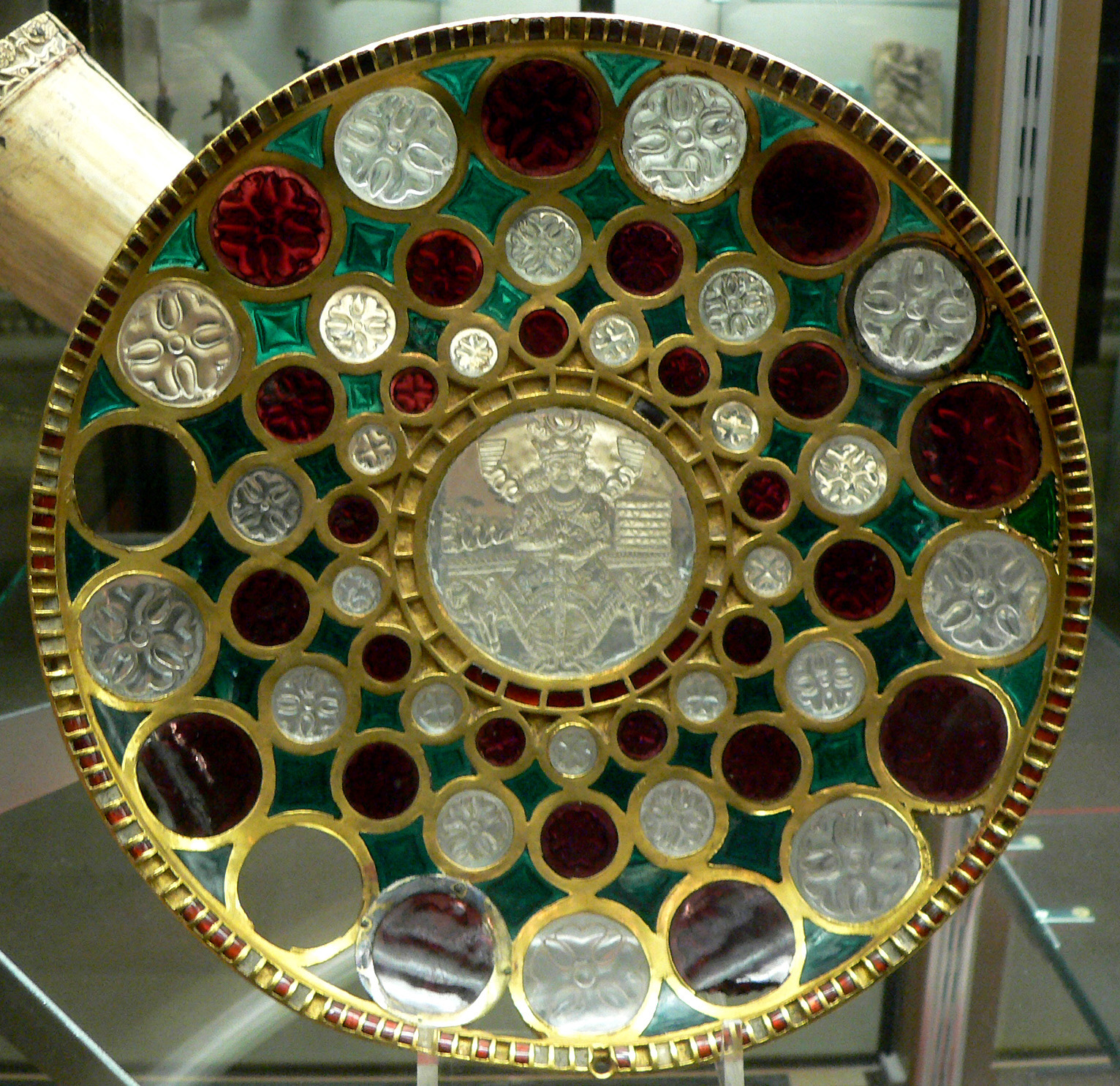
یک جام با نقش خسرو در وسط آن

دورهٔ ساسانی یکی از مهم‌ترین و سرنوشت سازترین دوره‌های تاریخ ایران شناخته می‌شود. شاهنشاهی ساسانی، واپسین شاهنشاهی ایرانی پیش از حمله اعراب به ایران و اسلام آوردن ایرانیان است. در دورهٔ ساسانی، تمدن ایرانی از بسیاری از جهت‌ها به نهایت شکوفایی و پویایی خود رسید. ایران در دورهٔ ساسانیان، تأثیر فراوانی بر فرهنگ روم گذاشت. تأثیرات ساسانیان تنها محدود به مرزهای ایران نبود، بلکه تاثیراتش به هند، چین، اروپای غربی و آفریقا هم می‌رسد. ساسانیان نقشی برجسته در پدیداری هنر اروپایی و آسیایی در دوره‌های میانه داشتند. بخش بیشینه چیزی که امروزه به نام دوران طلایی اسلام در زمینهٔ هنر، معماری، موسیقی و دیگر زمینه‌ها شناخته می‌شود، از ساسانیان به جهان اسلام منتقل و برده شد.
هنر ساسانی اساساً با «جهان بینی مذهبی» همراه است و هر چند ادامه هنرهای قدیم ایران و هخامنشی و پارتی است و تحت تأثیر جریان‌های مختلفی که از سمت شرق و غرب به سوی این هنر سرازیر بود. شکل گرفته‌است، اما ویژگی‌های خاص خود را نیز دارد

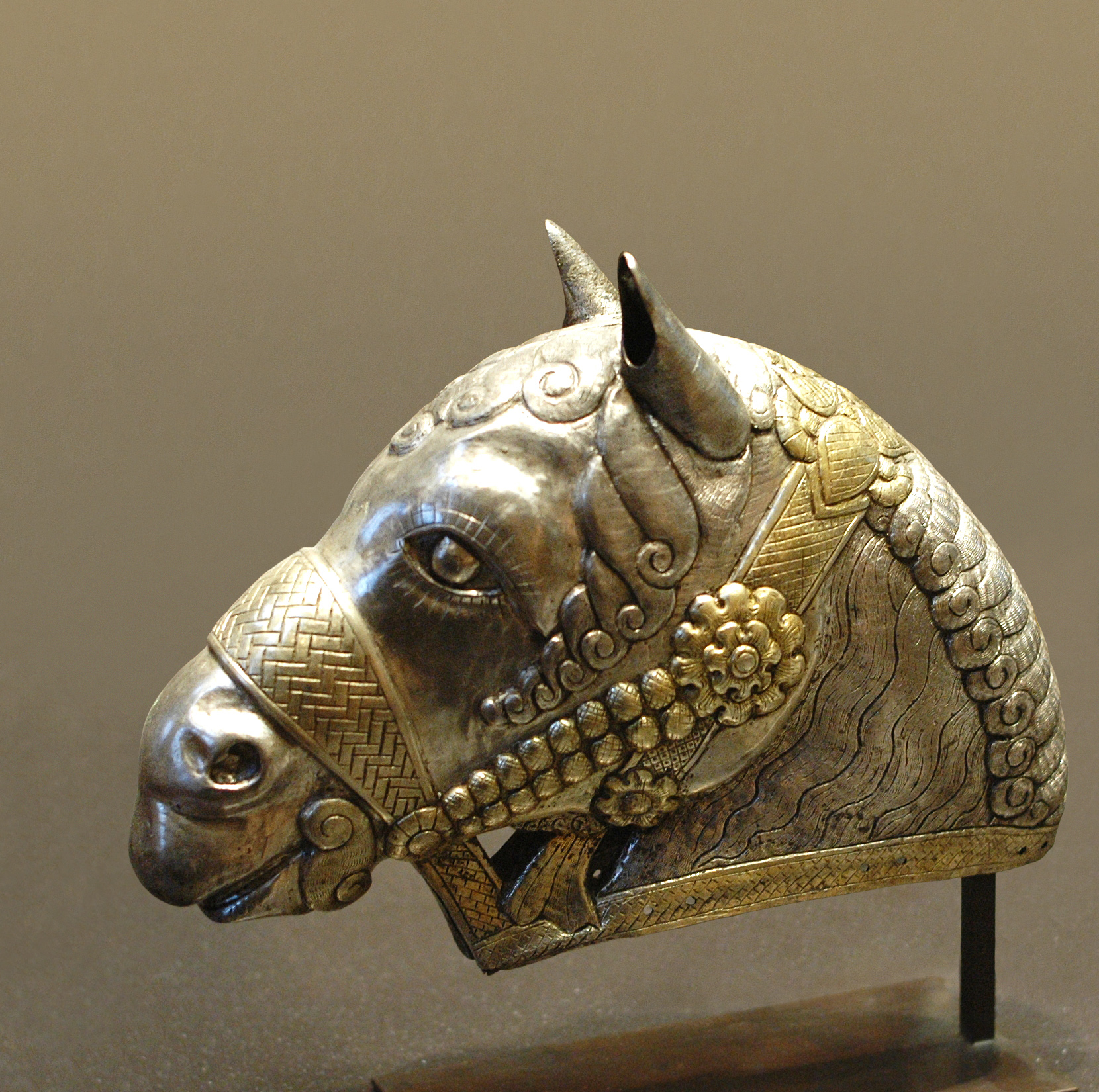
سر اسب نقره و طلا کاری شده، قرن چهارم

گسترش طاق‌های نیم دایره و شلجمی با دهانه فراخ و کنگره‌های واقع بر طاق از ویژگی‌های هنر معماری ساسانیان در اوایل تأسیس این حکومت است. در آثار معماری ساسانی نوعی عناصر قدیمی و کهنه که مربوط به دوره هخامنشی است به چشم می‌خورد که ناشی از فرهنگ محلی مشابه این دو سلسله است. این آثار در کاخ فیروزآباد در قلعه دختر و ابنیه مربوط به شاپور اول در بیشاپور قابل رویت هستند.

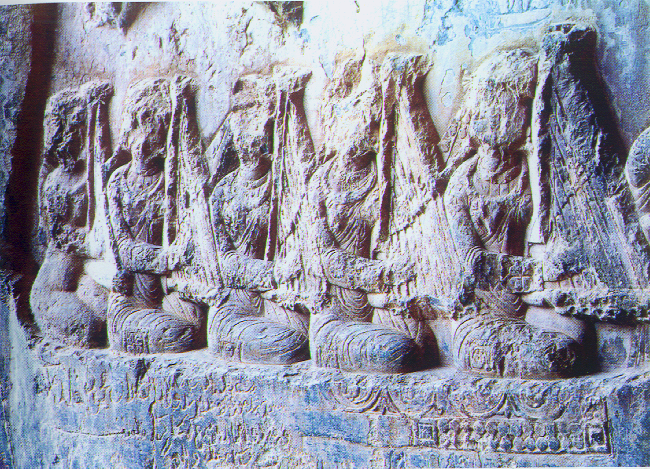
نگارهٔ زنان موسیقی‌دان در طاق بستان که در حال نواختن چنگ هستند.

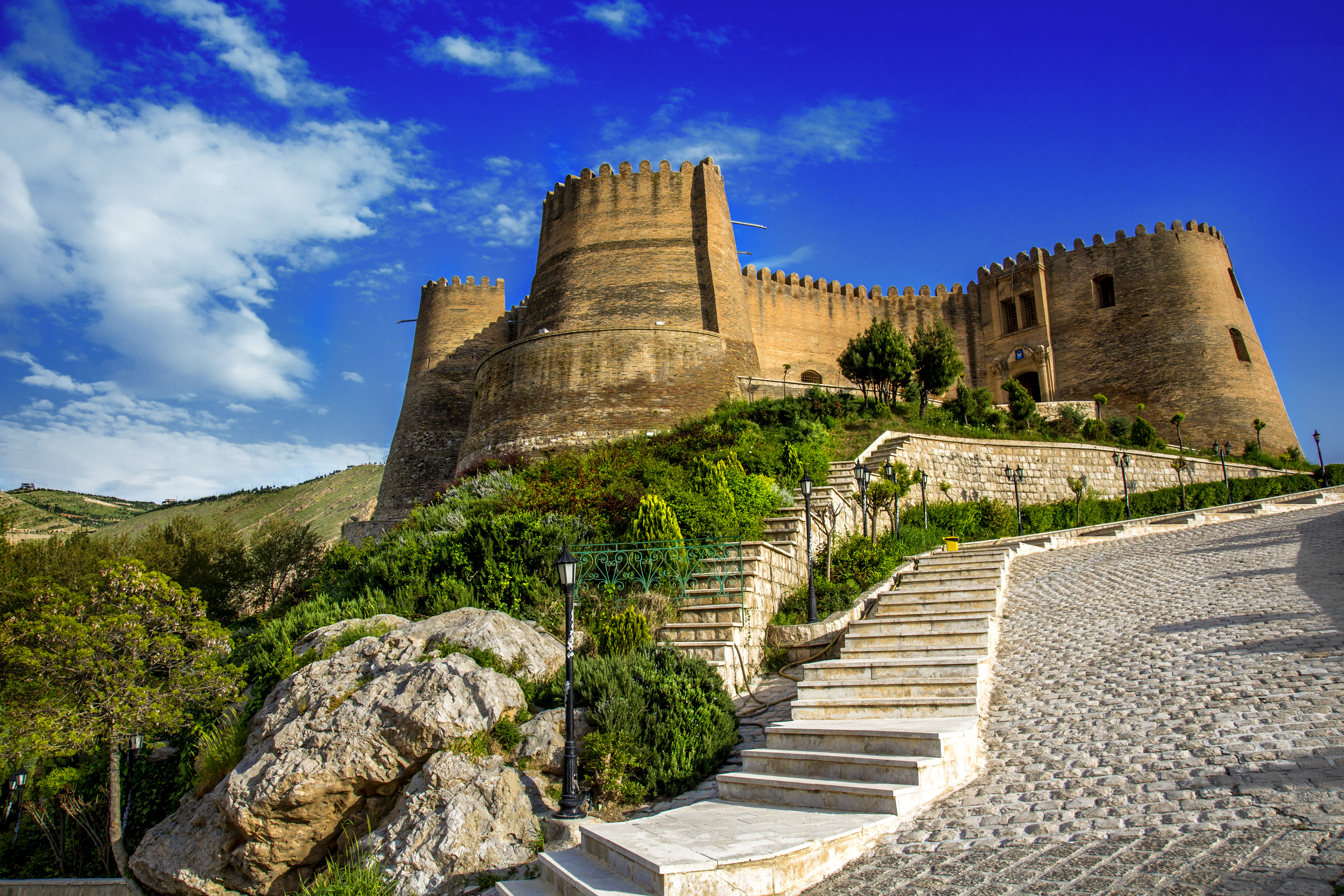
نگاره‌ای از فلک‌الافلاک که در خرم‌آباد قرار دارد و مربوط به دوره ساسانیان است.

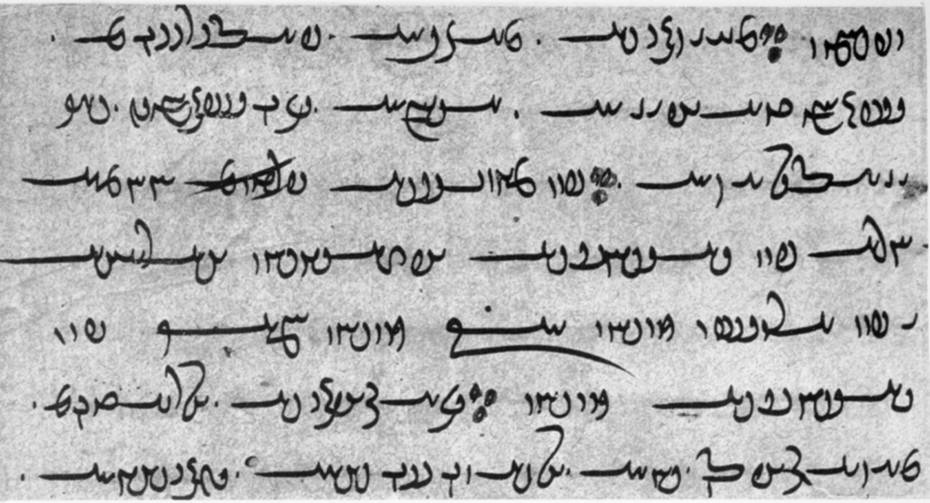
یسنا، نوشته شده به خط اوستایی (دین دبیره)

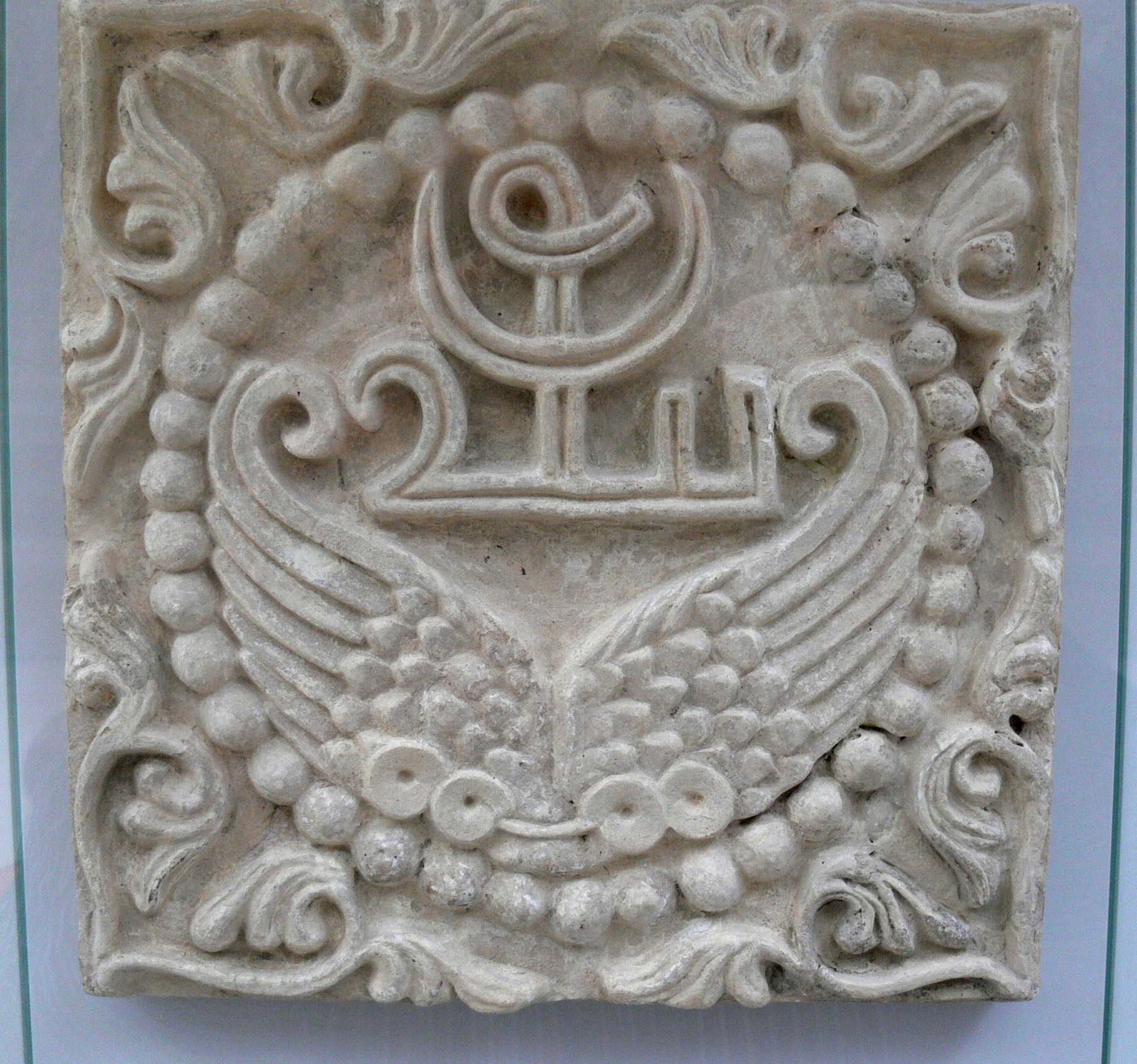
گچبری ساسانی، ٱم الزعتر، نشان نوشته شده به خط پهلوی، در وسط دو بال، واژه افزون آورده شده که نمادی از فَرْرَهْ است که در جمع معنی نشان، آرزوی فرر افزون می‌باشد. نشان دانشگاه تهران از این گچبری تأثیر گرفته‌است.

### صفوی
دوره صفویان دوران پیشرفت چشمگیر در زمینه هنر بود. فرش‌ها و پارچه‌های زیبایی با رنگ‌های غنی و طرح‌های شگفت‌انگیز ساخته می‌شدند. کتاب‌های خطی دارای خوشنویسی عالی و تصاویر دل‌انگیزی بودند. همچنین، کاشی‌های سرامیکی با نقش‌ونگارهای دقیق و زیبا برای تزیین ساختمان‌های معروفی مانند مسجد شاه (اصفهان) و مسجد شیخ لطف‌الله در اصفهان استفاده می‌شدند. این بناها در دوران حکومت شاه عباس اول ساخته شدند.

## هنرهای برجسته

### معماری

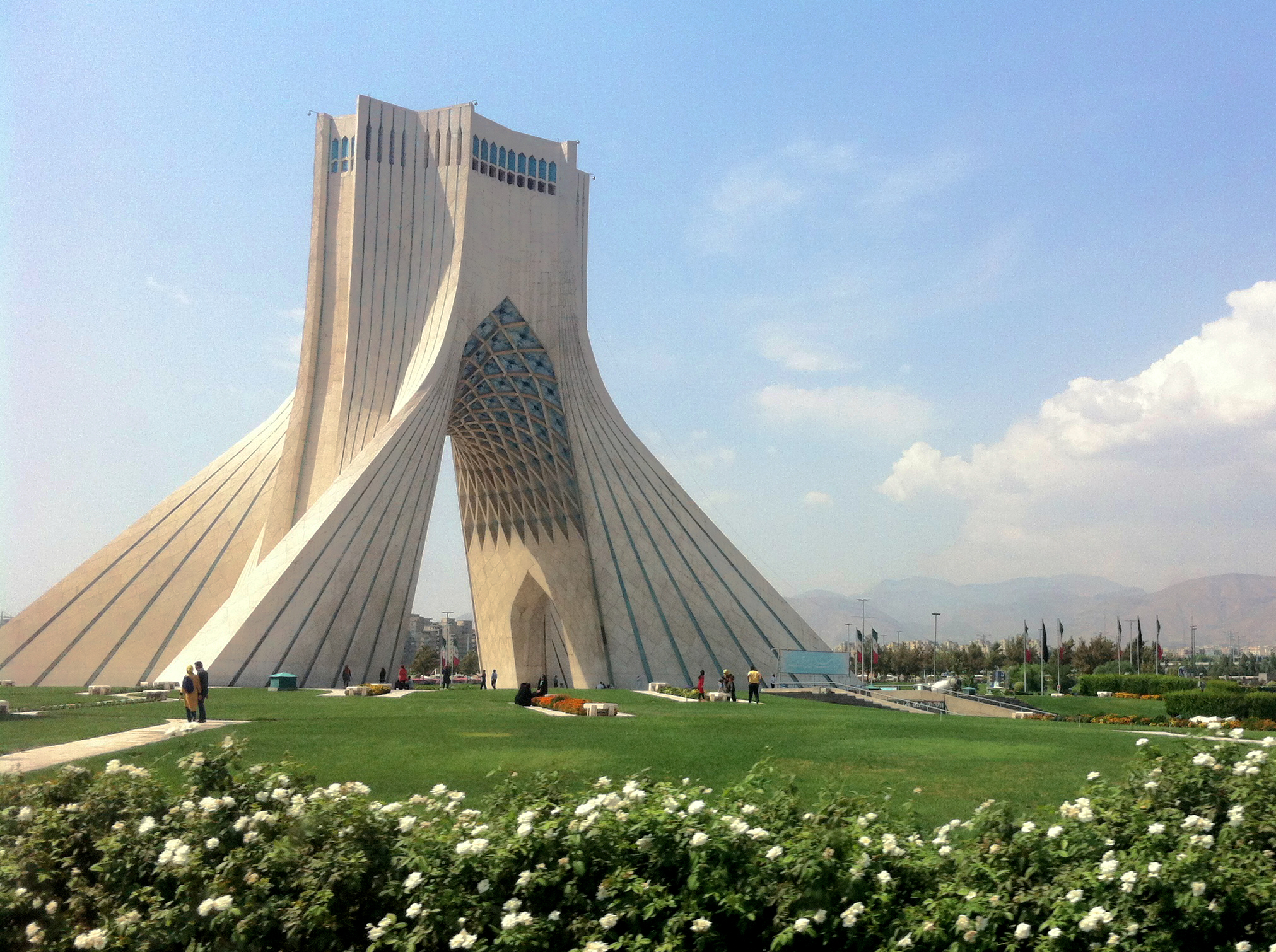
برج آزادی از معمار حسین امانت؛ معماری آن، تلفیقی از معماری هخامنشی، ساسانی و اسلامی است.

معماری ایرانی دارای دانش بومی و پیشینه‌ای طولانی است و در طول تاریخ، همواره به عنوان عالی‌ترین بخش هنر ایران، شناخته شده‌است. این معماری در دوره‌های هخامنشیان، پارت‌ها و ساسانیان برتر بوده‌است و در دوران اسلامی نیز برتری خود را حفظ کرد. فرهنگ باستانی ایران، از سبک معماری عمیقی برخوردار است. ایلامی‌ها، هخامنشیان، هلنیستی‌ها و دیگر سلسله‌های پیش از اسلام، آثار سنگی برجسته‌ای را از عظمت معماری خود، به جای گذاشتند. چغازنبیل و پارسه از این آثار هستند و هر دو در سال ۱۹۷۹ میلادی، به عنوان میراث جهانی یونسکو شناخته شدند. مجموعه‌آثار رهبانی ارامنه ایران در سال ۲۰۰۸ م، به عنوان میراث جهانی یونسکو ثبت شد؛ معماری این مجموعه، نمایانگر ترکیبی از فرهنگ‌های بیزانس، پارسی و ارمنی است. از آغاز دوران اسلامی، دستاوردهای معماری سلسله‌های سلجوقی، ایلخانی و صفوی، منحصراً قابل توجه است. در این دوران، شهرهایی در ایران، نظیر نیشابور، اصفهان و شیراز در بین شهرهای بزرگ جهان اسلام قرار گرفتند و شمار بالای مساجد، مدرسه‌های اسلامی، زیارتگاه‌ها و کاخ‌های آن‌ها، یک سبک معماری ایرانی را شکل داد که در مجموعهٔ بزرگتر اسلامی قرار داشت.
در بررسی نمونه‌ای کهن، معماری هخامنشیان به دست آوردهای ایرانیان هخامنشی در ساخت شهرهایی چون (تخت جمشید، شوش، هگمتانه)، معابد برای عبادت و گردهمایی‌های اجتماعی (مانند معابد زرتشتی) و آرامگاه پادشاهان گذشته (مانند آرامگاه کورش بزرگ) اشاره دارد. از ویژگی‌های بنیادین این معماری می‌توان به ترکیب خود با عناصر مادها، آشوری، یونانی و آسیایی اشاره کرد. میراث معماری هخامنشی با گسترش امپراتوری در حدود ۵۵۰ پیش از میلاد، شروع شد. با ظهور دومین امپراتوری ایرانی یعنی امپراتوری ساسانی (۲۲۴–۶۲۴ میلادی) سنت‌های هخامنشی با ساخت معابد مخصوص آتش و قصرهای عظیم دوباره زنده شد.
در دوران شاهنشاهی پهلوی، دو گونه معماری در ایران، توسعه داده شد؛ نخستین گونه، تقلیدی از سبک معماری غربی بود که ارتباط کمی با اقلیم این کشور داشت و دومین گونه، تلاشی برای احیای معماری بومی ایرانی بود. به تدریج، مسئولان ایرانی از تقلید کورکورانه از غرب، دلسرد شدند و به پشتیبانی از سبک‌های بومی ایرانی که برای رفع نیازهای نوین، اصلاح شده بودند، پرداختند. از برجسته‌ترین نمونه‌های معماری این دوران، برج آزادی است. همچنین دو دورهٔ برجستهٔ نفوذ معماری غربی در ایران وجود دارد که نخستین آن در دوران قاجار بود. در دورهٔ دوم نیز که کلاً در دوران پهلوی رخ داد، همهٔ معماری ایران دگرگون گردید و ساختمان‌هایی با عنوان و کارکرد غربی در این کشور، متداول شدند. در گفتگوی سال ۱۳۹۷ مهر و امیر منصوری، پژوهشگر معماری، این خبرگزاری به اهمیت ندادن مسئولان جمهوری اسلامی به برقراری پیوندی میان معماری و هویت تاریخی ایران اشاره داشت و اعلام کرد که یک سردرگمی در زمینهٔ معماری ایجاد شده‌است.

#### باغ ایرانی

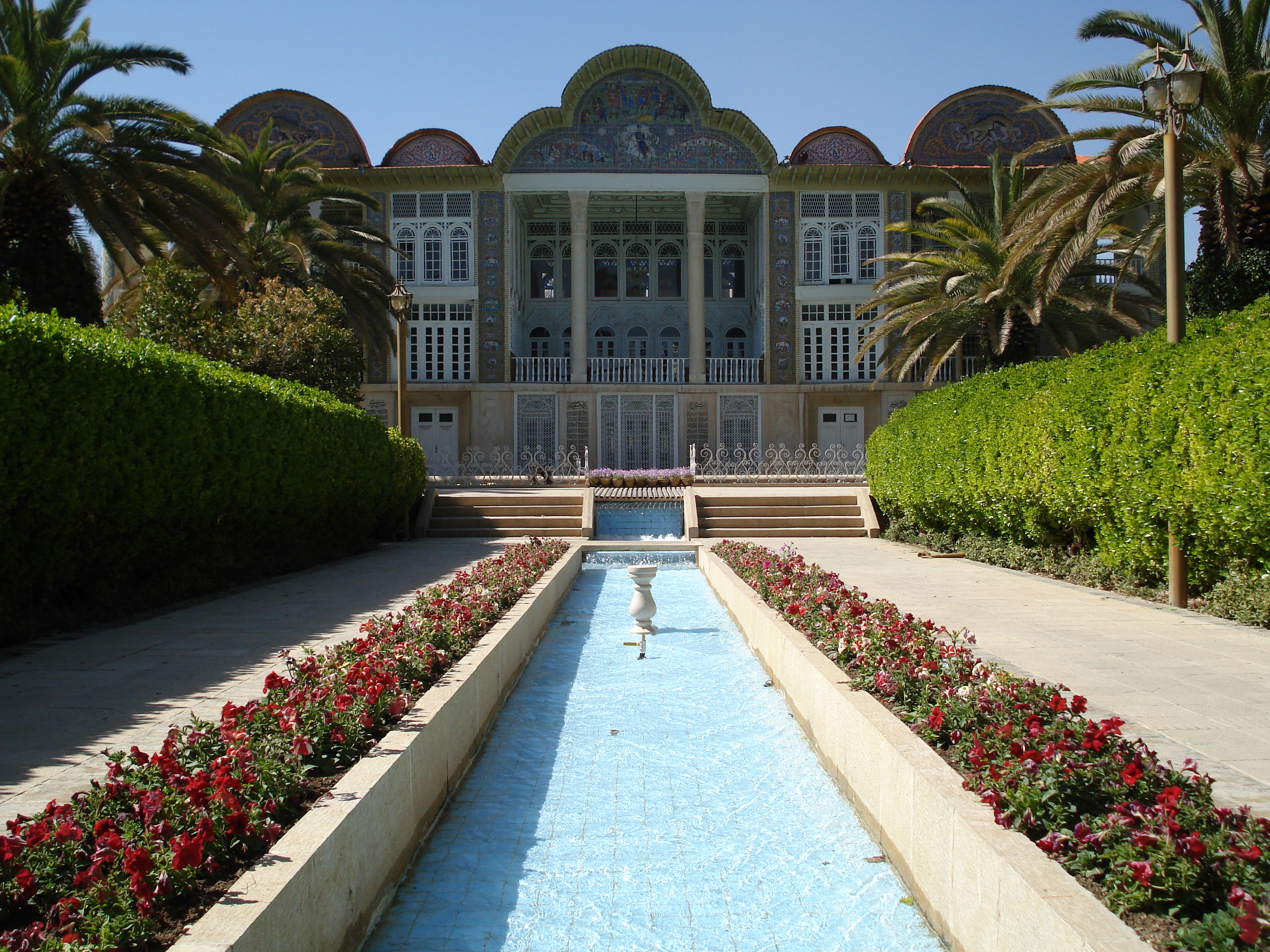
باغ ارم در شیراز

باغ ایرانی به ساختار و طراحی منحصر به فرد آن اشاره دارد. باغ ایرانی پاسارگاد را ریشهٔ معماری این باغ‌ها دانسته‌اند. کوروش بزرگ شخصاً دستور داده بود که باغ پاسارگاد چگونه ایجاد شود و درخت‌ها نیز به چه شکل کاشته شوند و در واقع هندسی‌سازی باغ و شکل و شمایل آن از دیدگاه که کوروش به باغ ایرانی گرفته شده‌است. در دورهٔ ساسانیان نیز باغ‌ها در جلوی کاخ‌ها و معابد شکل گرفتند و این موضوع در دورهٔ اسلامی نیز ادامه یافت.
این باغ‌ها عنوان یک ساختار کامل، بیانگر رابطهٔ تنگاتنگ میان بستر فرهنگی و طبیعی است و نشانه‌ای از سازگار نمودن و همسو کردن نیازهای انسان و طبیعت است. در گذشته باغ ایرانی بروز توان نهفتهٔ محیط و ادراک پیچیدگی‌های آن بود. خالق باغ با اتکا به دانش تجربی خود فضایی را ایجاد می‌کرد که باعث بقاء و پویایی بستر طبیعی می‌شد. در سال ۱۳۹۰ (۲۰۱۱ میلادی) در ۳۵امین نشست یونسکو روی هم رفته ۹ باغ ایرانی به عنوان میراث جهانی یونسکو پذیرفته شدند. این باغ‌ها دربرگیرندهٔ باغ‌های ایرانی پاسارگاد، ارم، چهلستون، فین، عباس‌آباد، شازده، دولت‌آباد، پهلوان‌پور، اکبریه می‌باشد.

### فرش

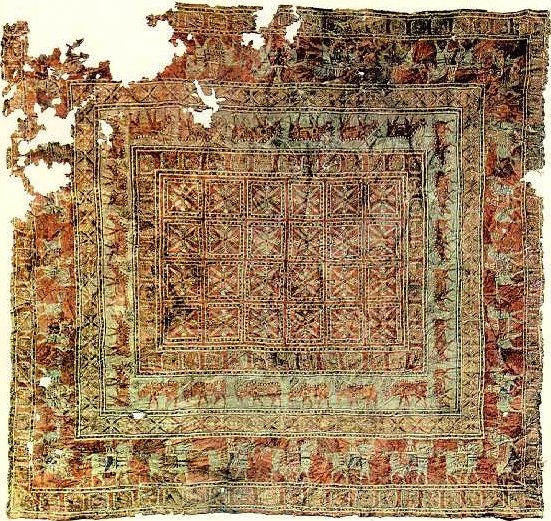
قالی پازیریک

قدیمی‌ترین فرش دنیا نمونه ای است از یک قالی ایرانی که قالیچه‌ای است با نقوش اصیل هخامنشی که در گور یخ‌زدهٔ یکی از فرمانروایان سکایی در درهٔ پازیریک در ۸۰ کیلومتری مغولستان بیرونی پیدا شده و قالی پازیریک نامیده می‌شود. پژوهشگران این قالی را از دست‌بافت‌های پارت‌ها یا مادها می‌دانند.
قالی ایرانی از دیرباز معروف و مورد استفاده بوده. گزنفون تاریخ‌نگار یونانی در کتاب سیرت کوروش می‌نویسد: ایرانیان برای این‌که بسترشان نرم باشد قالیچه زیر بستر خود می‌گسترند.

### نگارگری ایرانی

خاوران نامه مربوط به مکتب شیراز سدهٔ ۹ (تیموری) - سرهای شعله‌گون مشخصهٔ اصلی نگاره‌های این کتاب است

نگارگری ایرانی که مینیاتور نیز خوانده می‌شود شامل آثاری از دوره‌های مختلف تاریخ ایران است که بیشتر به صورت مصورسازی کتب ادبی (ورقه و گلشاه، کلیله و دمنه، سمک عیار، و…)، علمی و فنی (التریاق، الادویه المفرده، الاغانی، و…)، تاریخی (جامع التواریخ، و…)، و همچنین، برخی کتب مذهبی، همچون، خاوران نامه می‌باشد.

### سفال و سرامیک

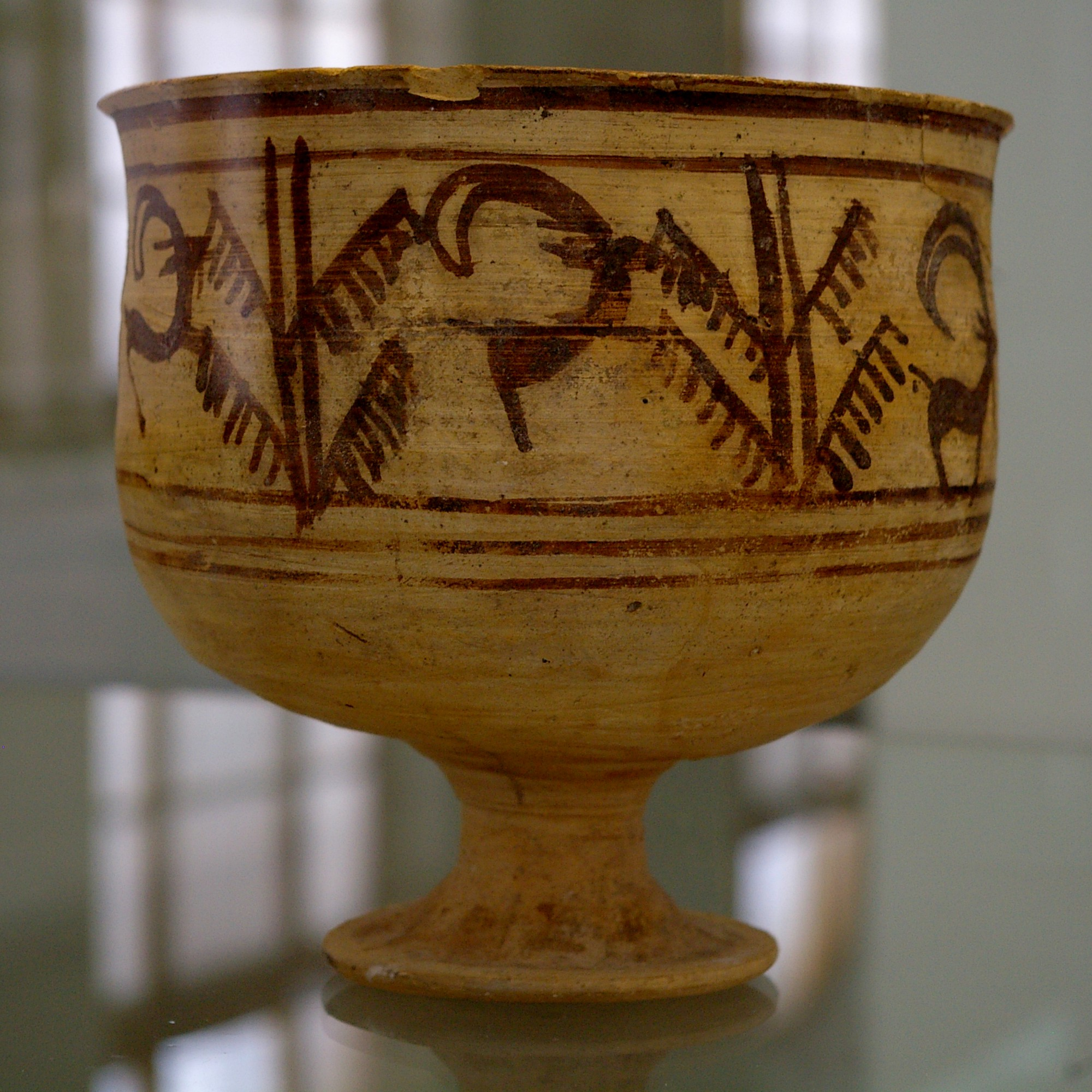
ظرف سفالی با نقش مشهور به نخستین پویانمایی تاریخ، موزه ایران باستان

سفالگری یا کوزه‌گری ایرانی سابقه طولانی در تاریخ ایران دارد. سفالگری یکی از اولین و مهم‌ترین اختراع‌های ساخته شده توسط انسان است. برای مورخان و باستان شناسان از مهم‌ترین مظاهر هنری است. باستان شناسان از راه سفالگری با شرایط اجتماعی و اقتصادی یک دوره یا یک منطقه آشنا می‌شوند. با مطالعه سفال‌ها در مورد زندگی، دین مردم و تاریخ، روابط اجتماعی و نگرش جامعه را نسبت به همسایگان تفسیر می‌کنند.
ساخت سفال در ایران دارای سابقه طولانی و درخشان است. با توجه به موقعیت جغرافیایی خاص کشور ایران، که در محل تقاطع تمدن‌های باستانی و در مسیرهای کاروان‌های مهم واقع است، تقریباً در هر بخشی از ایران، در زمان‌های مختلف درگیر ساخت سفال بوده‌اند.
با این حال، حفاری‌های اخیر و تحقیقات باستان‌شناسی نشان داد که چهار منطقه عمده در تولید سفال در فلات ایران وجود دارد که بخش نخست شامل غرب کوه‌های زاگرس و نواحی لرستان است، بخش دوم شامل نواحی جنوب دریای خزر که استان‌های گیلان و مازندران را در بر می‌گیرد. این دو منطقه نخستین نواحی در فلات ایران بوده‌اند که سفالگری را آغاز نموده‌اند. بخش سوم شامل شمال غرب کشور و نواحی آذربایجان را شامل می‌شود، بخش چهارم در جنوب شرقی است که استان‌های کرمان و سیستان و بلوچستان را شامل می‌شود. افزون بر این ۴ منطقه، تپه‌های باستانی حاشیه نواحی کویری ایران را نیز می‌توان به مناطق ساخت سفال در ایران اضافه کرد. قدمت ساخت سفال در ایران به هزاره هشتم پیش از میلاد بر می‌گردد.

### موسیقی

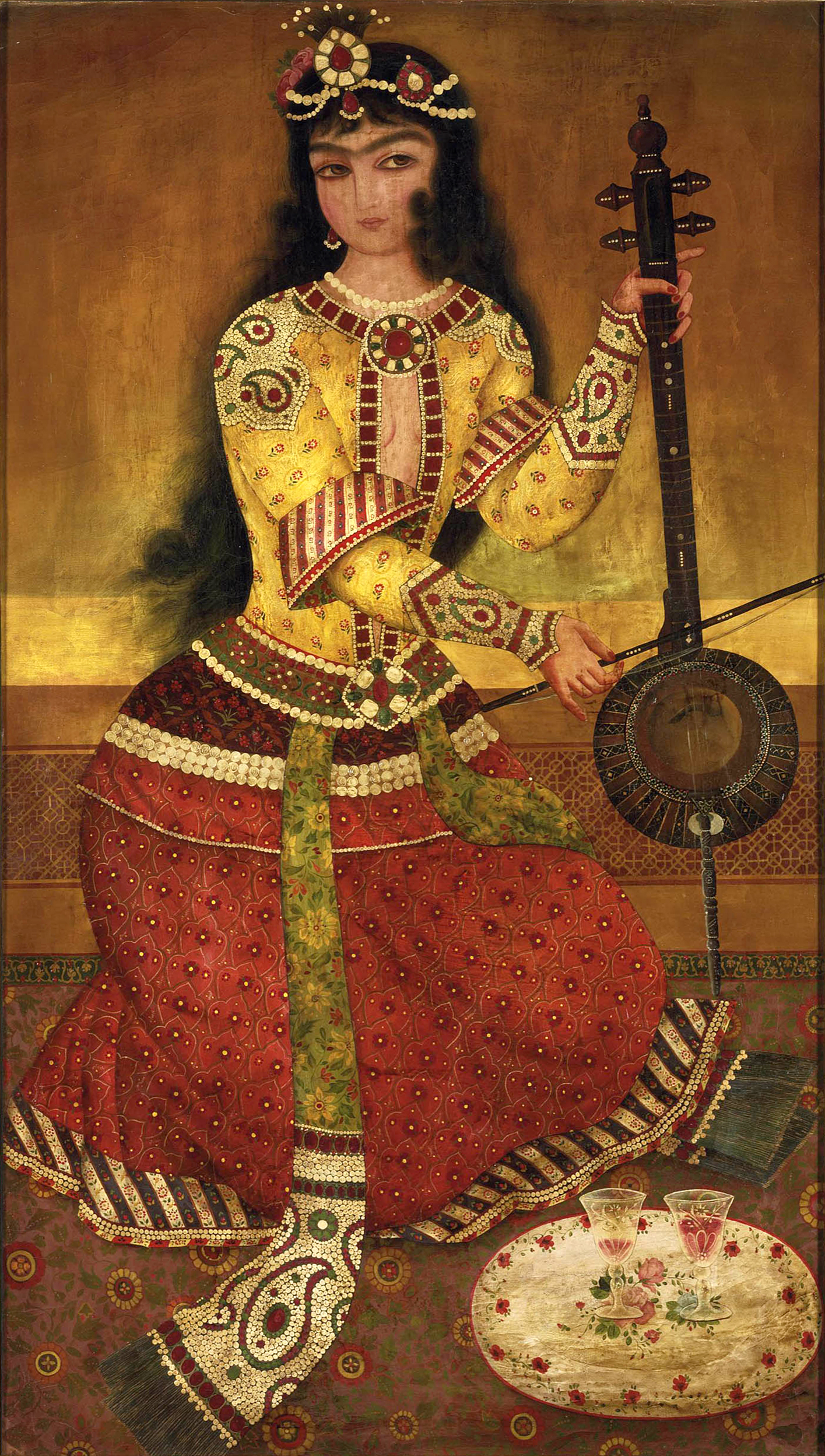
زن کمانچه نواز، ایران قاجاری، ۱۱۷۹–۱۲۰۴

موسیقی سنتی ایرانی شامل دستگاه‌ها، نغمه‌ها، و آوازها، از هزاران سال پیش از میلاد مسیح تا به امروز سینه به سینه در متن مردم ایران جریان داشته، و آنچه دل‌نشین‌تر، ساده‌تر و قابل‌فهم تر بوده‌است امروز در دسترس است، بخش بزرگی از آسیای میانه، افغانستان، پاکستان، جمهوری آذربایجان، ارمنستان، ترکیه، و یونان متأثر از این موسیقی است و هرکدام به سهم خود تأثیراتی در شکل‌گیری این موسیقی داشته‌اند، از موسیقی‌دان‌ها یا به عبارتی نوازندگان موسیقی در ایران باستان می‌توان به «باربد» و «نکیسا» اشاره کرد.

### رقص
گونه‌های متفاوتی از رقص در میان ایرانیان مرسوم است، از جمله آنها می‌توان به رقص‌های آیینی، رقص‌های محلی و رقص‌های سنتی اشاره کرد.

### ادبیات

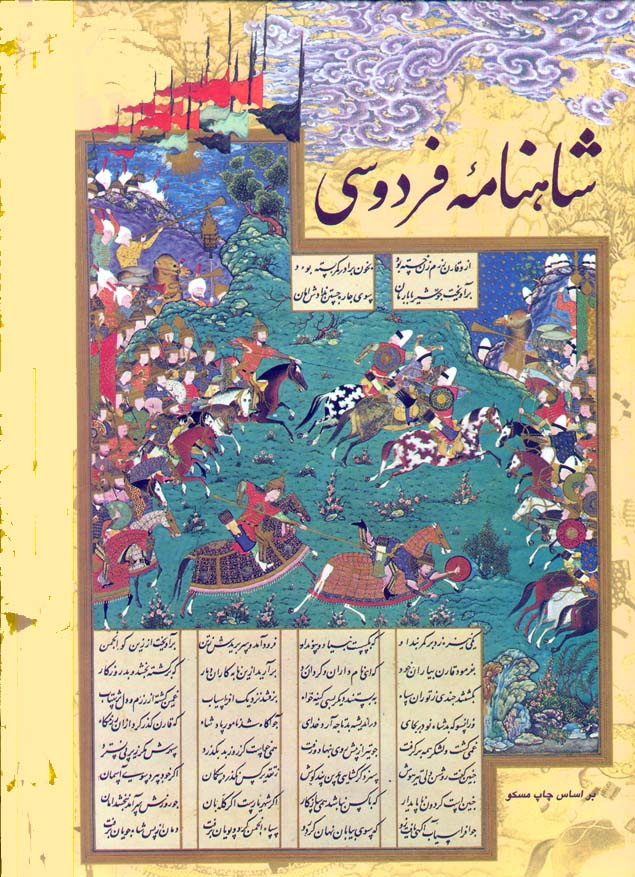
شاهنامه فردوسی

ادبیات پارسی به ادبیاتی گفته می‌شود که به زبان فارسی نوشته شده باشد. ادبیات فارسی تاریخی هزار و صد ساله دارد. شعر فارسی و نثر فارسی دو گونه اصلی در ادب فارسی هستند. برخی کتاب‌های قدیمی در موضوعات غیرادبی مانند تاریخ، مناجات و علوم گوناگون نیز دارای ارزش ادبی هستند و با گذشت زمان در زمره آثار کلاسیک ادبیات فارسی قرار گرفته‌اند.
آوازه برخی شاعران و نویسندگان ایرانی از مرزهای ایران فراتر رفته‌است. شاعران و نویسندگانی نظیر فردوسی، سعدی، حافظ شیرازی، مولوی، عمر خیام و نظامی شهرتی جهانی دارند. در میان چهره‌های شناخته شده ادبیات معاصر فارسی در جهان می‌توان به صادق هدایت در داستان و احمد شاملو در شعر اشاره کرد.

### خوش‌نویسی

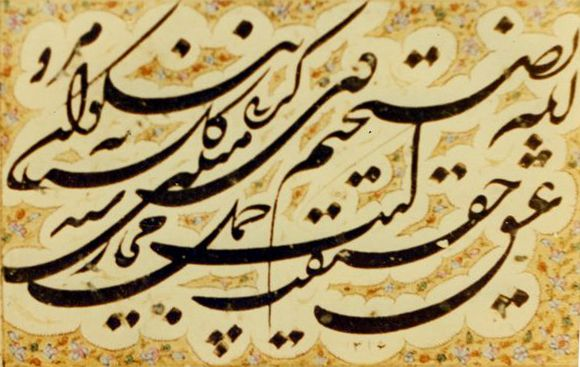
قطعه خط شکسته‌نستعلیق اثر سید علی‌اکبر گلستانه، ۱۳۱۶ هـ. ق، متن قطعه بیتی از سعدی شیرازی است که می‌فرماید: ای که نصیحتم کنی کز پی نیکوان مرو / عشق حقیقت است اگر حمل مجاز می‌کنی. در این اثر خوشنویس، کلمهٔ «اگر» را حذف کرده‌است.

خوشنویسی ایرانی بخشی از خوشنویسی اسلامی است که در ایران و سرزمین‌های وابسته یا تحت نفوذ او همچون کشورهای آسیای میانه، افغانستان و شبه قاره هند به تدریج حول محور فرهنگ ایرانی شکل گرفت؛ و نه تنها از مفاخر هنر ایرانی بلکه از مفاخر هنر اسلامی و حتی هنر جهان به‌شمار می‌رود.

### سینما

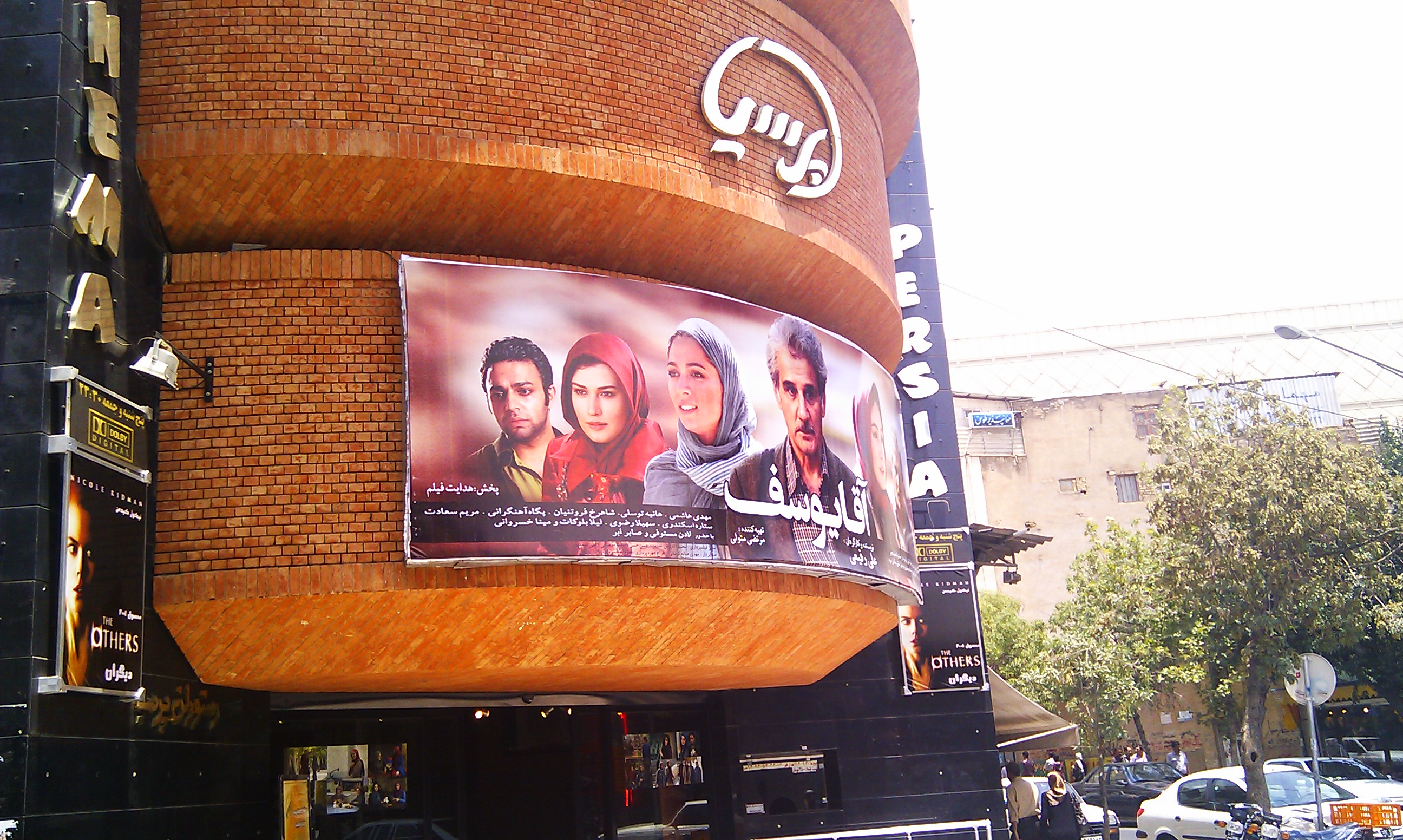
سینما پرسیا شیراز

نخستین دوربین فیلم‌برداری در زمان مظفرالدین‌شاه به ایران آمد. نخستین فیلم صدادار فارسی، فیلم دختر لر بود که در سال ۱۳۱۷ خورشیدی توسط عبدالحسین سپنتا ساخته شد.
ورود نخستین دستگاه سینماتوگراف به ایران در سال ۱۲۷۹ هجری خورشیدی توسط مظفرالدین شاه سر آغازی برای سینمای ایران به حساب می‌آید، هر چند ساخت اولین سالن سینمای عمومی تا سال ۱۲۹۱ اتفاق نیفتاد. تا سال ۱۳۰۸ هیچ فیلم ایرانی ساخته نشد و اندک سینماهای تأسیس شده به نمایش فیلم‌های غربی که در مواردی زیرنویس فارسی داشتند می‌پرداختند. نخستین فیلم بلند سینمایی ایران به نام «آبی و رابی» در سال ۱۳۰۸ توسط اوانس اوگانیانس، با فیلمبرداری خان بابا معتضدی ساخته شد.

### صنایع دستی

#### زری‌بافی

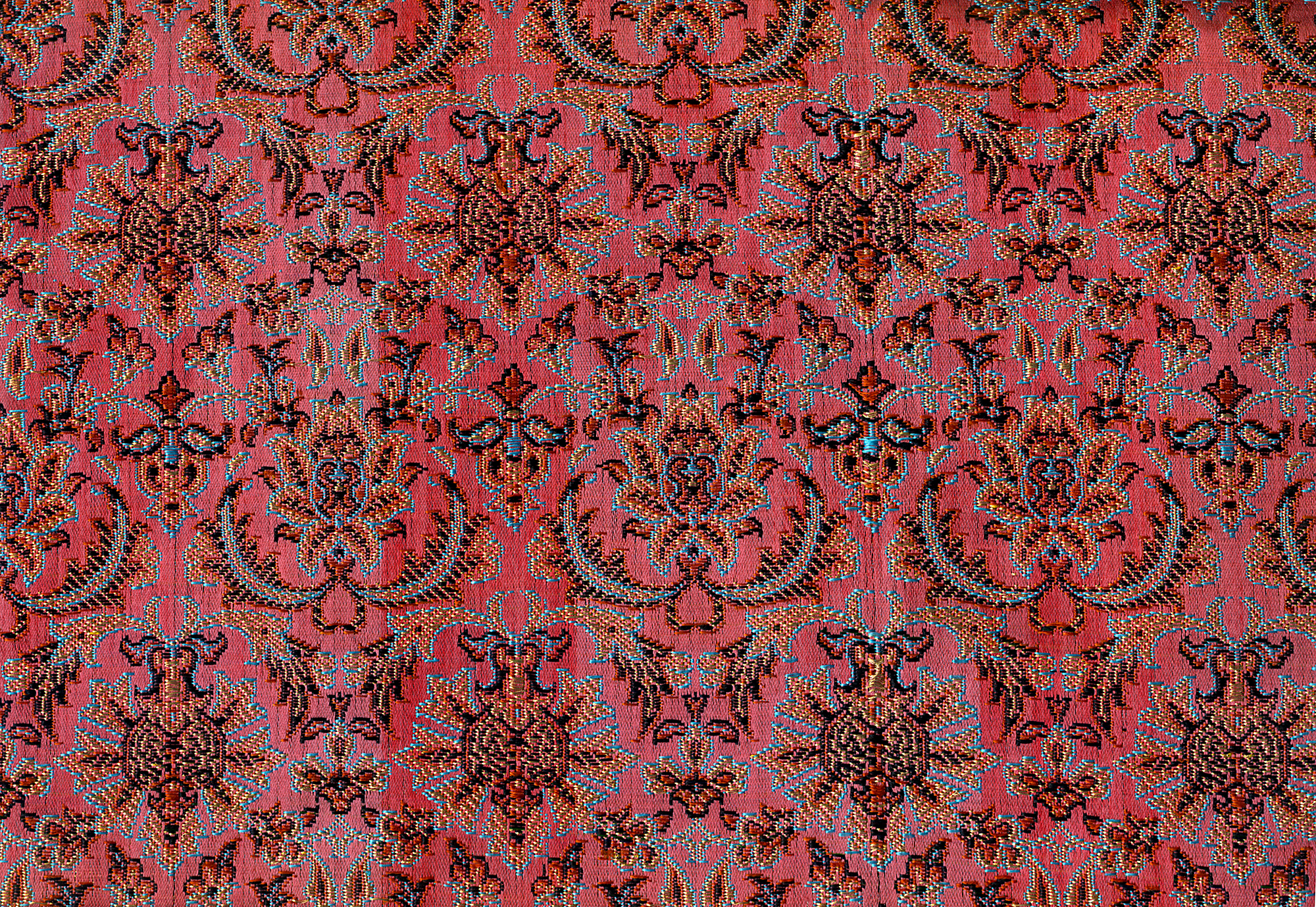
پارچه ابریشمی ایرانی

در فرهنگ معین آمده‌است: زری یعنی پارچهٔ ساخته شده از زر (طلا). پارچه‌ای که پودهای آن از طلا است. زری یا زربفت پارچه‌ای ظریف و بسیار گران بهاست که چله یا تار آن از ابریشم خالص است و پودهای آن ابریشم رنگی و یکی از پودها، نخ گلابتون است که می‌تواند زرین یا سیمین باشد. زری نفیس‌ترین و افسانه‌ای‌ترین منسوج ایرانی که در روزگار رونق و رواج خود شهرتی عالمگیر داشته و هم‌اکنون نمونه‌هایی از آن زینت‌بخش موزه‌ها و سایر مراکز هنری ایران و دیگر کشورهای جهان است و دارای سابقه‌ای طولانی از لحاظ بافت و تولید می‌باشد. بافت پارچه‌هایی که در متن و نقوش آن‌ها، نخ‌های گلابتون به کار گرفته شده بنا به روایات تاریخی به هفت هزار سال پیش می‌رسد.

#### پته‌دوزی

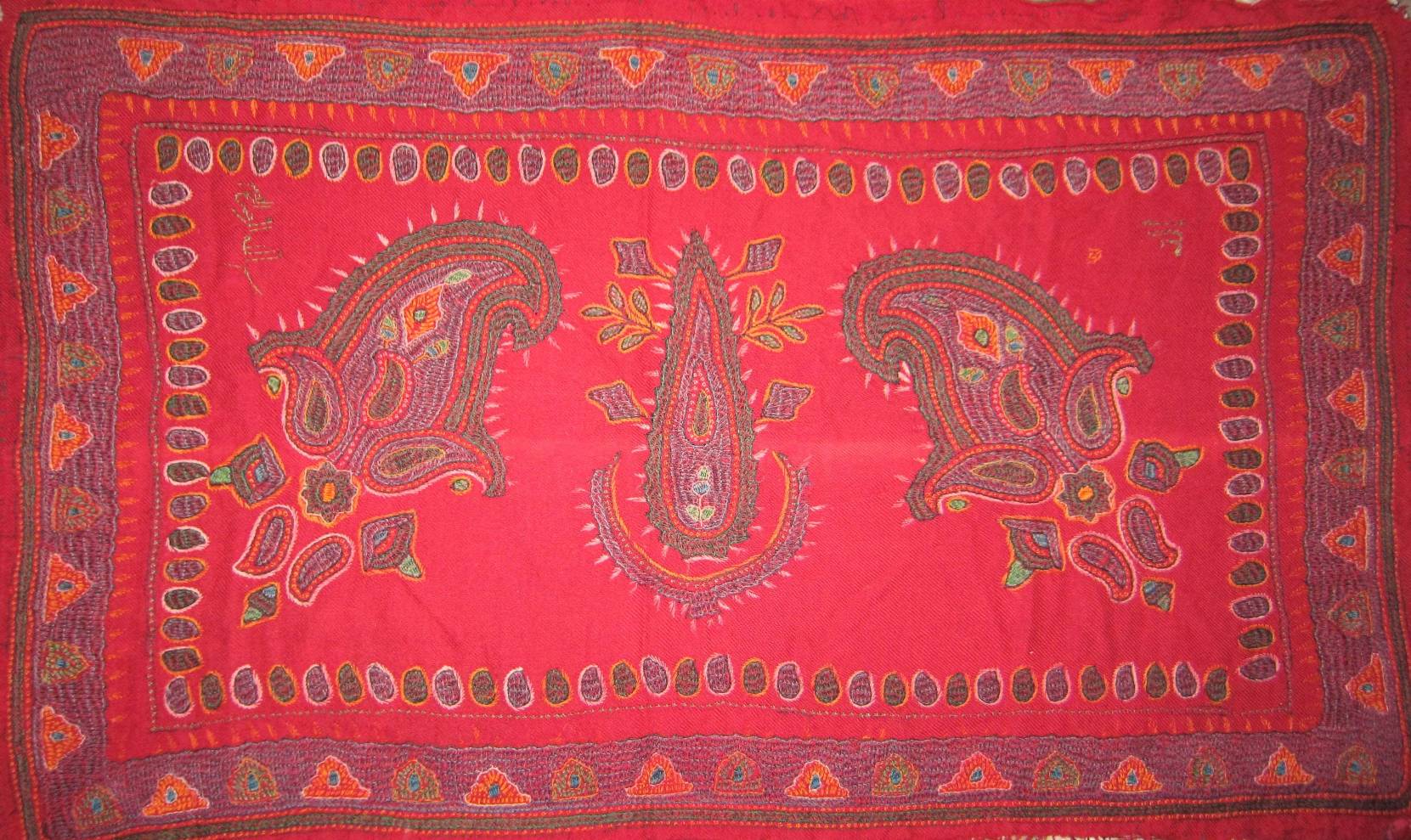
پته کرمان

یکی از رودوزی یا سوزن‌دوزی‌های زیبای ایران پته‌دوزی است و هنری است که اختصاص به زنان خوش ذوق در استان کرمان دارد و زیبایی خیره‌کننده و چشم‌نوازی دارد. این رودوزی زیبا را بر روی پارچه‌های پشمی یک رنگ که عریض یا شال نامیده می‌شود می‌دوزند. این پارچه را از پشم گوسفند یا موی بز می‌بافند. نخ‌هایی که به‌کار می‌روداز جنس پشمی هستند و این نخ‌ها ظریف و رنگارنگ هستند و معمولاً به رنگ‌های عنابی، مشکی، سبز، زرد، نارنجی، قرمز و آبی سفید استفاده می‌شوند، طرح‌های مختلف اعم از انواع بته جقه یا طرح‌های هندسی را استفاده می‌کنند. امروزه پته‌دوزی بر روی سجاده، پرده، رومیزی، سوزنی، بقچه و… انجام می‌شود، پته به‌طور معمول در رنگ‌های عنابی، مشکی، سبز روشن، سبز تیره، زرد، نارنجی، قرمز، آبی‌تیره، سبز ماشی، لاکی و … است. به نظر می‌رسد قدیمی‌ترین پته موجود، اثری است که در موزه هنرهای تزئینی تهران نگهداری می‌شود. این اثر یادگاری از قرن سیزدهم هجری قمری (۱۲۸۵ قمری) است و به‌صورت سوزنی و با نخ‌های ابریشمی دوخته شده‌است. طرح این پته به شکل گل‌های افشان ریز و محرمات جناغی کج بوده و تمام زمینه کرم رنگ آن با نخ‌های ابریشمی پردوزی شده‌است. علاوه بر این اثر، گفته می‌شود اثر پته‌دوزی‌شده دیگری در کرمان وجود دارد که مربوط به سال ۱۲۸۰ قمری است. این اثر توسط استاد فرج‌الله کرمانی دوخته شده و چنین به‌نظر می‌رسد که قدیمی‌ترین پته باقی‌مانده در ایرن باشد. در حال حاضر یکی از معروف‌ترین و قدیمی‌ترین آثار هنر پته‌دوزی مربوط به قطعه پته ای است که روکش آرامگاه شاه نعمت‌اله ولی به‌شمار می‌رود. این پته هم‌اکنون در موزه آستان شاه نعمت‌اله ولی در ماهان کرمان نگهداری می‌شود.

#### خاتم‌کاری

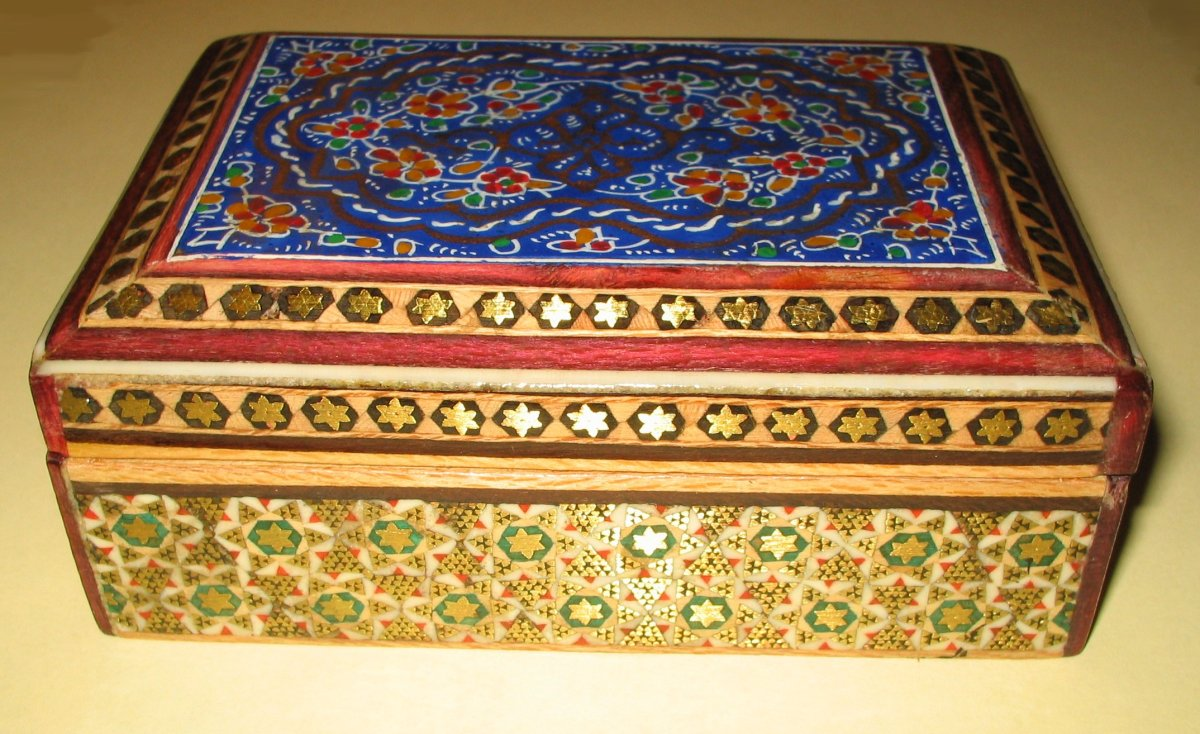
خاتم‌کاری بر روی جعبه‌ای چوبی

هنر آراستن سطح اشیاء به‌صورتی شبیه موزائیک، با مثلث‌های کوچک. طرح‌های گوناگون خاتم همواره به‌صورت اشکال منظم هندسی بوده‌است. این اشکال هندسی را با قراردادن مثلث‌های کوچک در کنار هم نقش‌بندی می‌کنند. مثلث‌ها را از انواع چوب، فلز و استخوان می‌سازند. هرچه مثلث‌ها ریزتر و ظریف‌تر باشند، خاتم مرغوب‌تر است. در یک طرح خاتم، برای ساختن کوچک‌ترین واحد هندسی، حداقل سه مثلث و برای بزرگ‌ترین آن، حداکثر چهارصد مثلث به‌کار می‌رود.

#### میناکاری
میناکاری عبارت است از نقاشی و تزیین فلزاتی همانند طلا، نقره و مس به وسیلهٔ رنگ‌های لعابدار مخصوصی که در حرارت بسیار زیاد پخته و ثابت شود.

#### قلم‌زنی
قَلَم‌زنی عبارت است از تزیین و کندن نقوش بر روی اشیای فلزی به ویژه مس، طلا، نقره، برنج یا به‌عبارت دیگر ایجاد خطوط و نقوش به‌وسیله قلم با ضربه چکش و بر روی اجسام فلزی. قلم‌زنی یکی از رشته‌های هنرهای سنتی ایران است که در دسته‌بندی، در رده هنرهای صناعی و در گروه فلزکاری قرار دارد. قلم‌زنی روی مس. ساختن اشیاء با فلز مس، برنج، نقره و… به روش سرد را «دواتگری» گویند.

#### نقش‌برجسته و مجسمه‌سازی

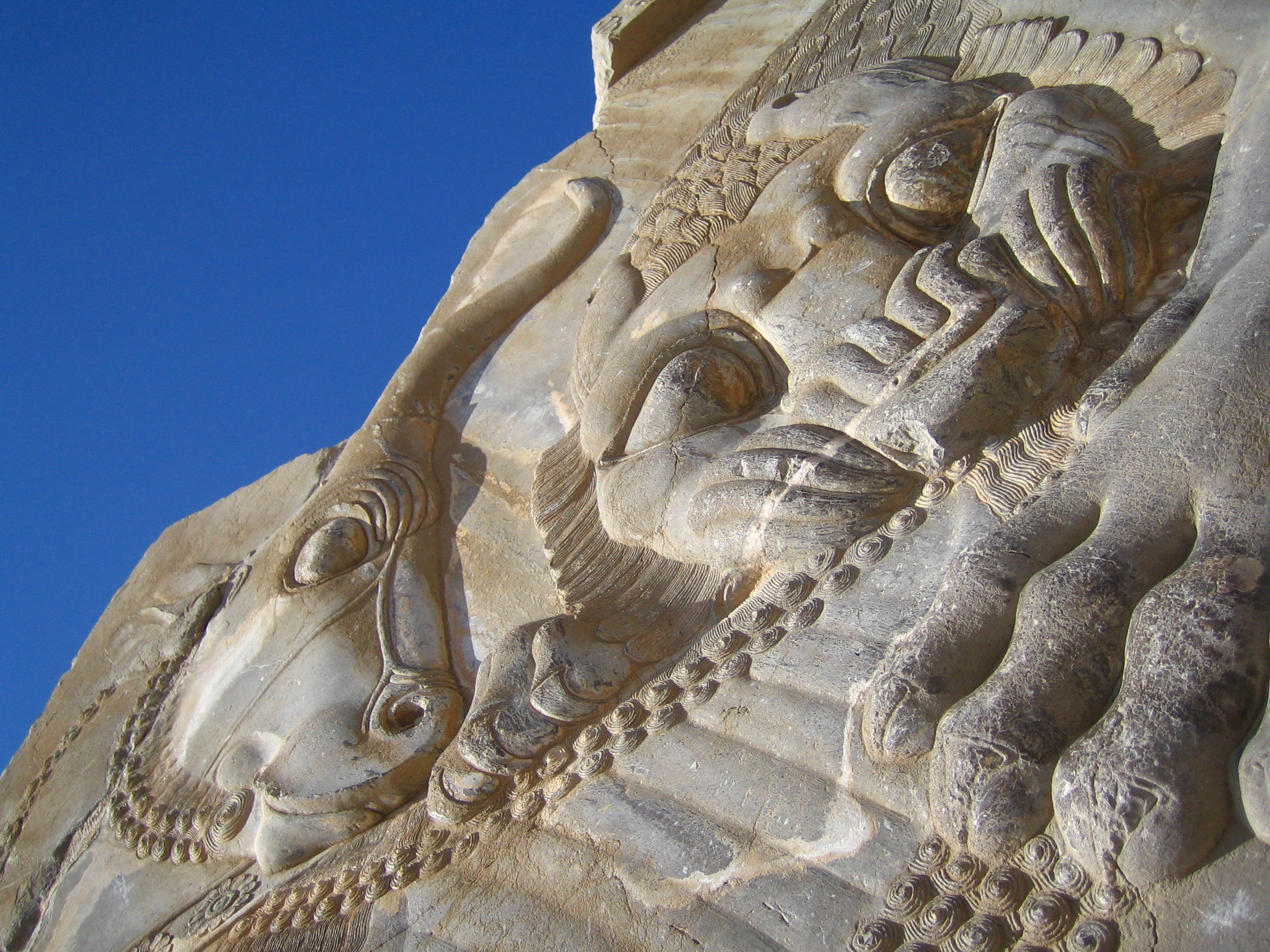
نقش‌برجسته‌های تخت جمشید

### دیگر
- قلمکارسازی
- گیوه
- ترمه
- گالش
- قلمکاری
- مینیاتور
- جواهر ایرانی
- سوزن‌دوزی

## نگارخانه

معماری ایران، بازار کرمان
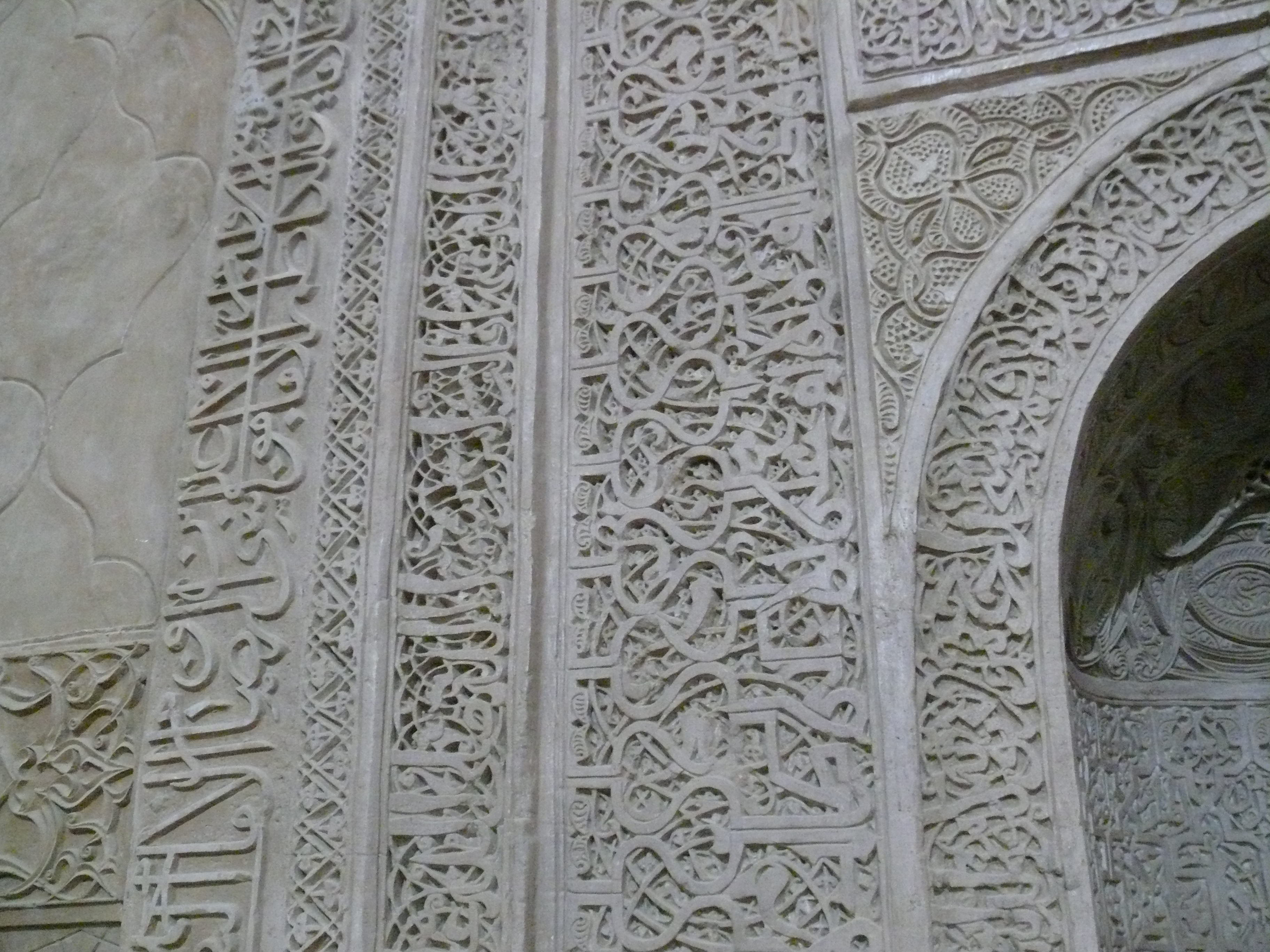
معماری ایران، آجرکاری مسجد جامع نیریز
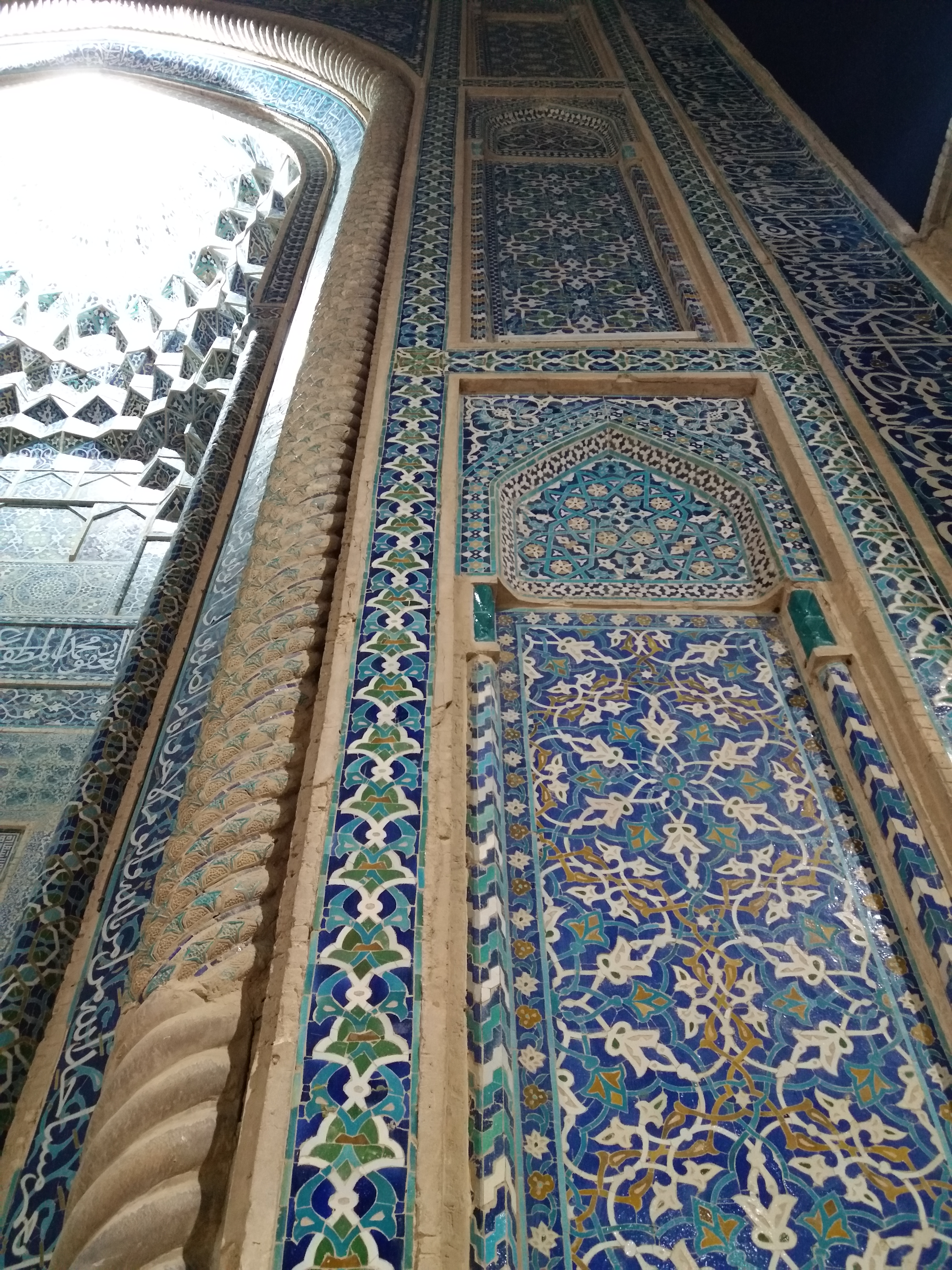
معماری ایرانی، کاشیکاری سردر مسجد جامع کرمان
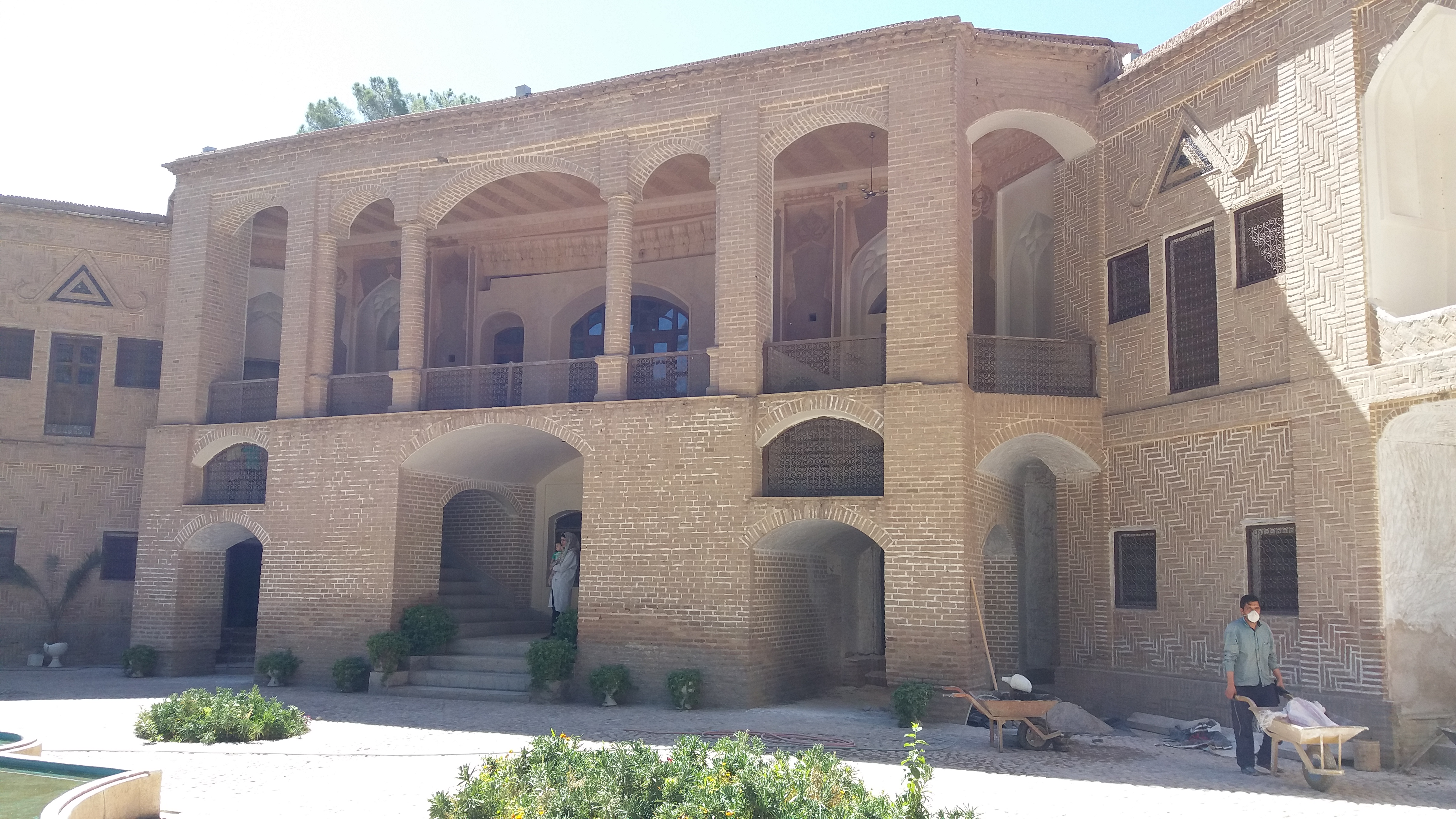
باغ ایرانی، باغ اکبریه بیرجند
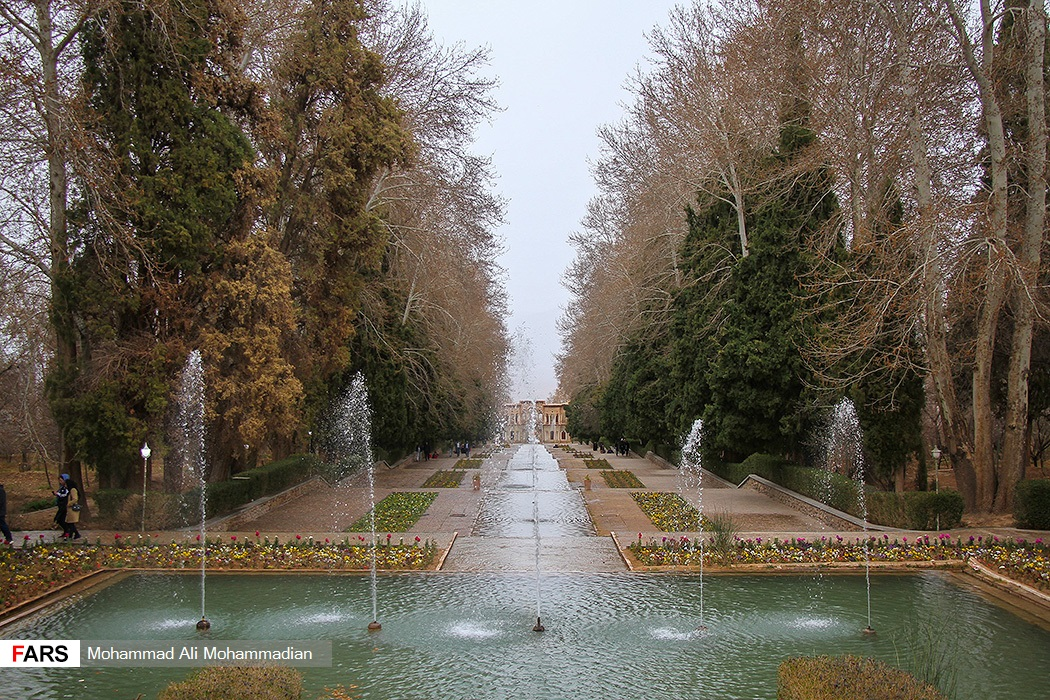
باغ ایرانی، باغ شاهزاده، ماهان، کرمان
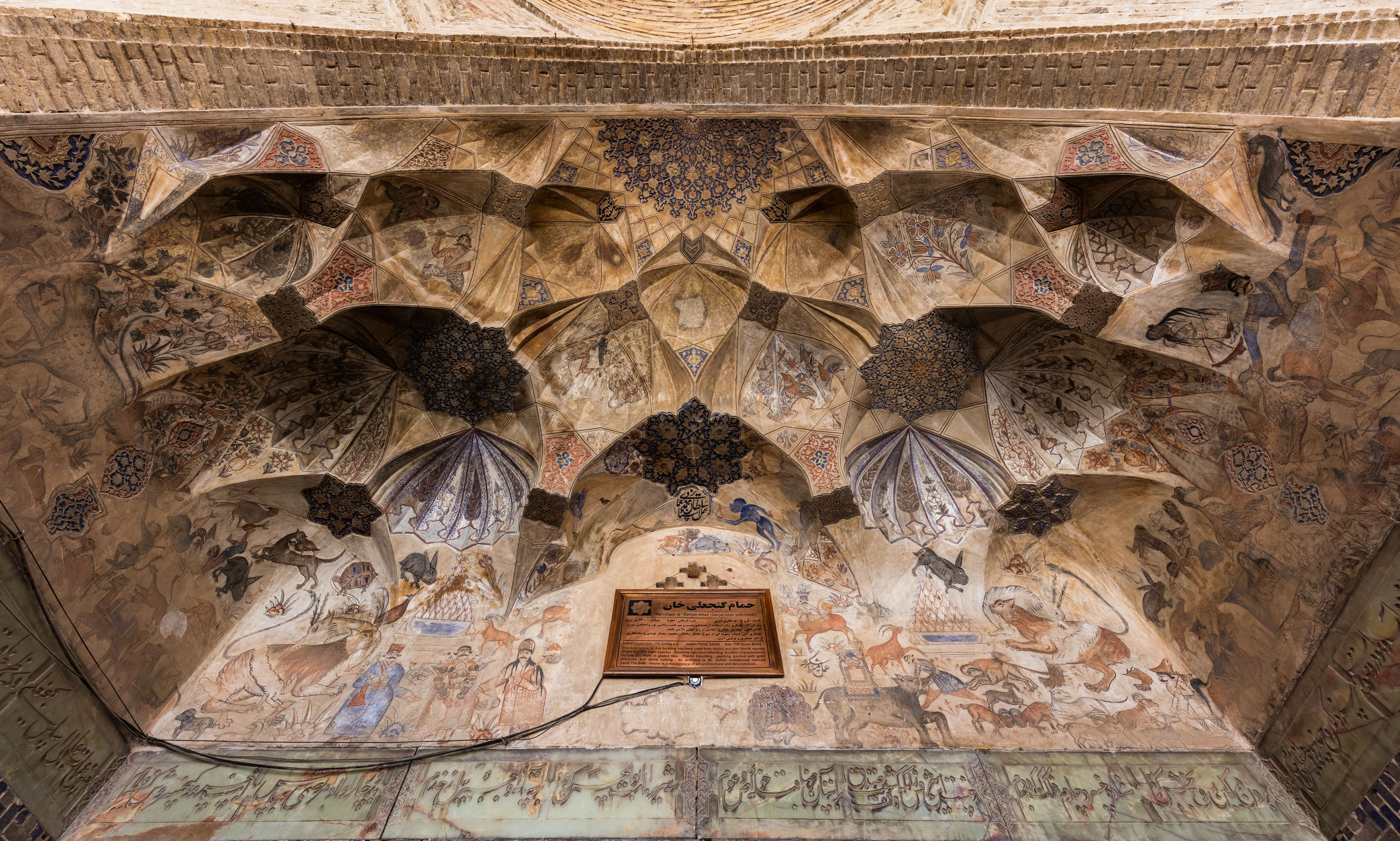
نقش و نگار سردر حمام گنج‌علی‌خان کرمان
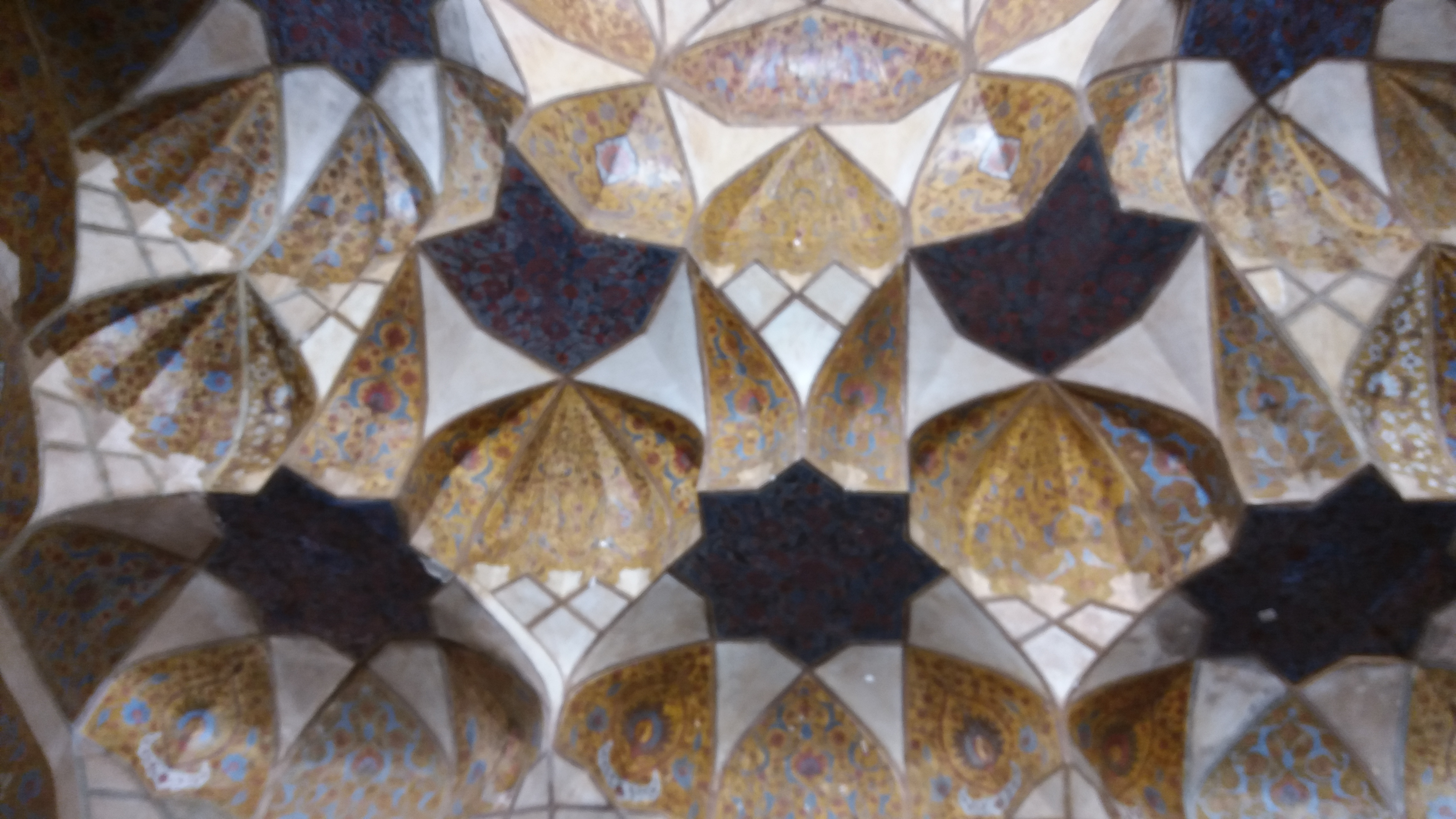
نقش و نگار سردر آب‌انبار گنجعلیخان کرمان
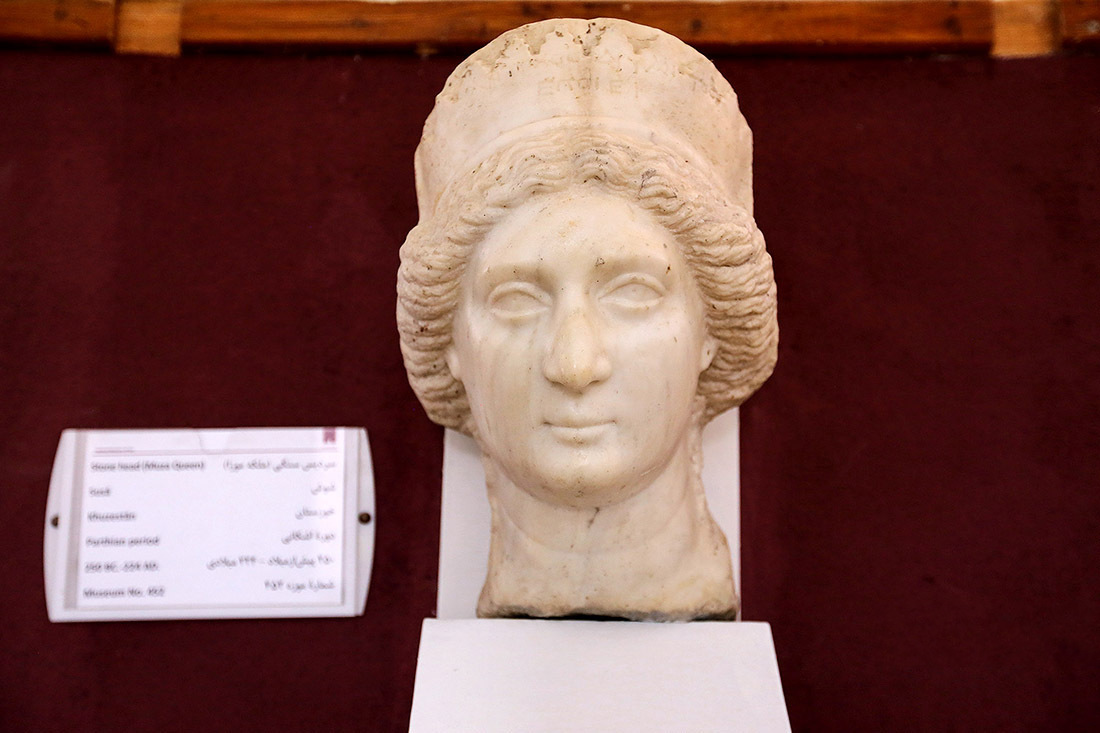
سردیس اشکانی، موزه ایران باستان
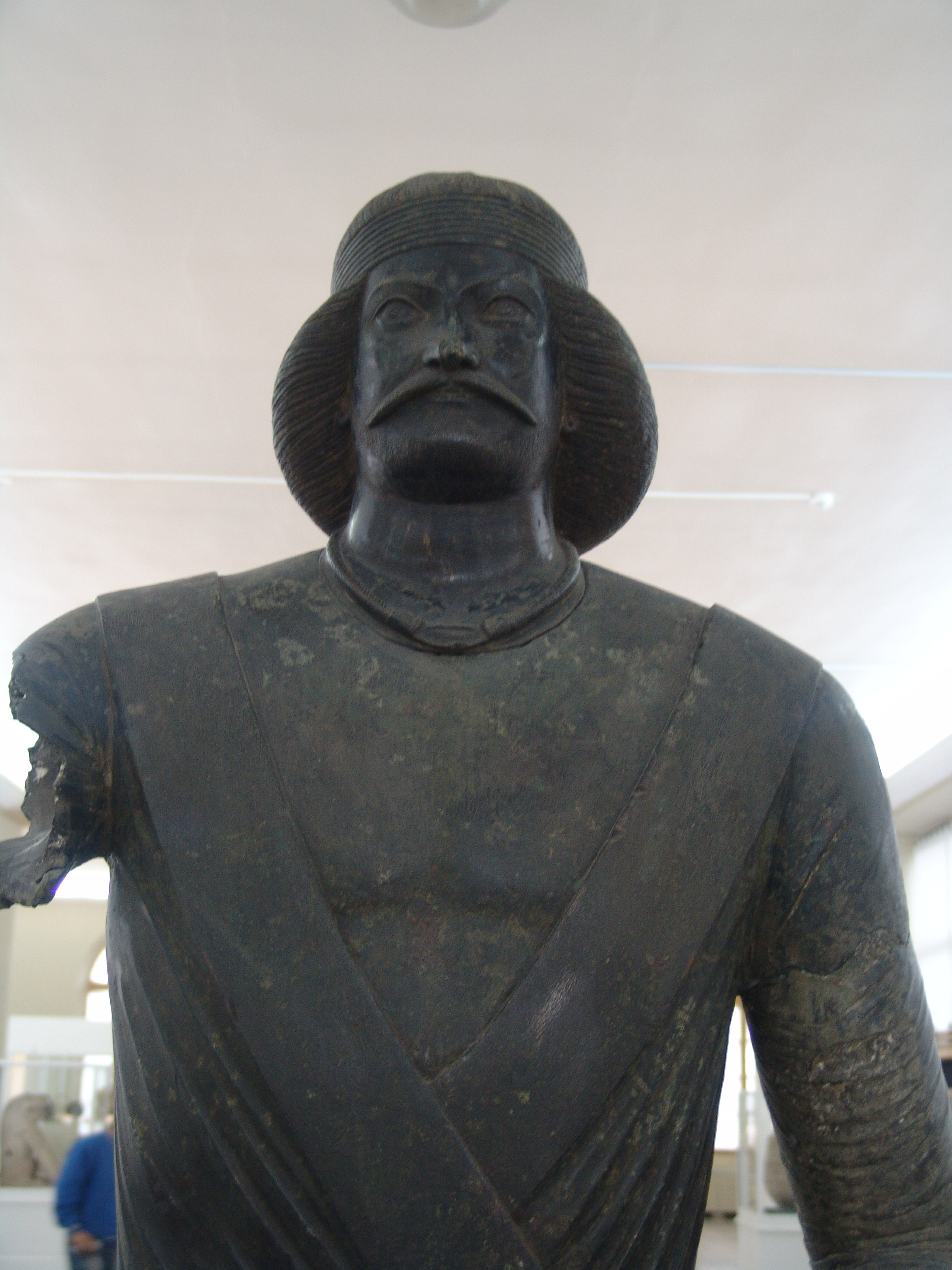
مجسمه مرد پارتی، موزه ایران باستان
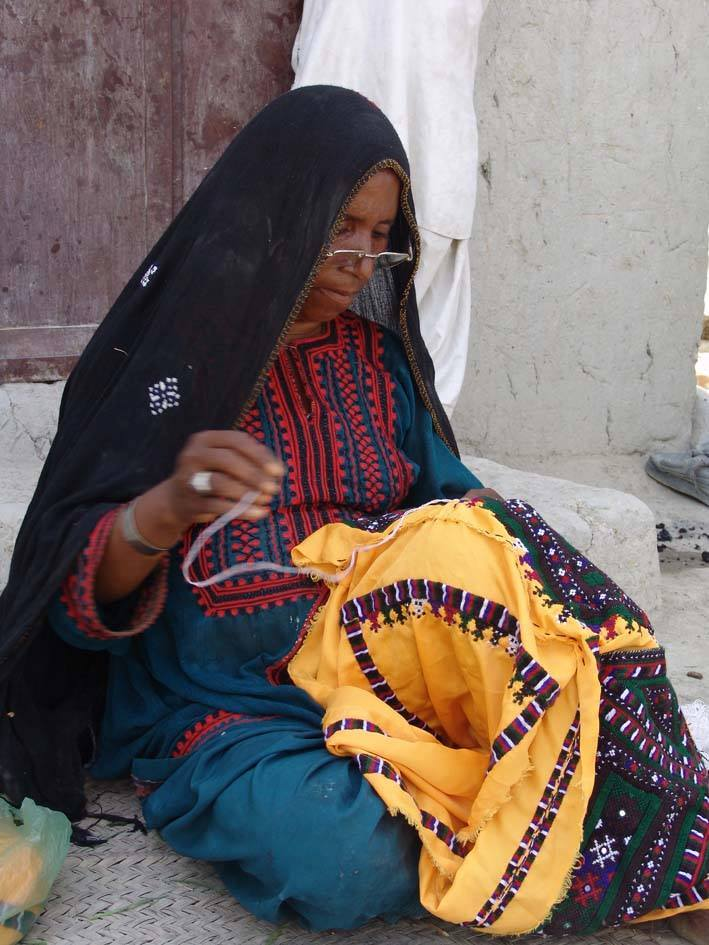
سوزن‌دوزی زن بلوچ
فرش کرمان
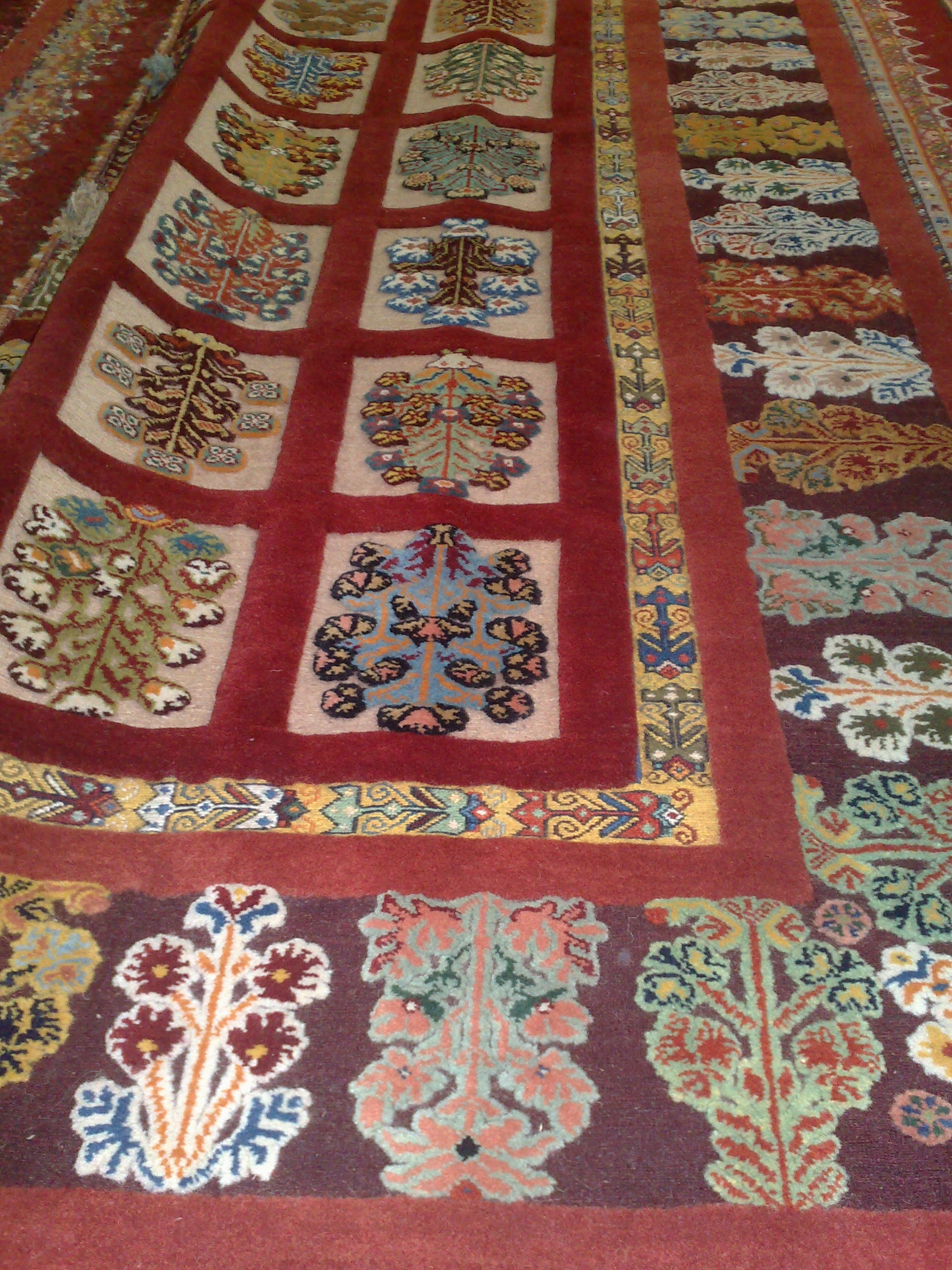
گلیم شیرکی پیچ سیرجان
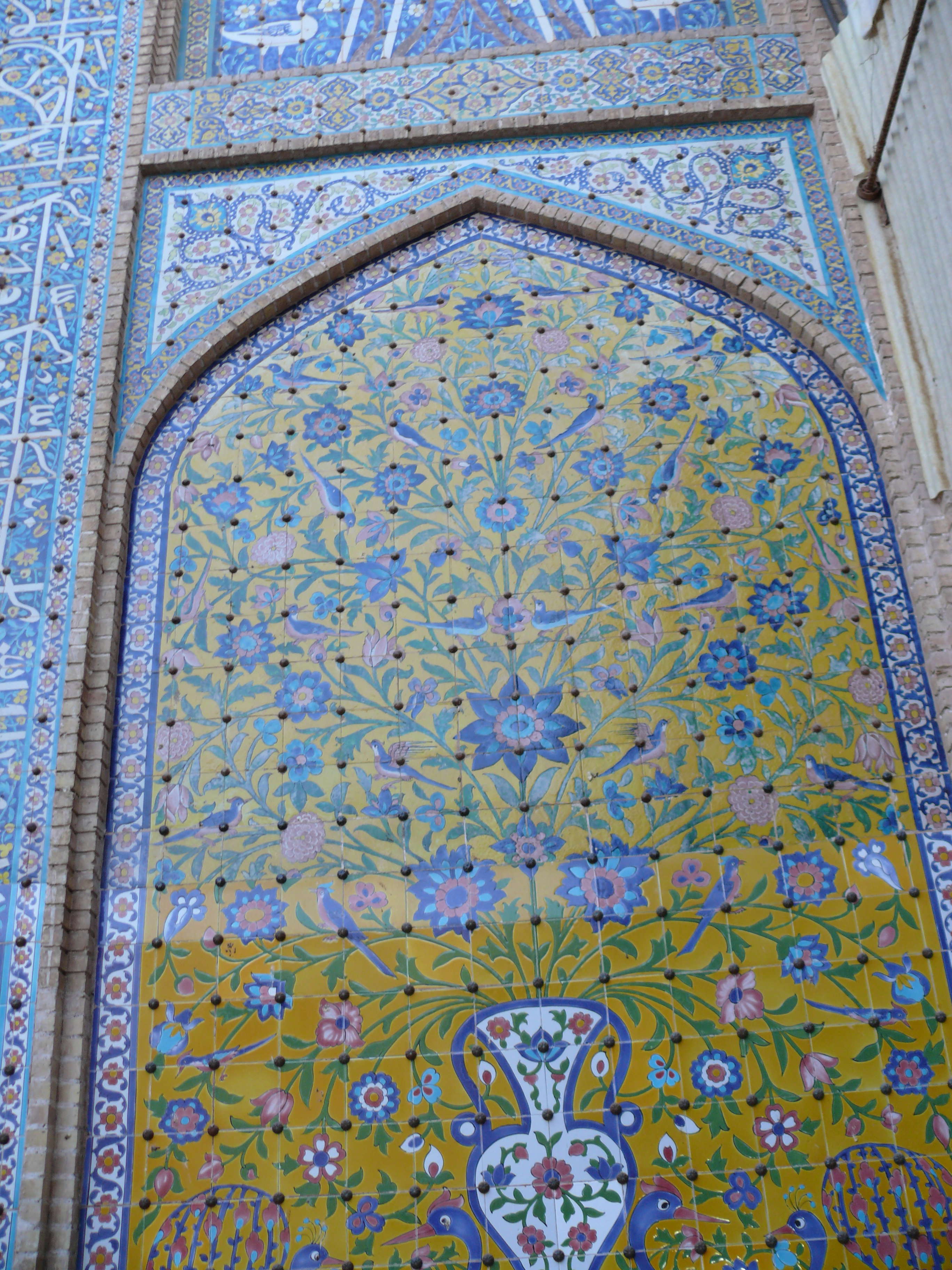
کاشیکاری مجموعه ابراهیم‌خان کرمان
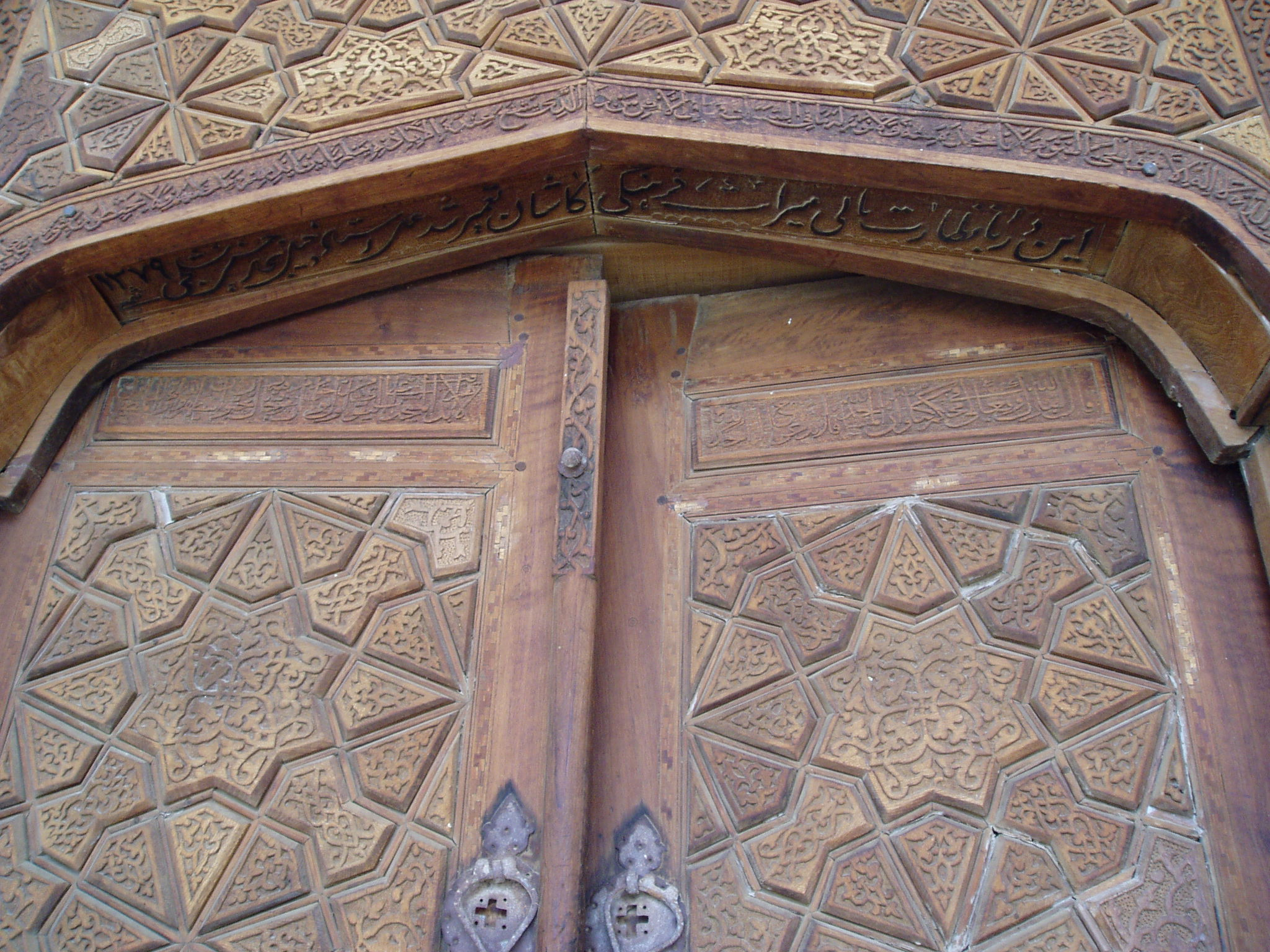
درب منبت کاری شده، کاشان
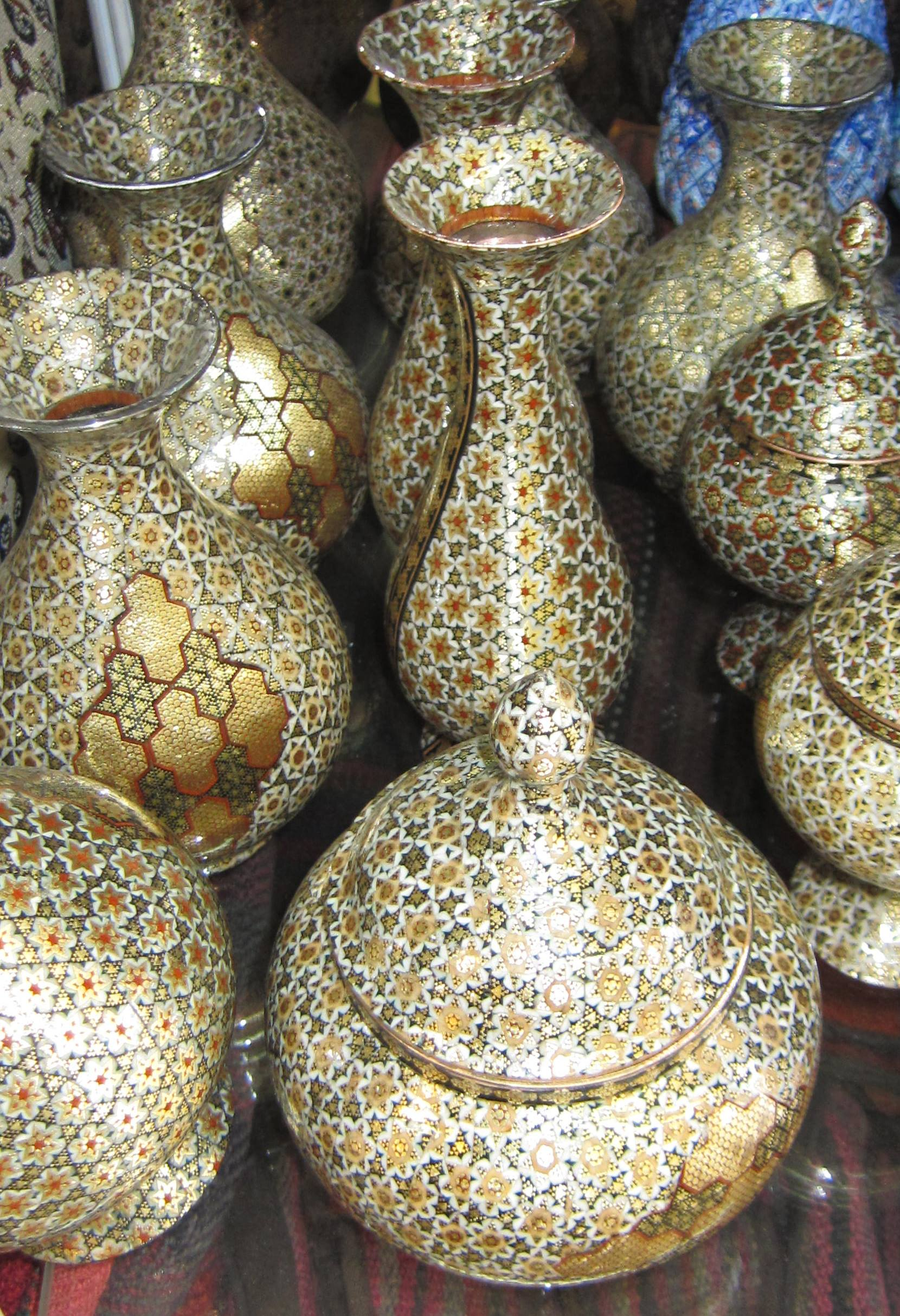
خاتم کاری
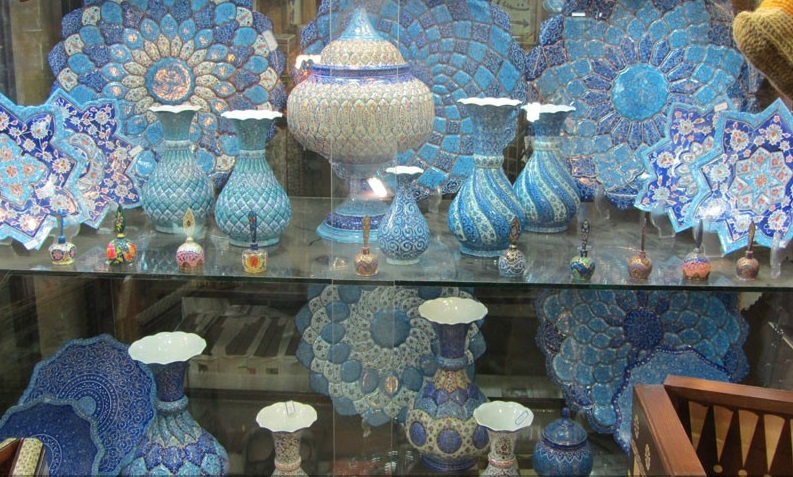
میناکاری
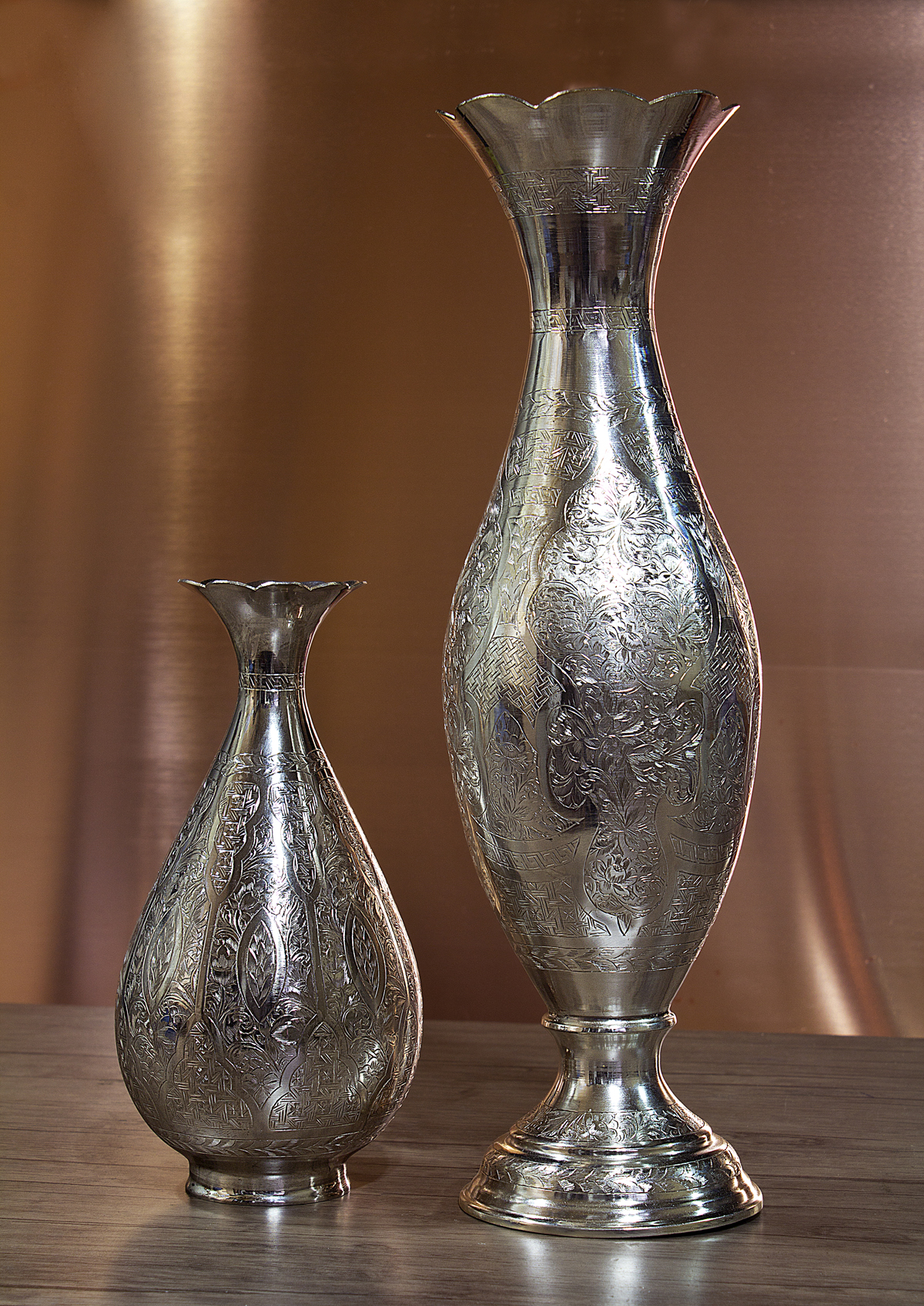
قلم‌زنی
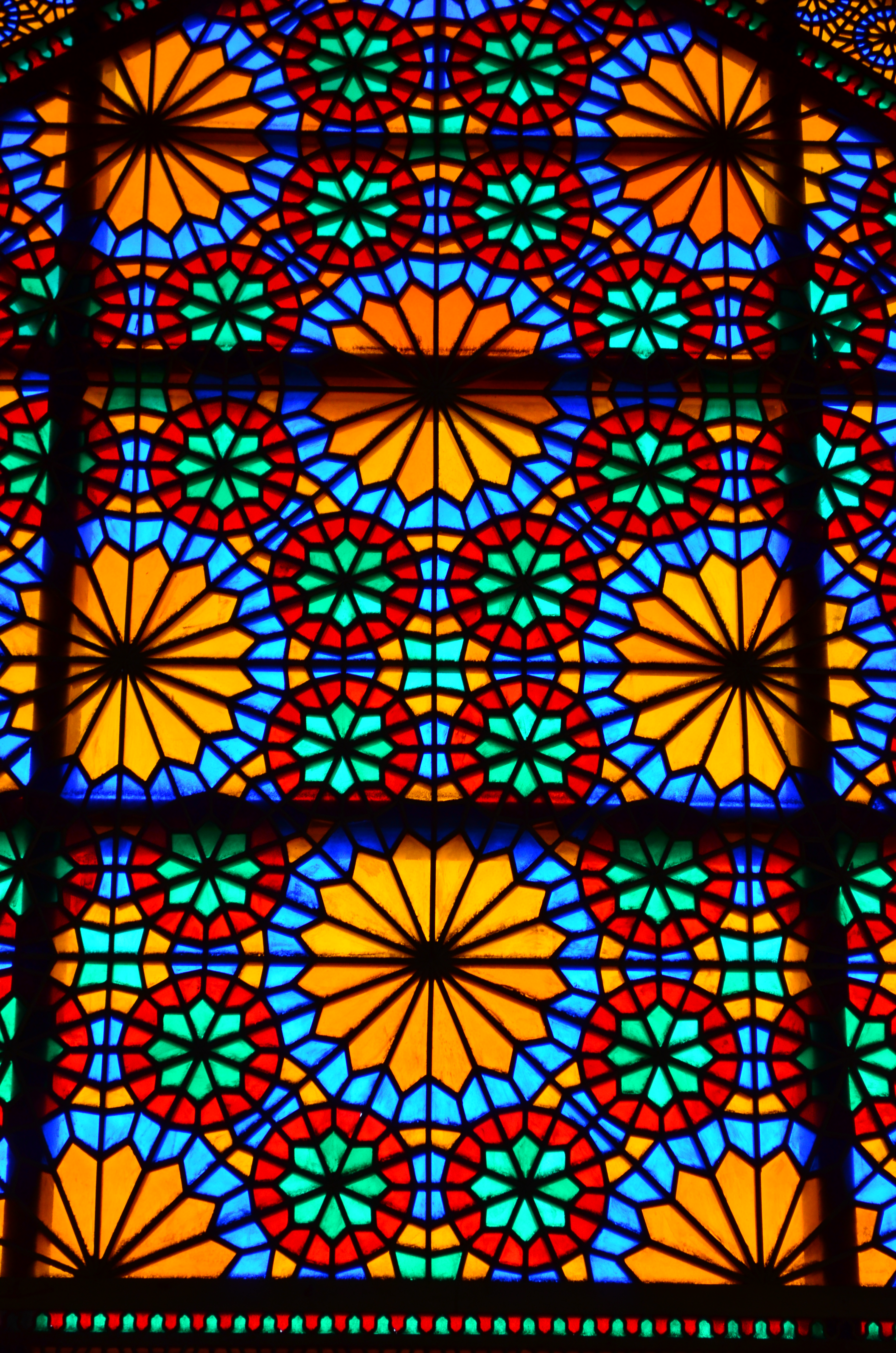
شیشه‌گری در ارگ کریم‌خان
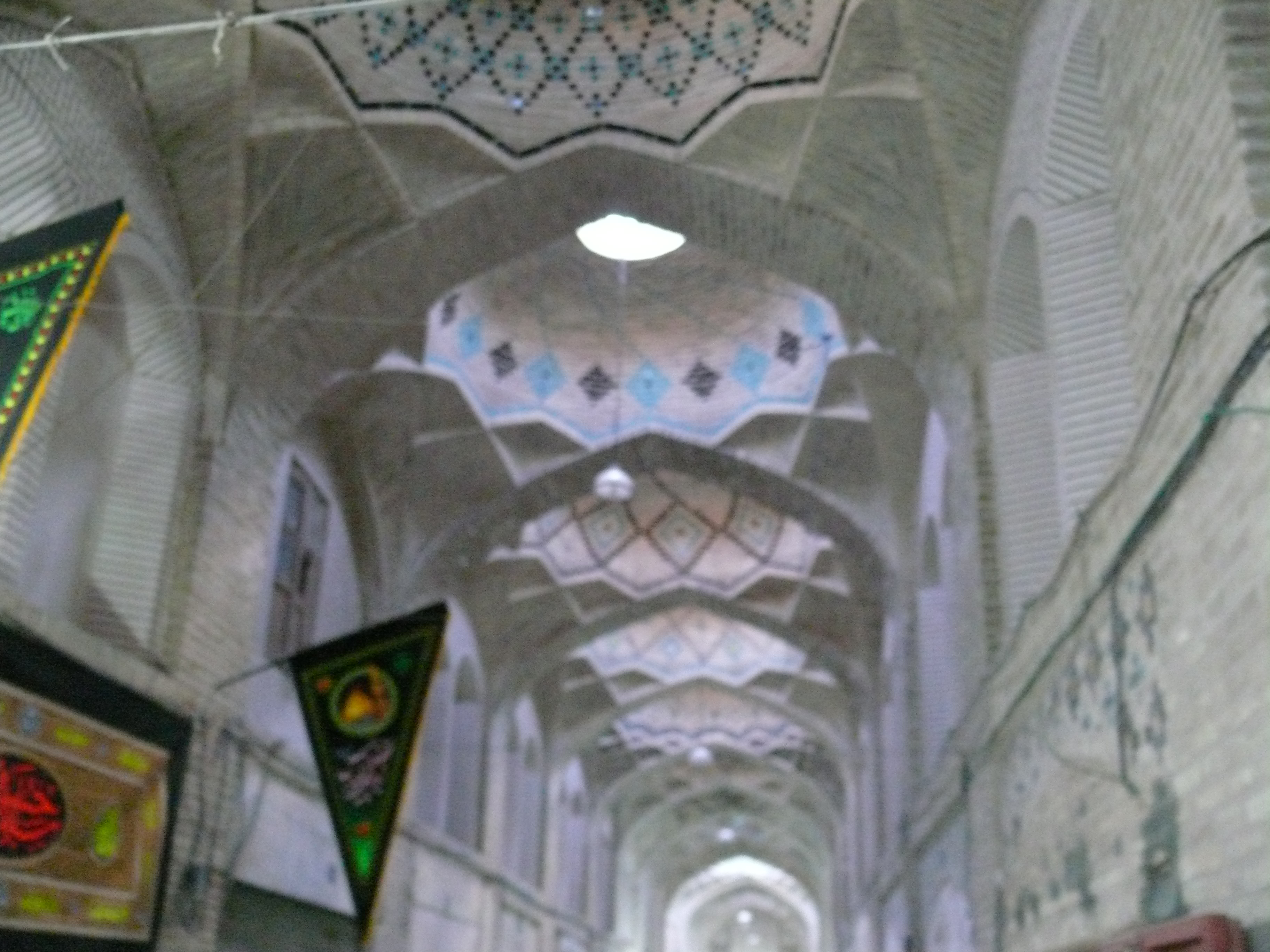
بازار سردار کرمان
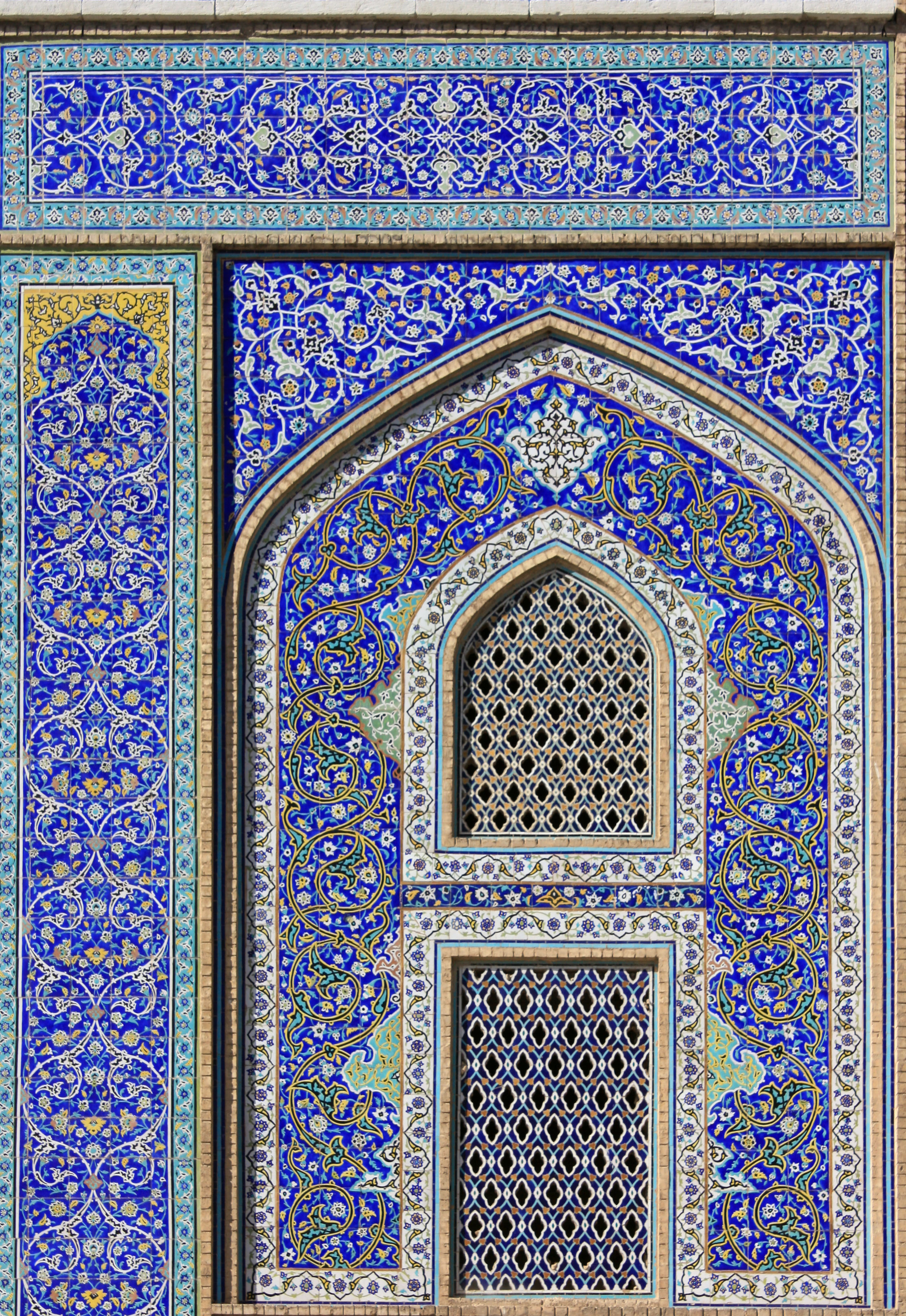
کاشیکاری مسجد شیخ لطف الله اصفهان
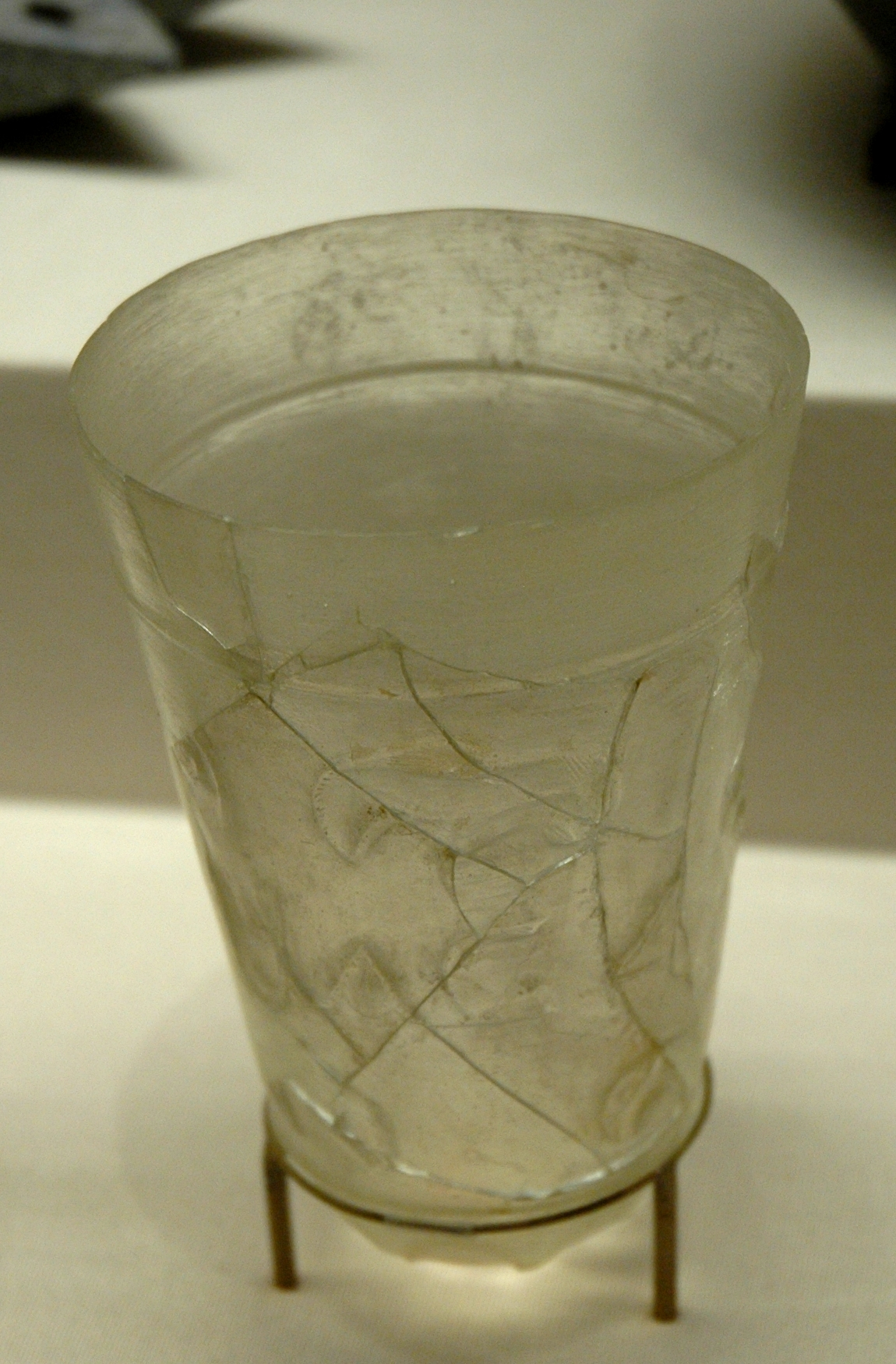
شیشه گری باستانی نیشابور
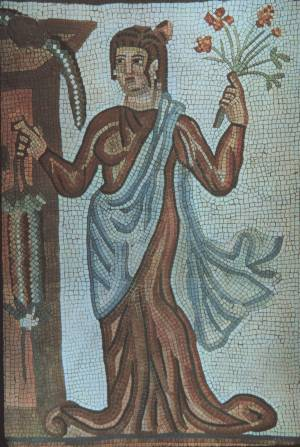
بخشی از موزائیک کاخ شاپور یکم در بیشاپور
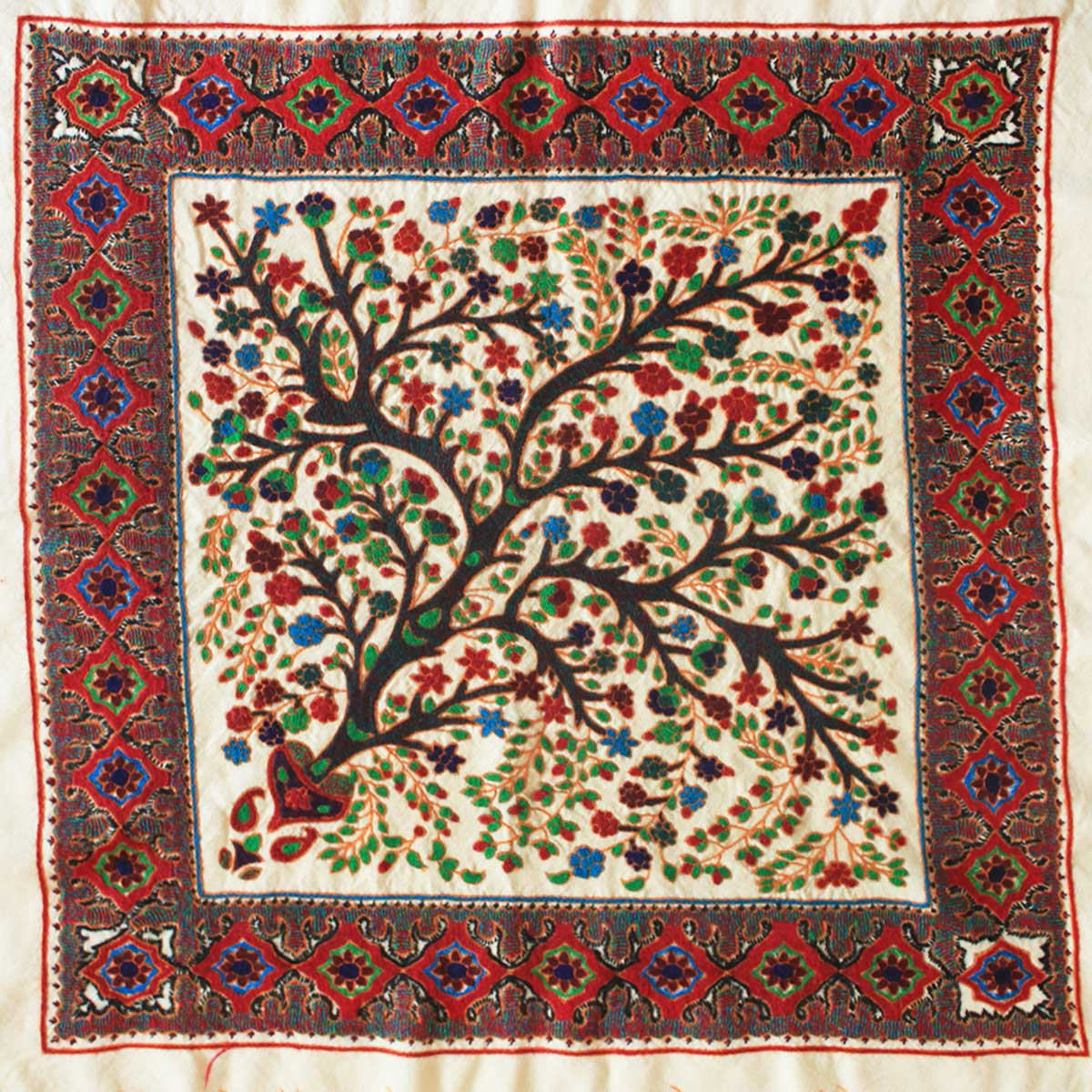
پته دوزی
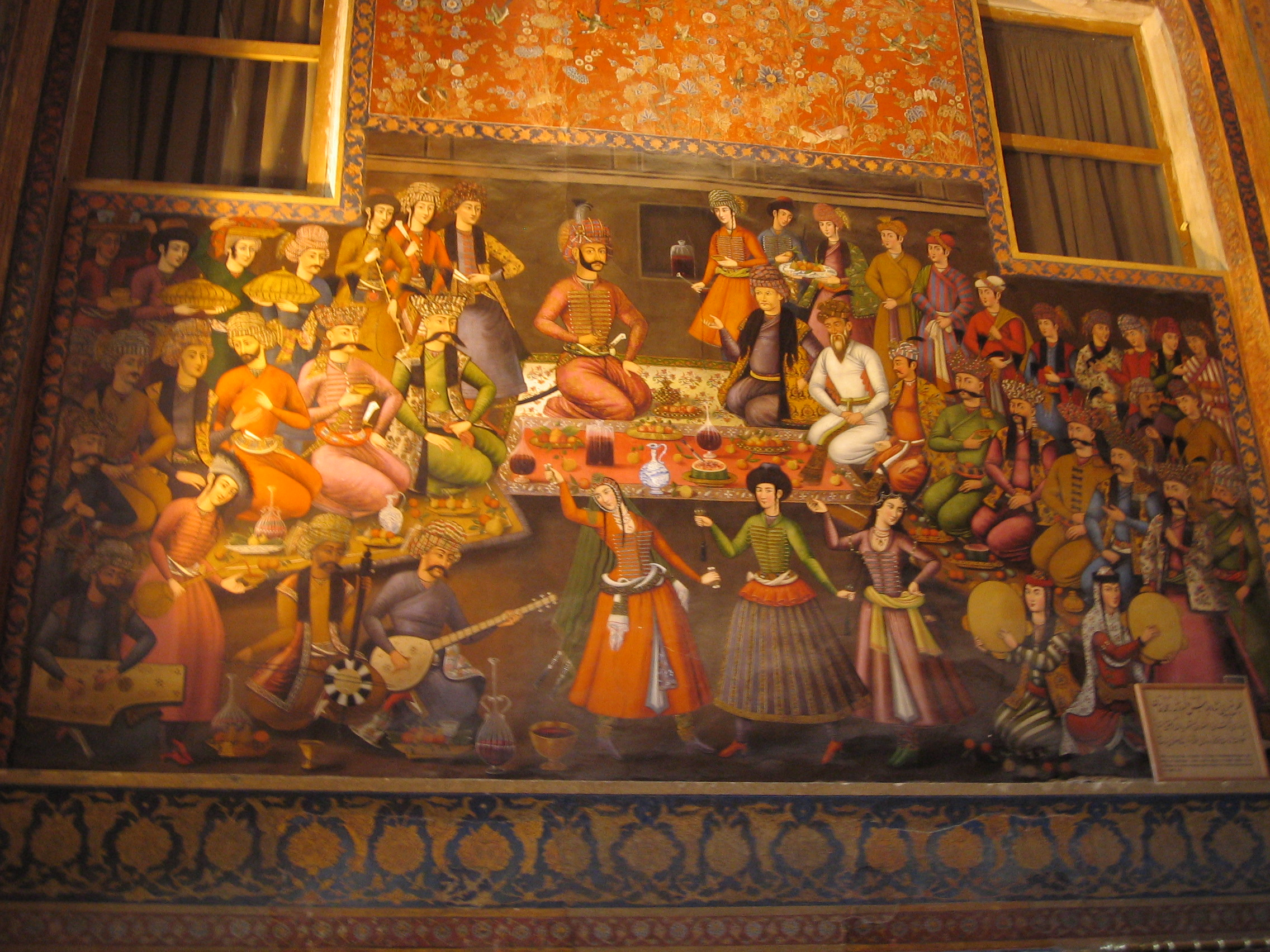
نقاشی، چهل ستون اصفهان
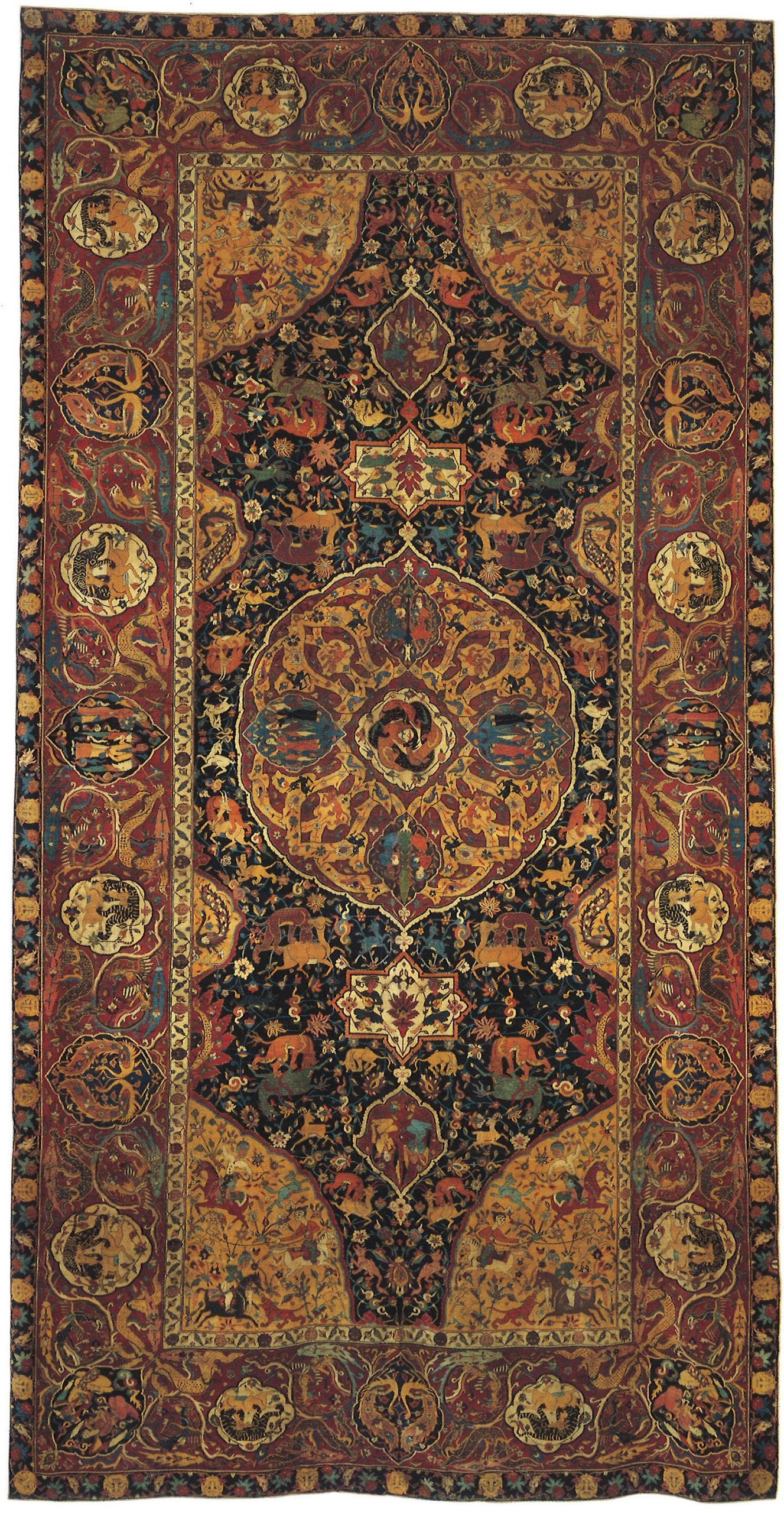
قالی کرمان قرن ۱۶/۱۷، موزه میهو ژاپن
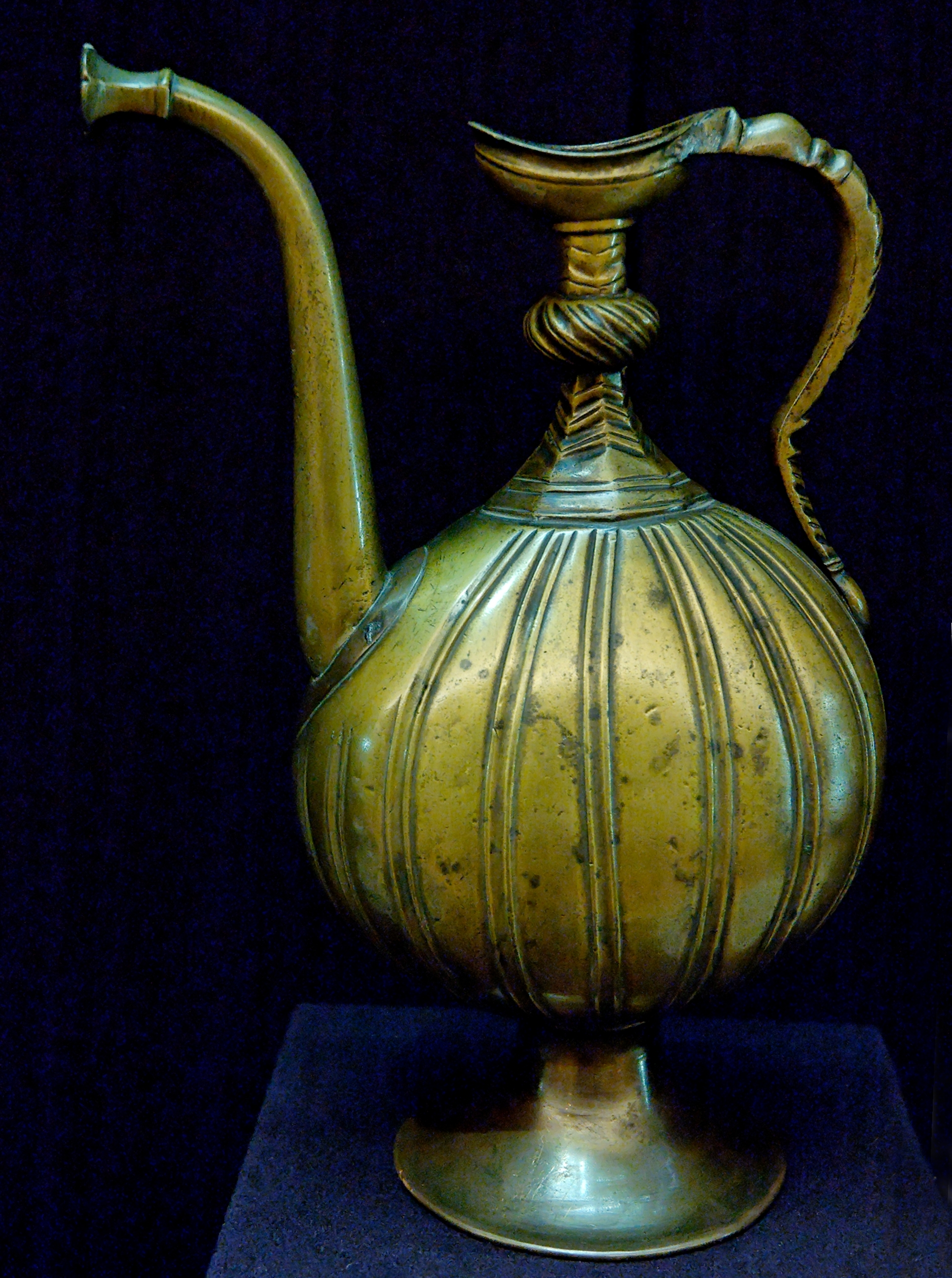
پارچ برنزی، دوره صفوی
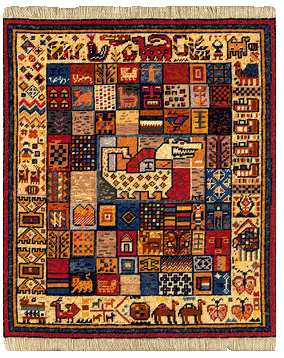
گبه
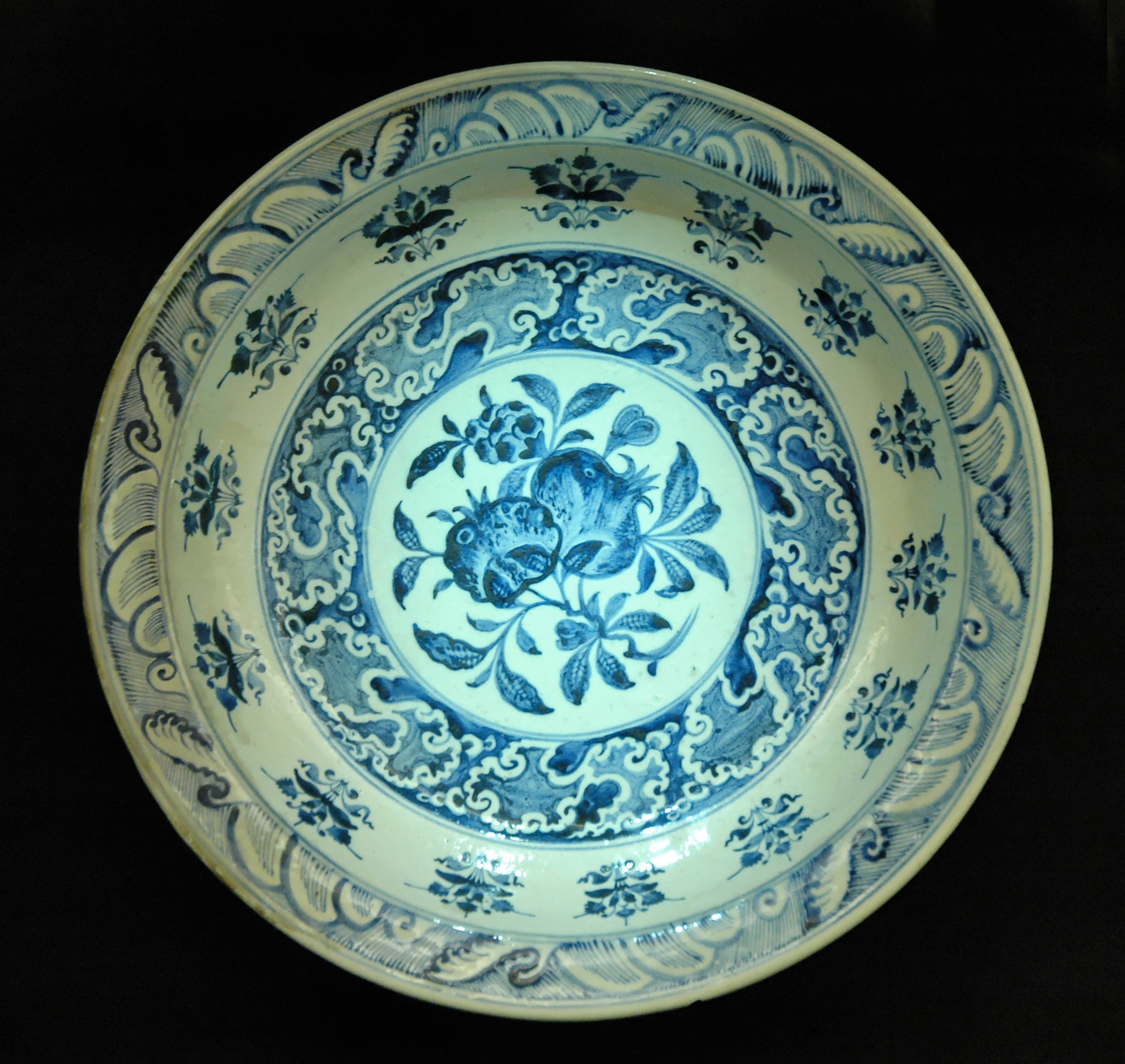
بشقاب، قرن ۱۵ میلادی، موزه لوور
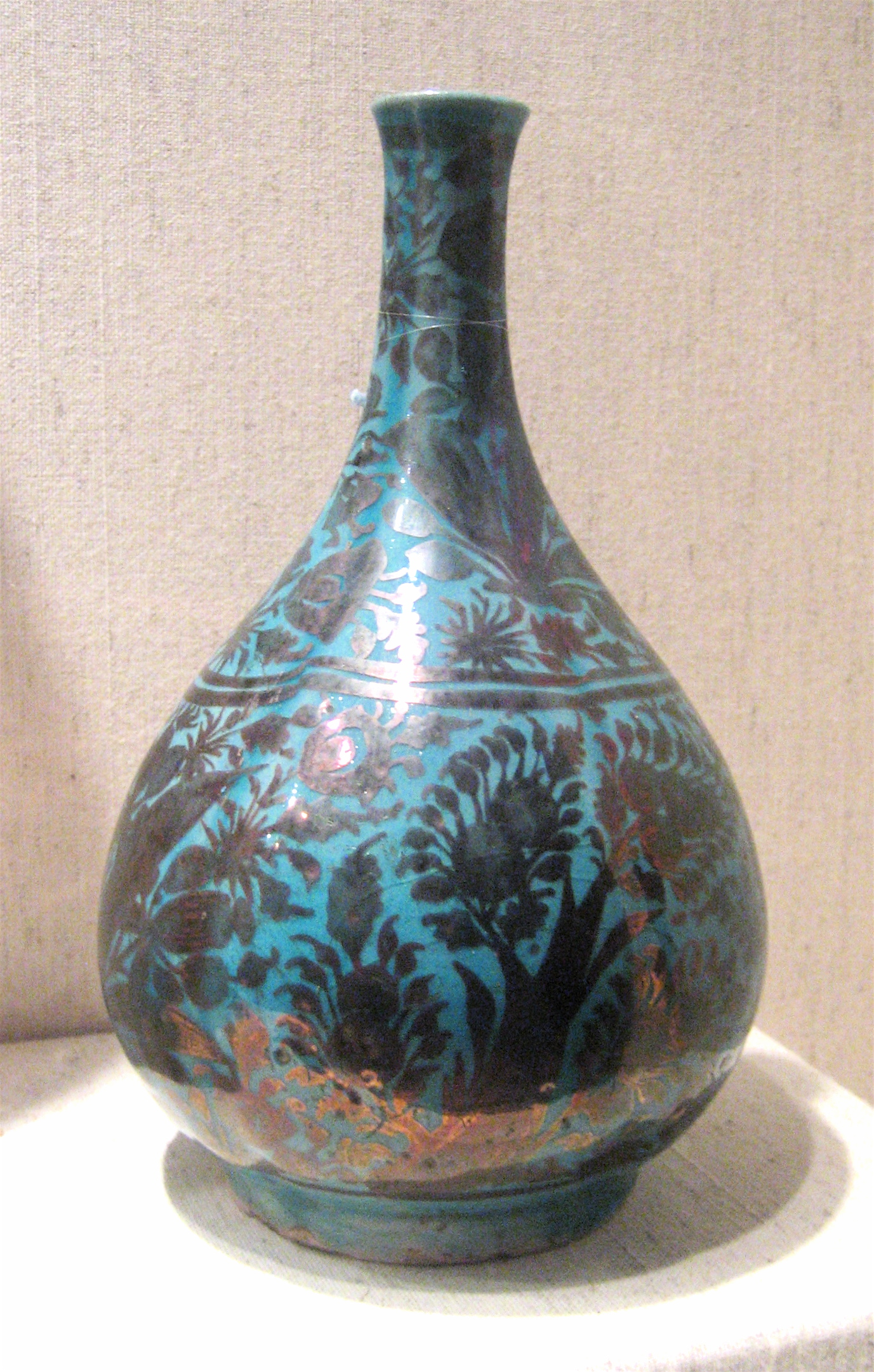
جام شراب، قرن ۱۷ میلادی
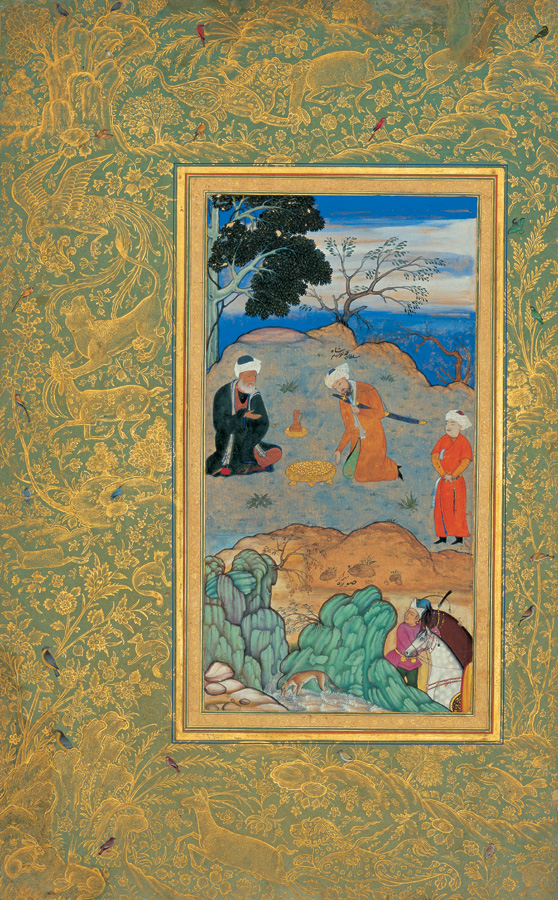
مینیاتور کمال‌الدین بهزاد
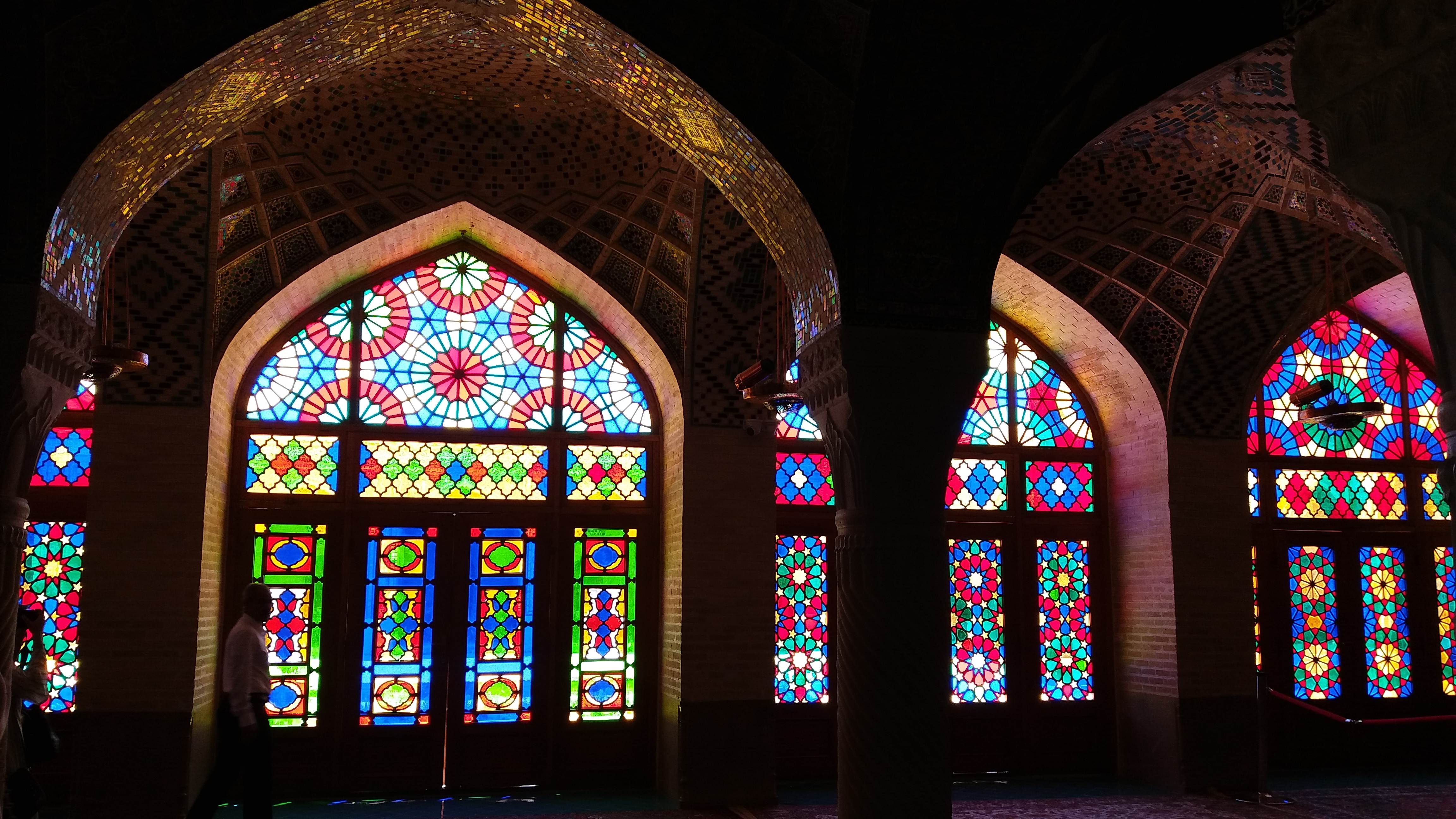
مسجد نصیرالملک شیراز
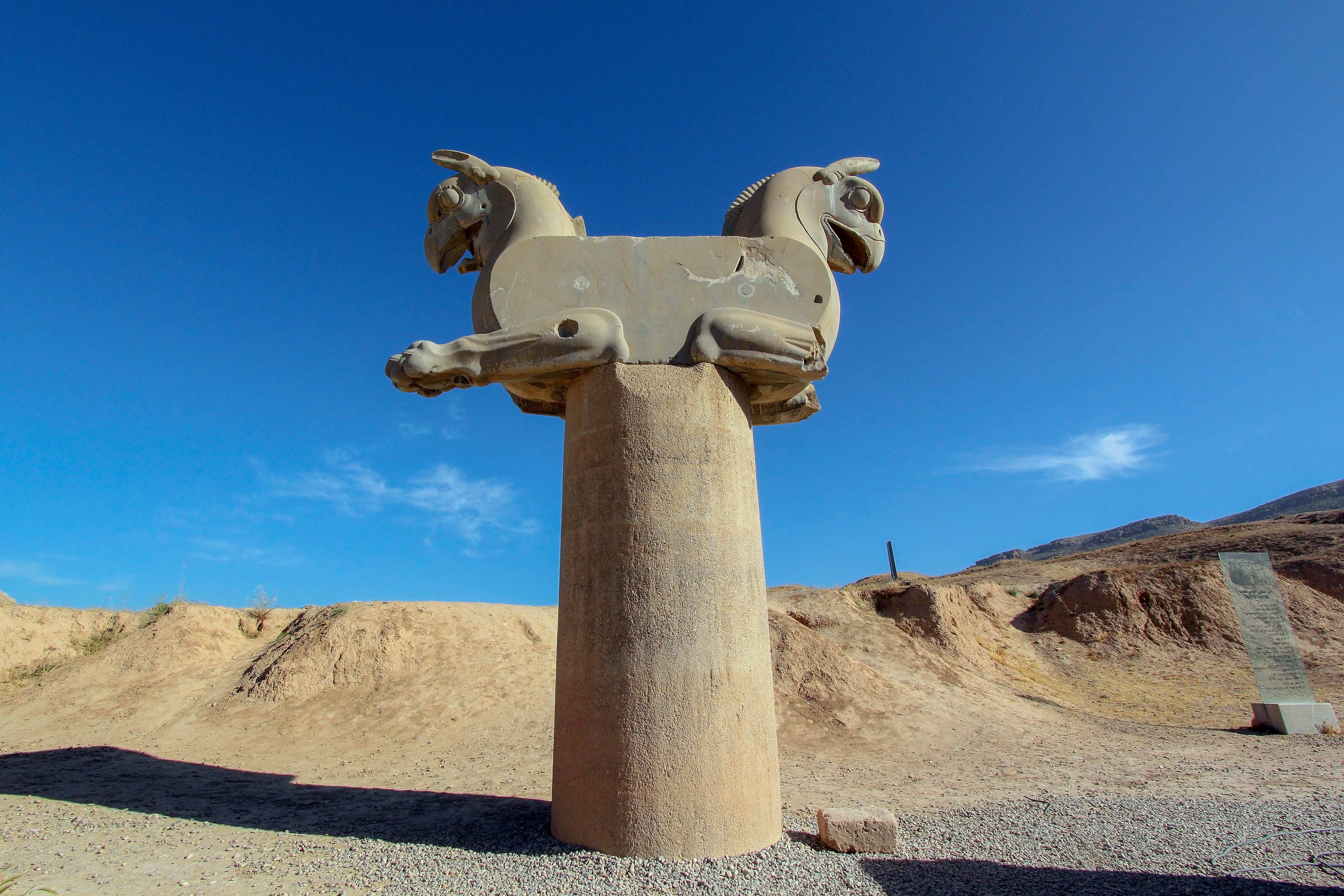
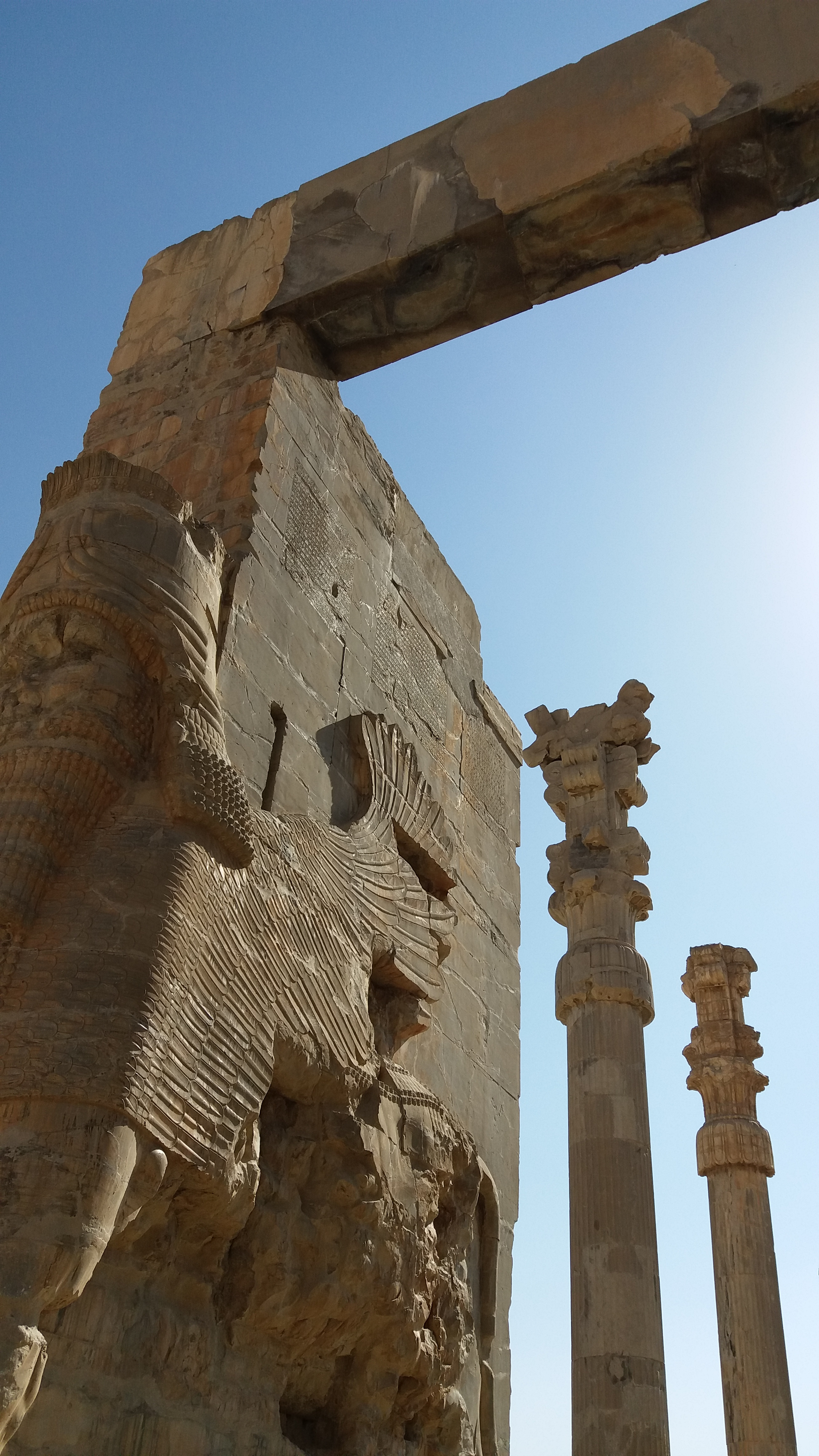
معماری هخامنشی، تخت جمشید
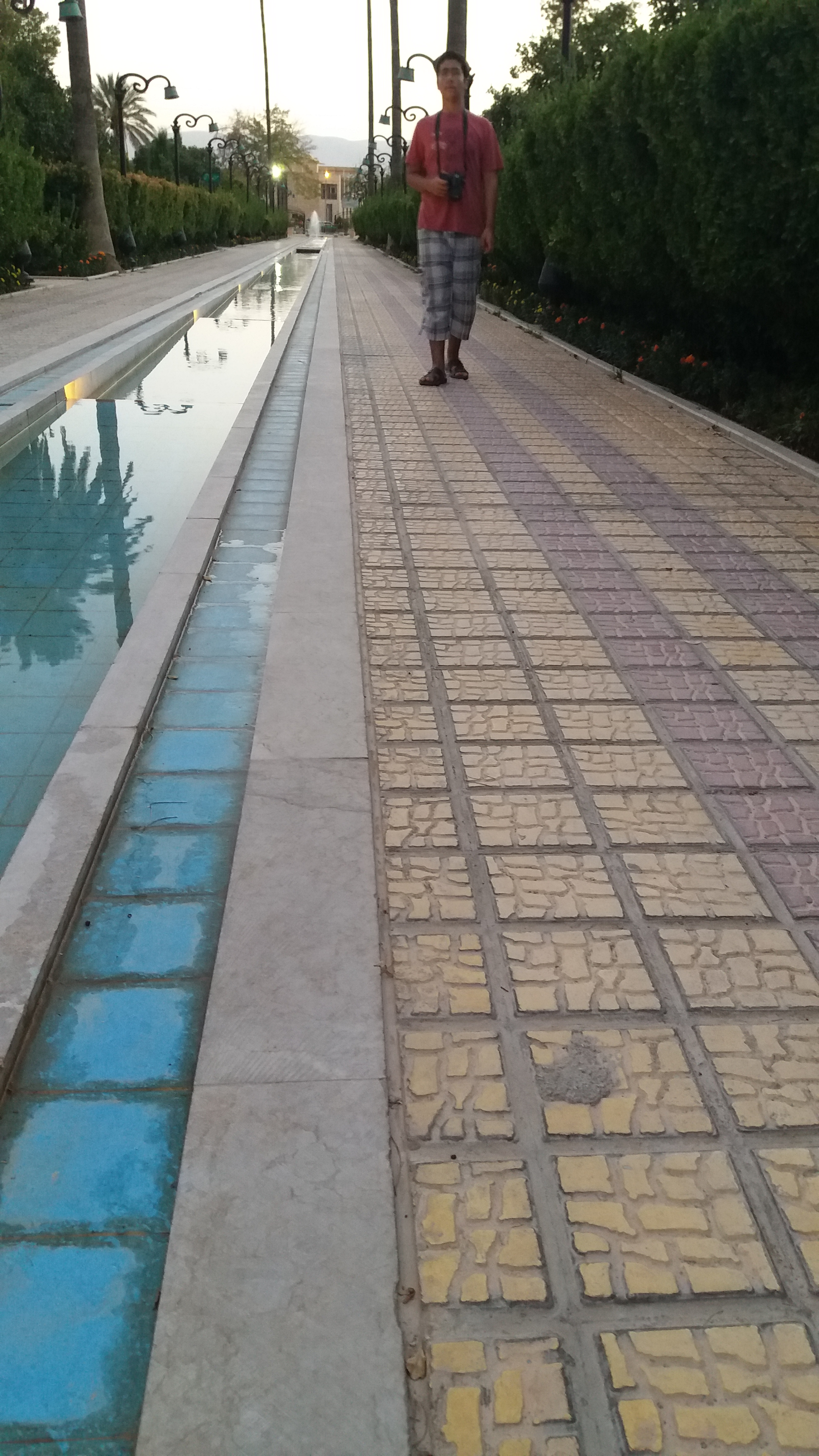
باغ ایرانی، باغ دلگشا، شیراز
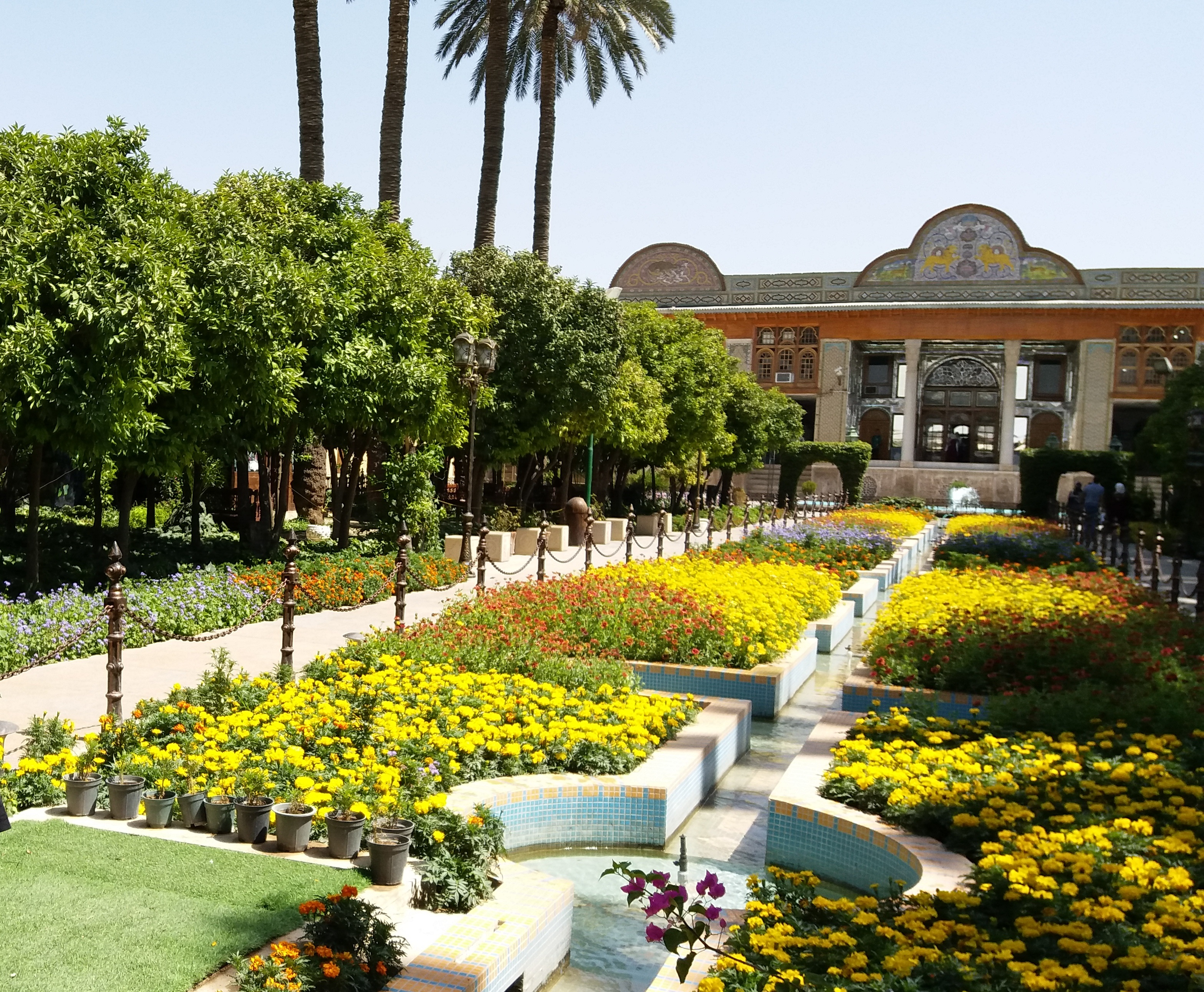
نارنجستان قوام، شیراز